# Biserica de lemn din Sfântu Gheorghe, Mureș

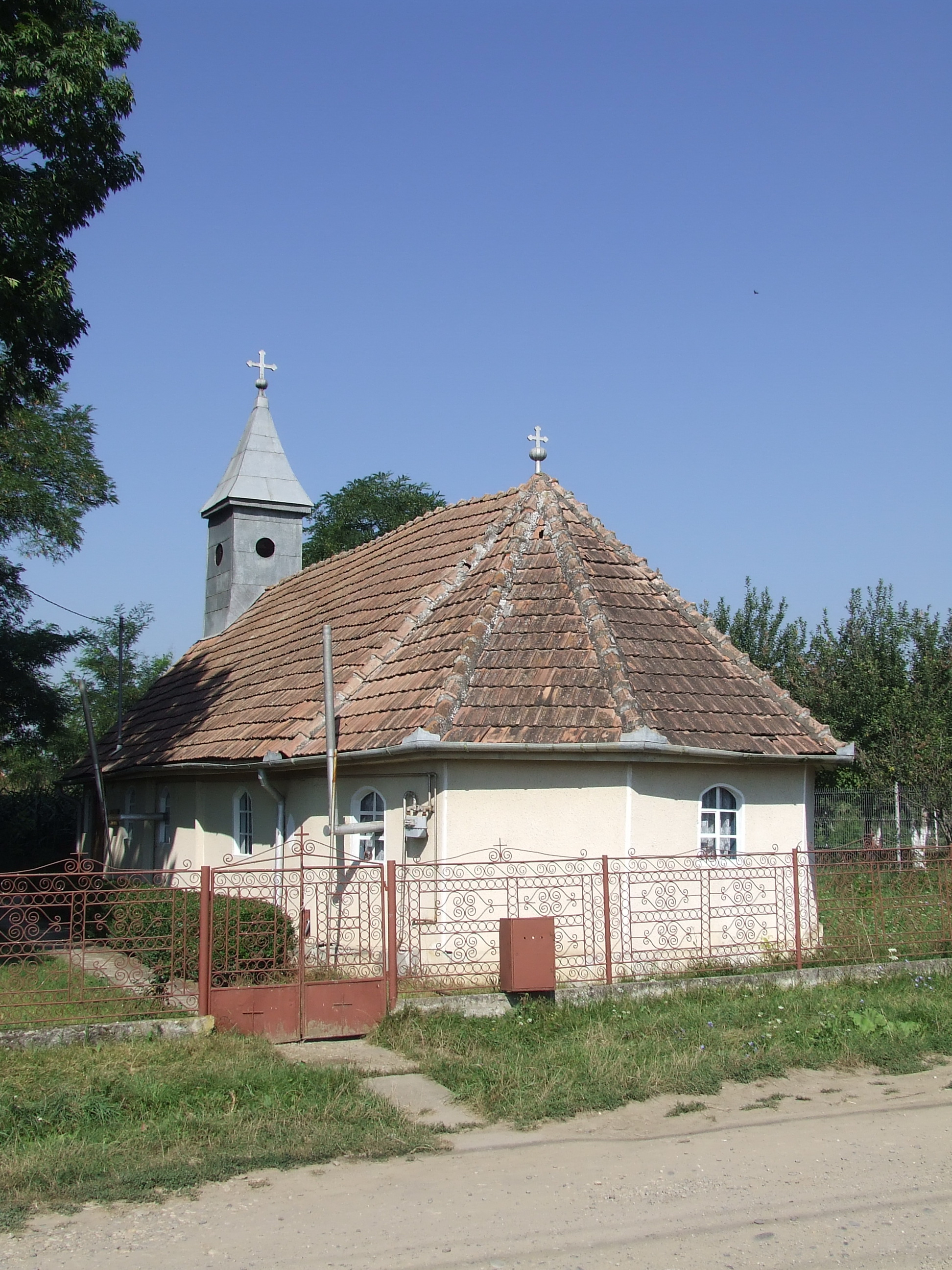
Biserica de lemn din Sfântu Gheorghe, judeţul Mureş. Foto: august 2010

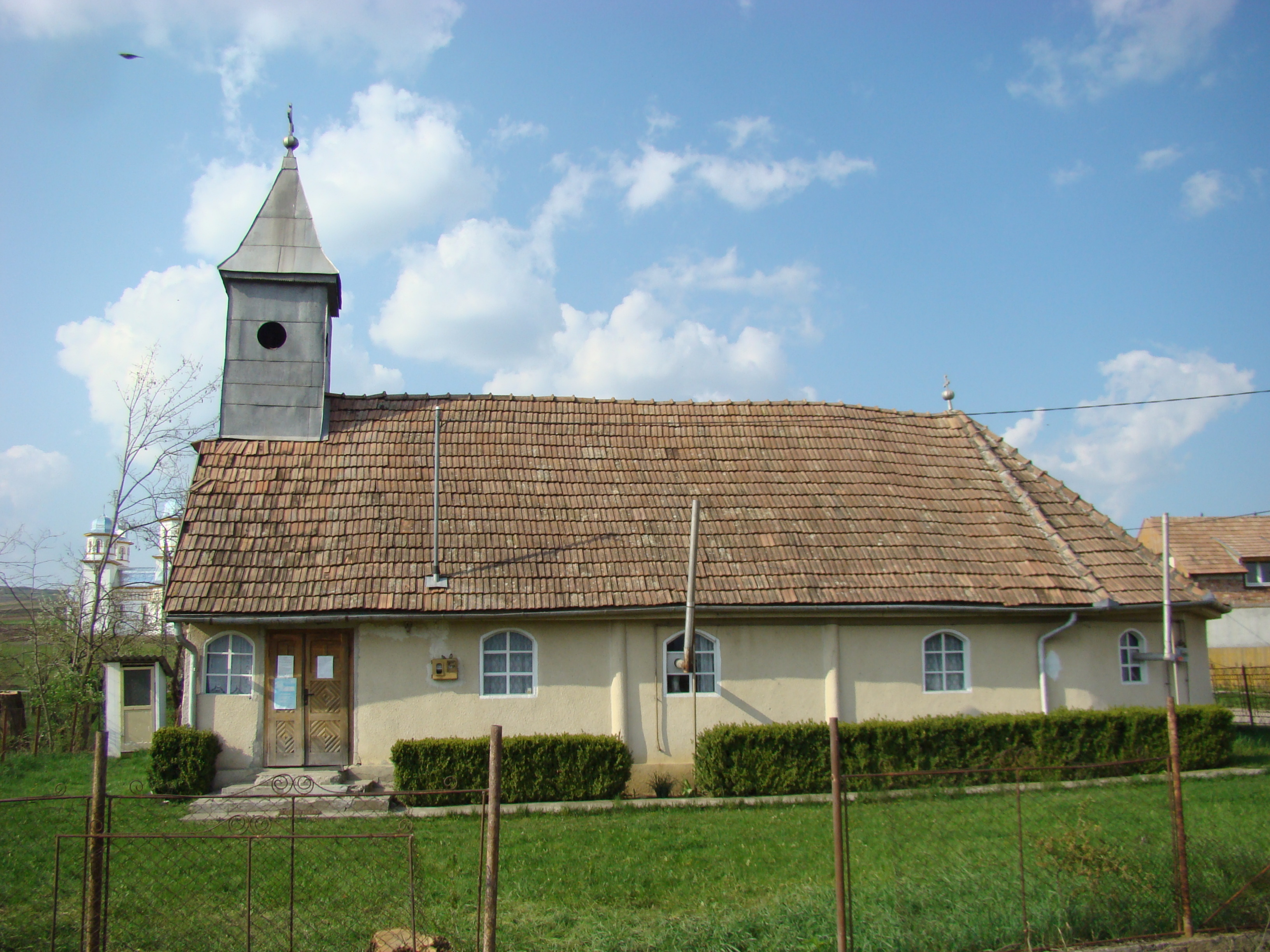
Biserica de lemn „Sfinții Arhangheli Mihail și Gavriil”, sat aparținător Sfântu Gheorghe, oraș Iernut, județul Mureș, foto: aprilie 2013.

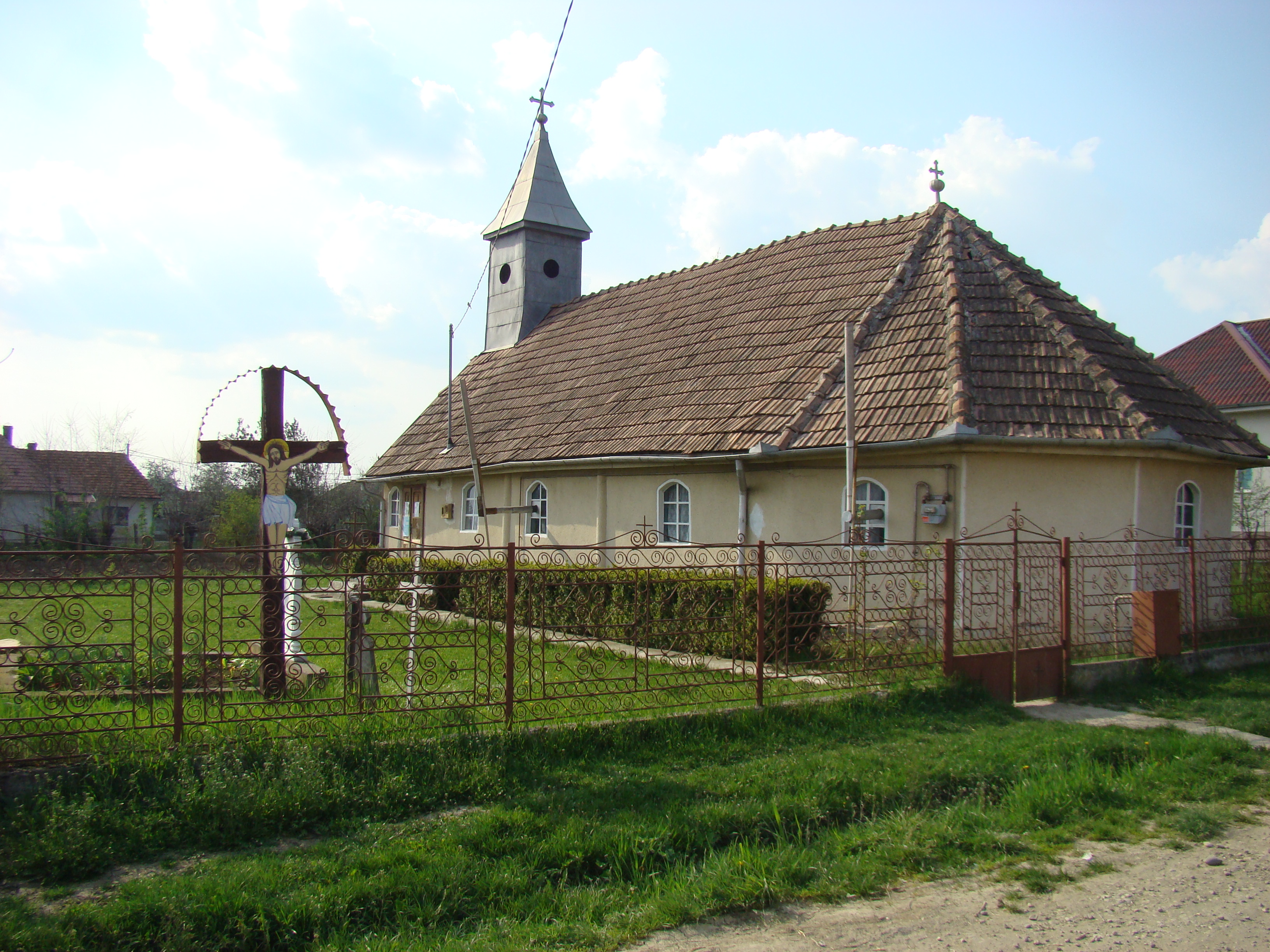
Biserica de lemn „Sfinții Arhangheli Mihail și Gavriil”, sat aparținător Sfântu Gheorghe, oraș Iernut, județul Mureș, foto: aprilie 2013.

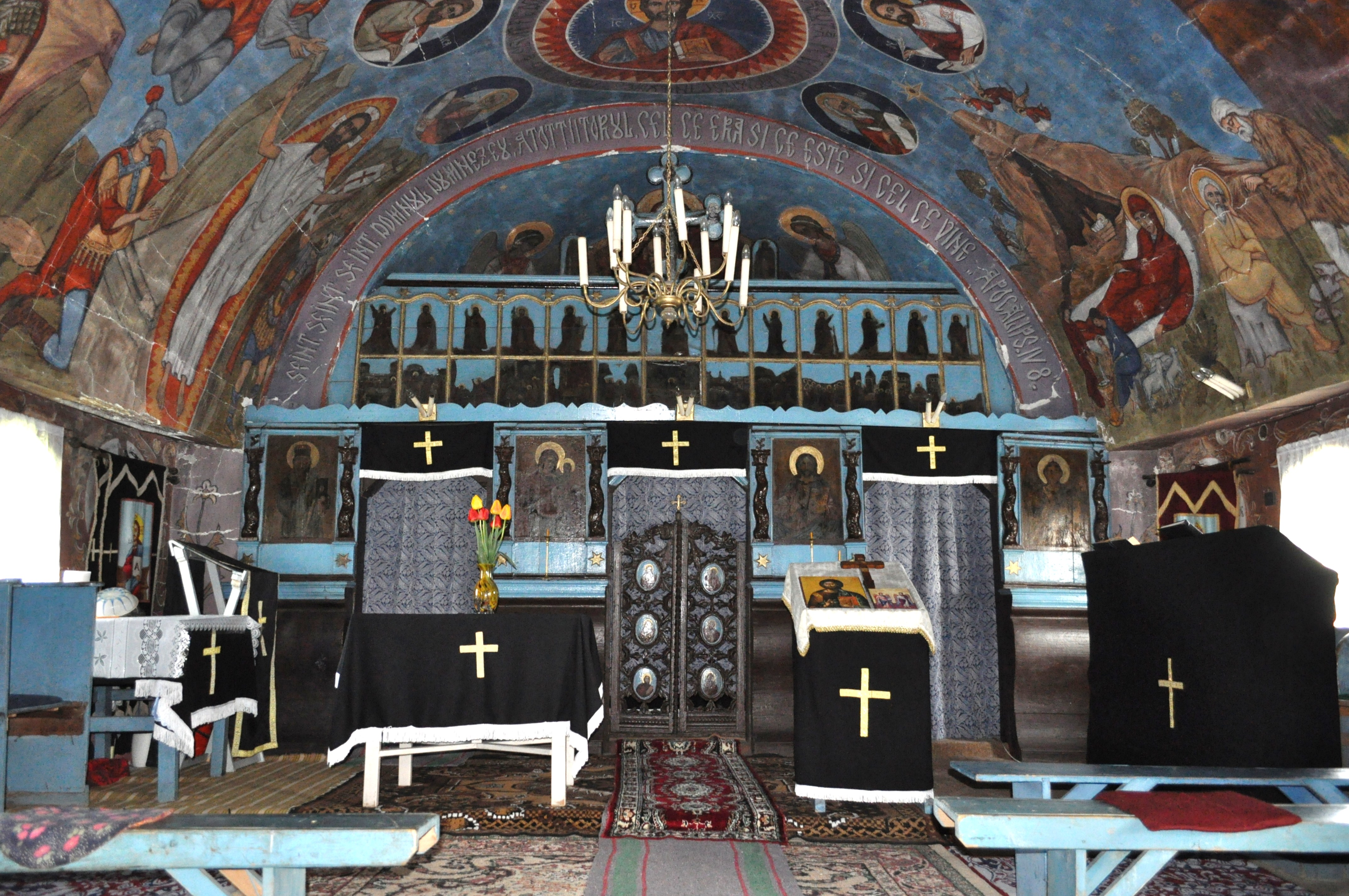
Nava spre iconostas

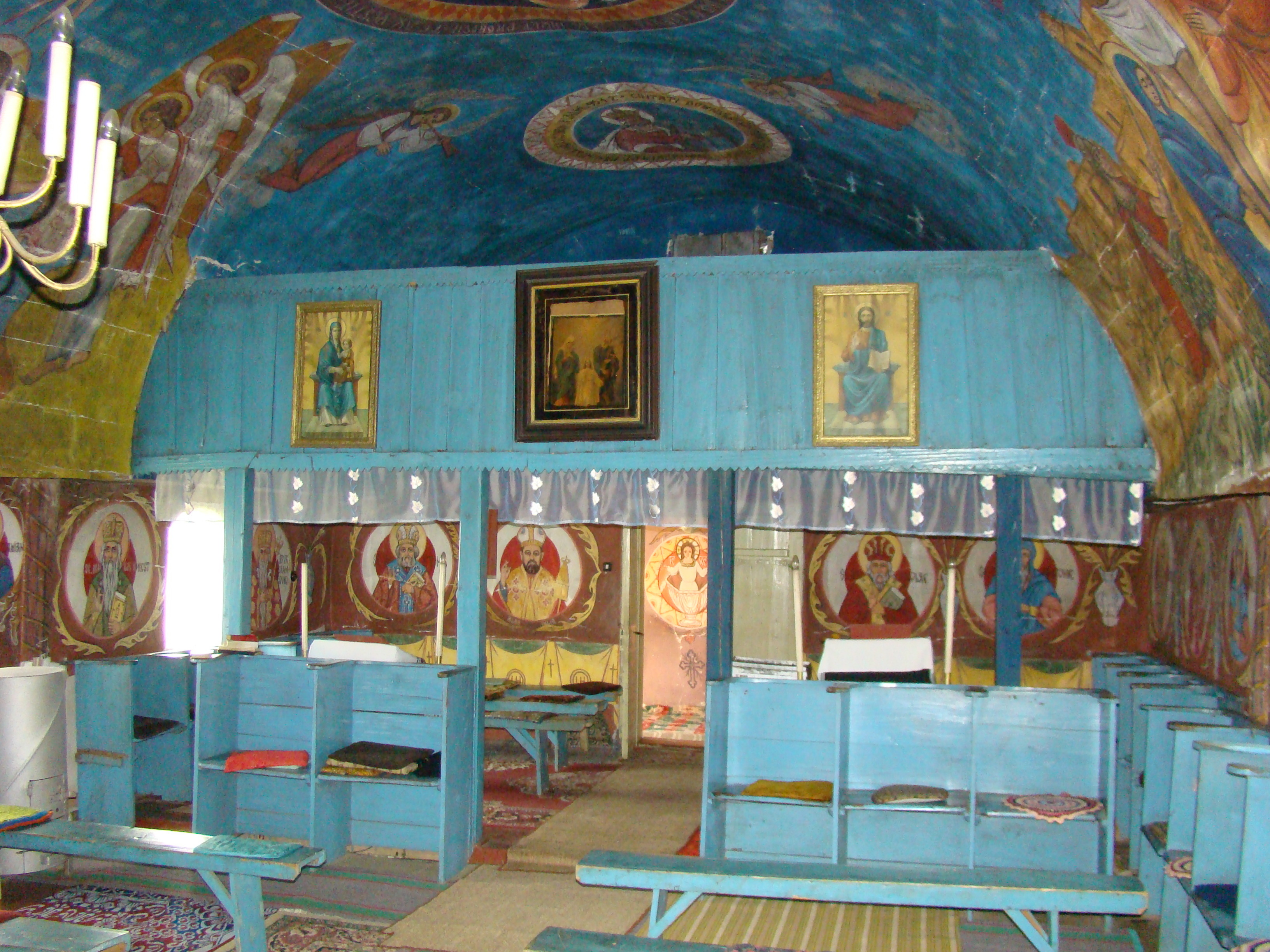
Nava spre ieșire

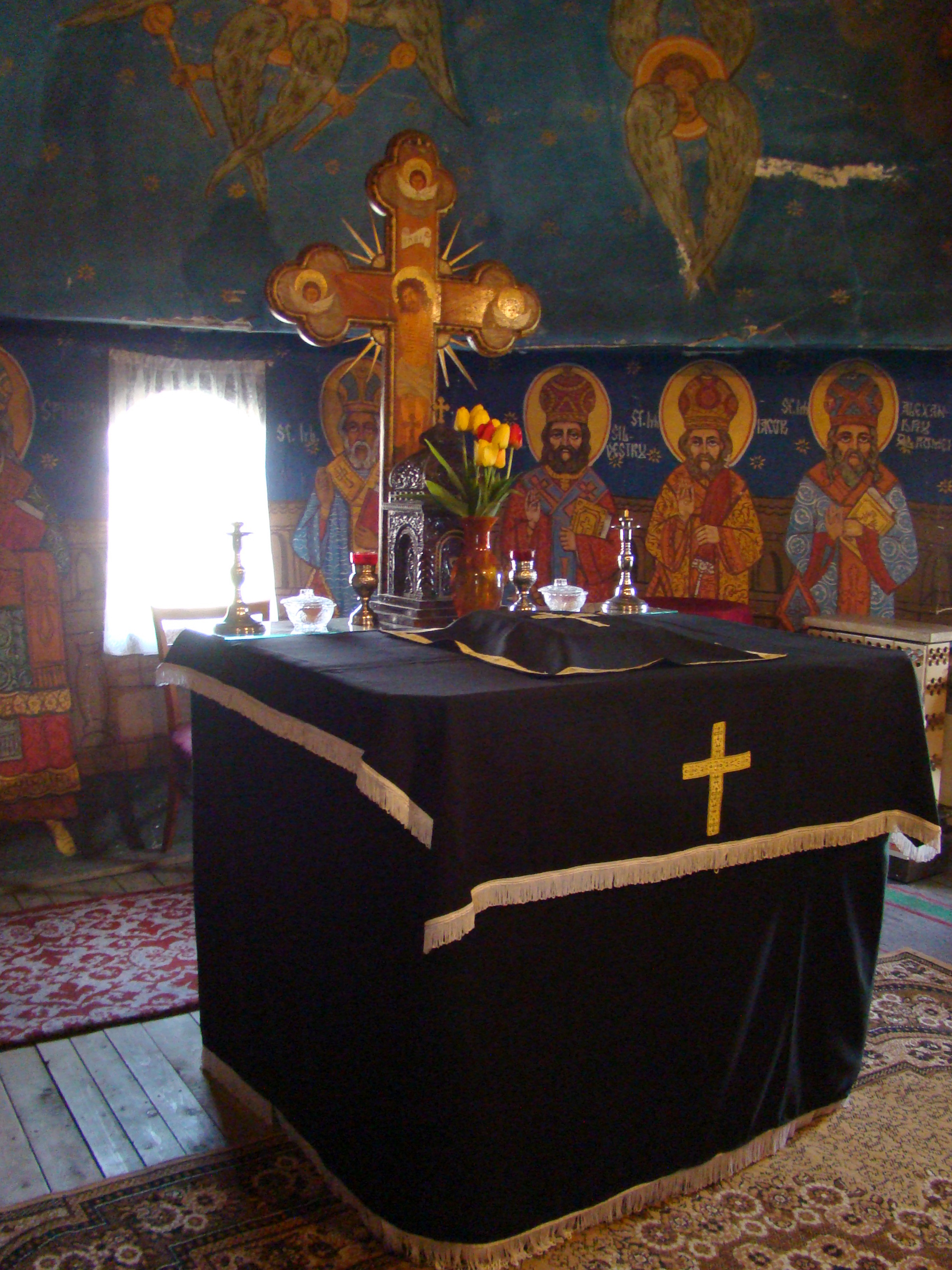
Masa altarului

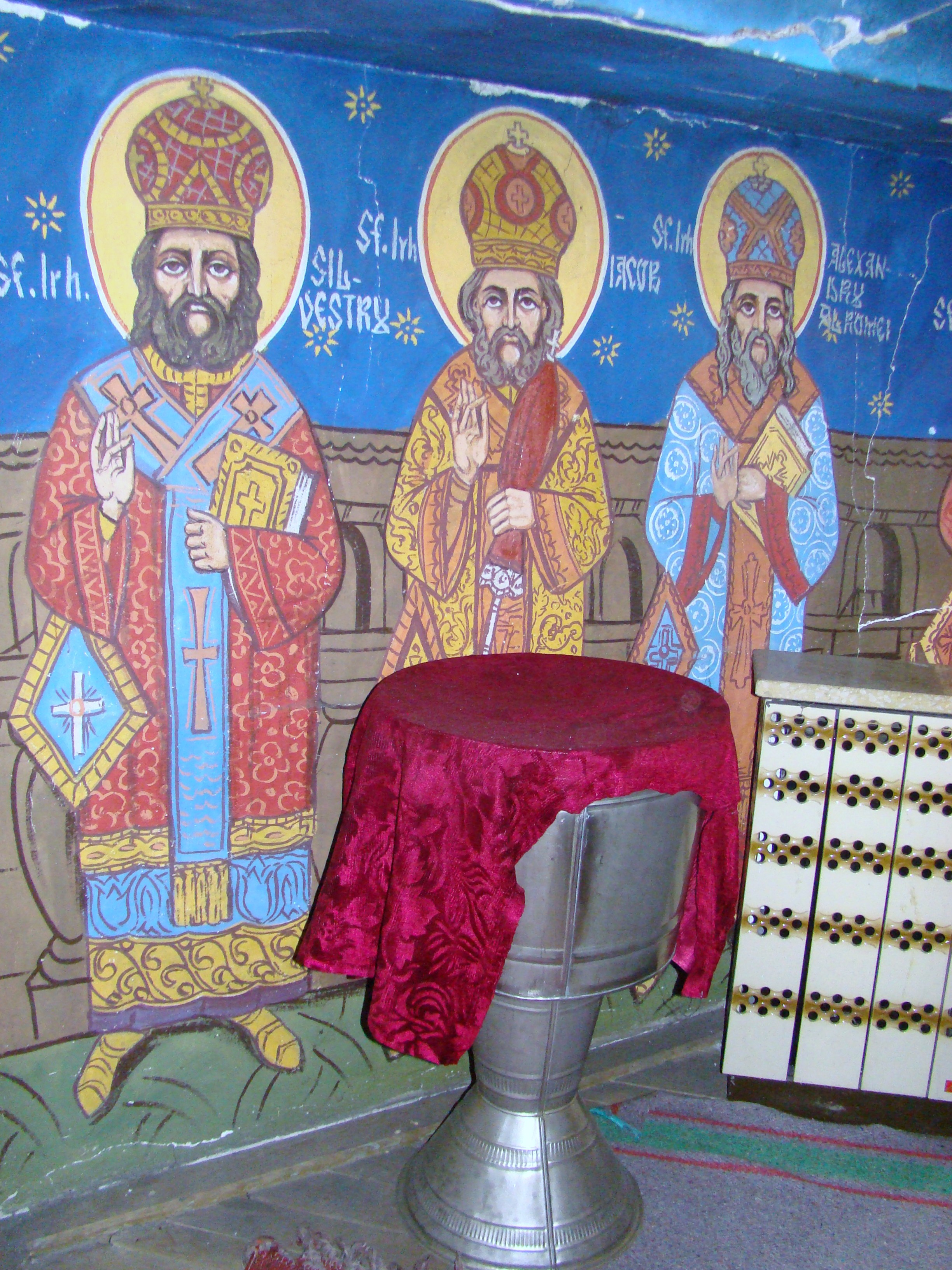
Pictura altarului: Sfinții Ierarhi

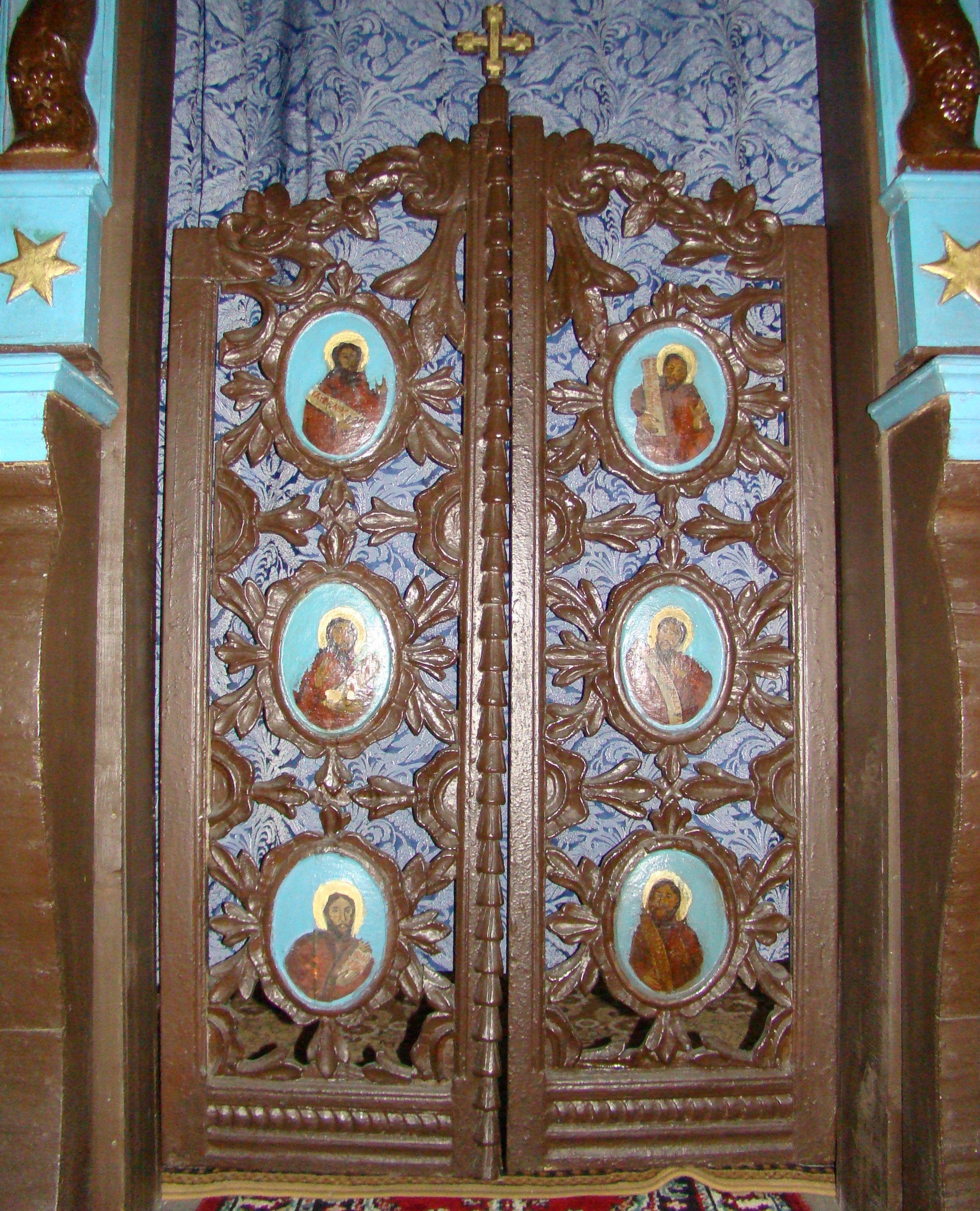
Ușile împărătești

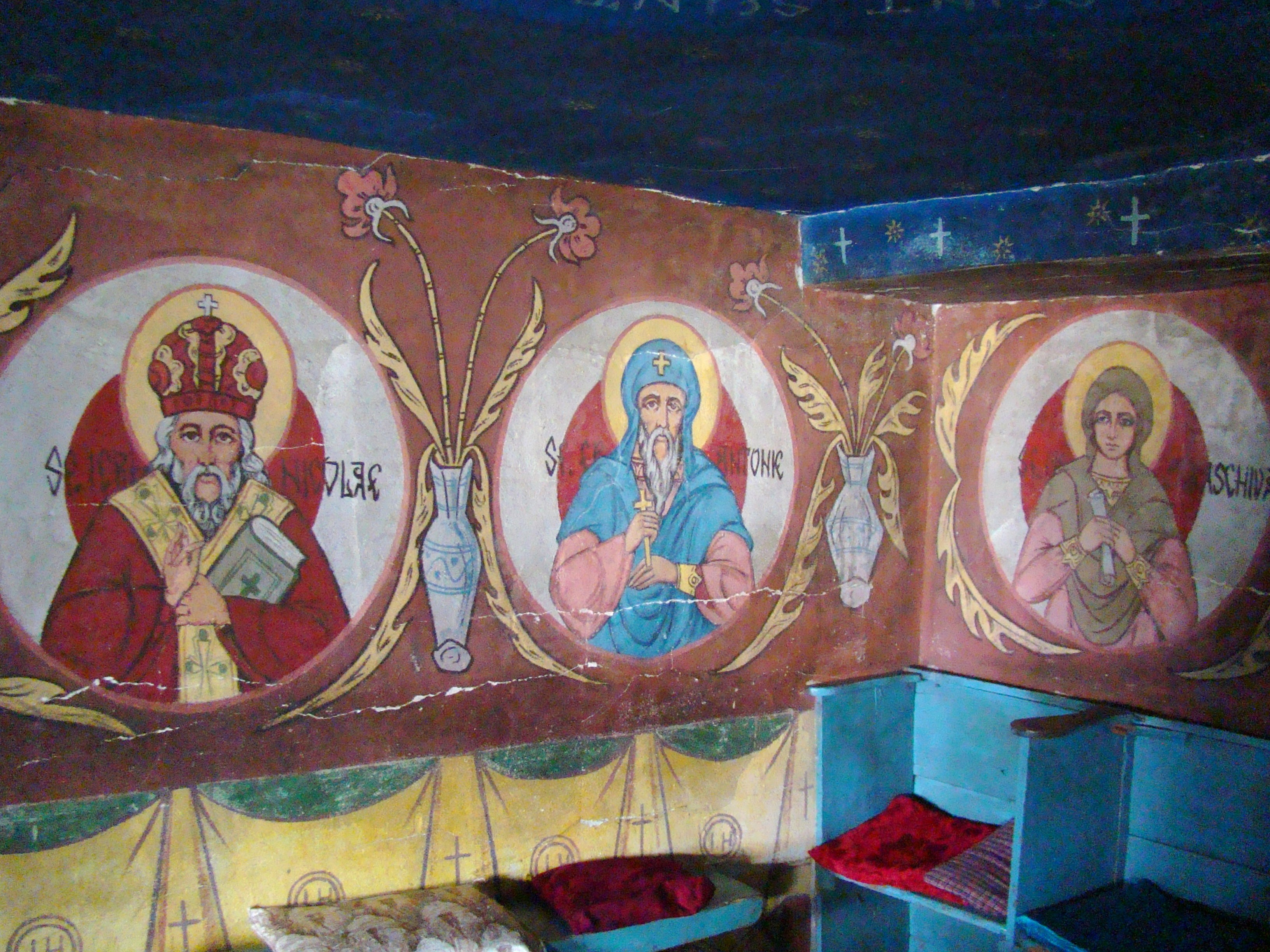
Pictura pronaosului

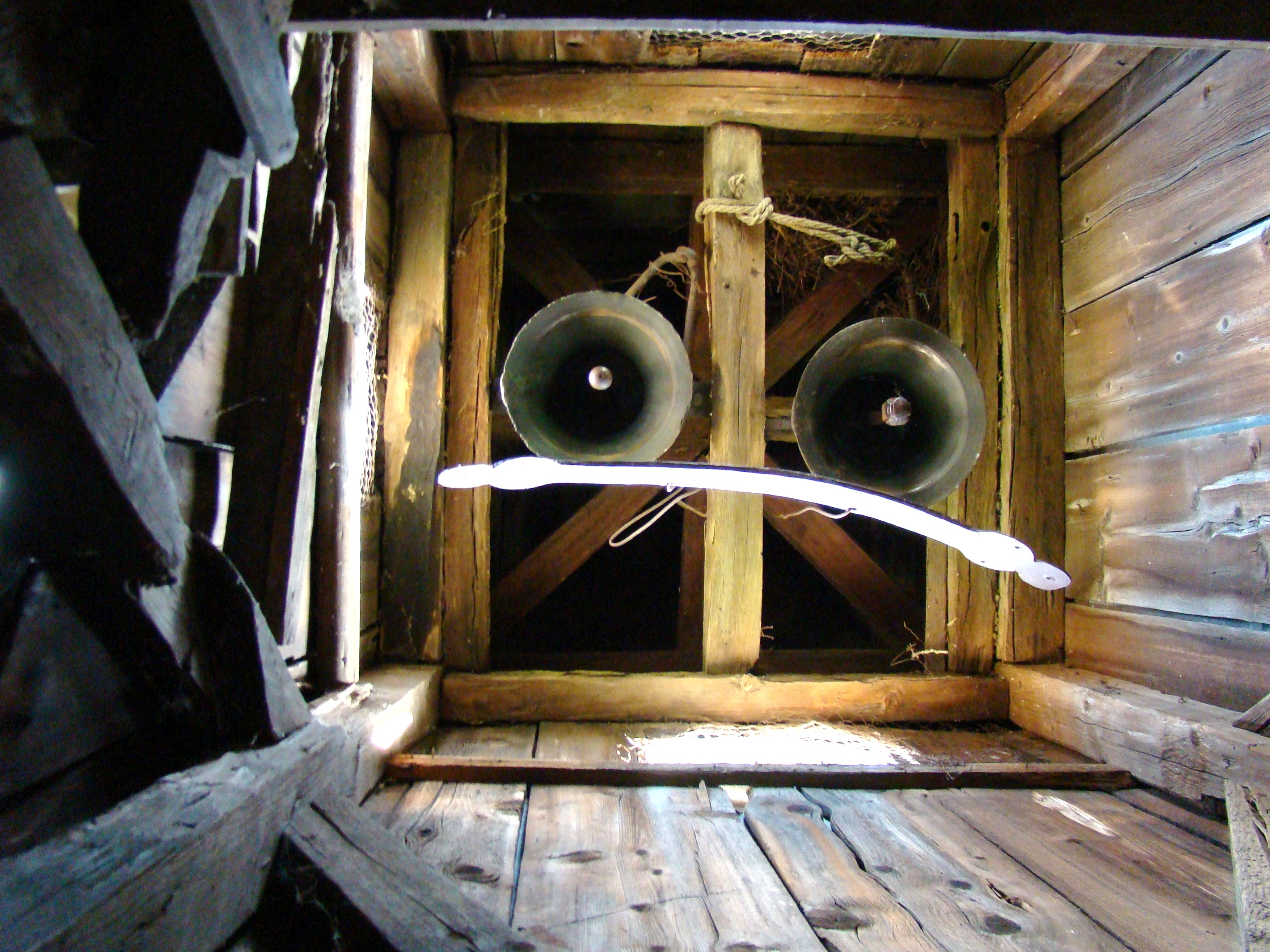
Clopotele bisericii și galeria turnului

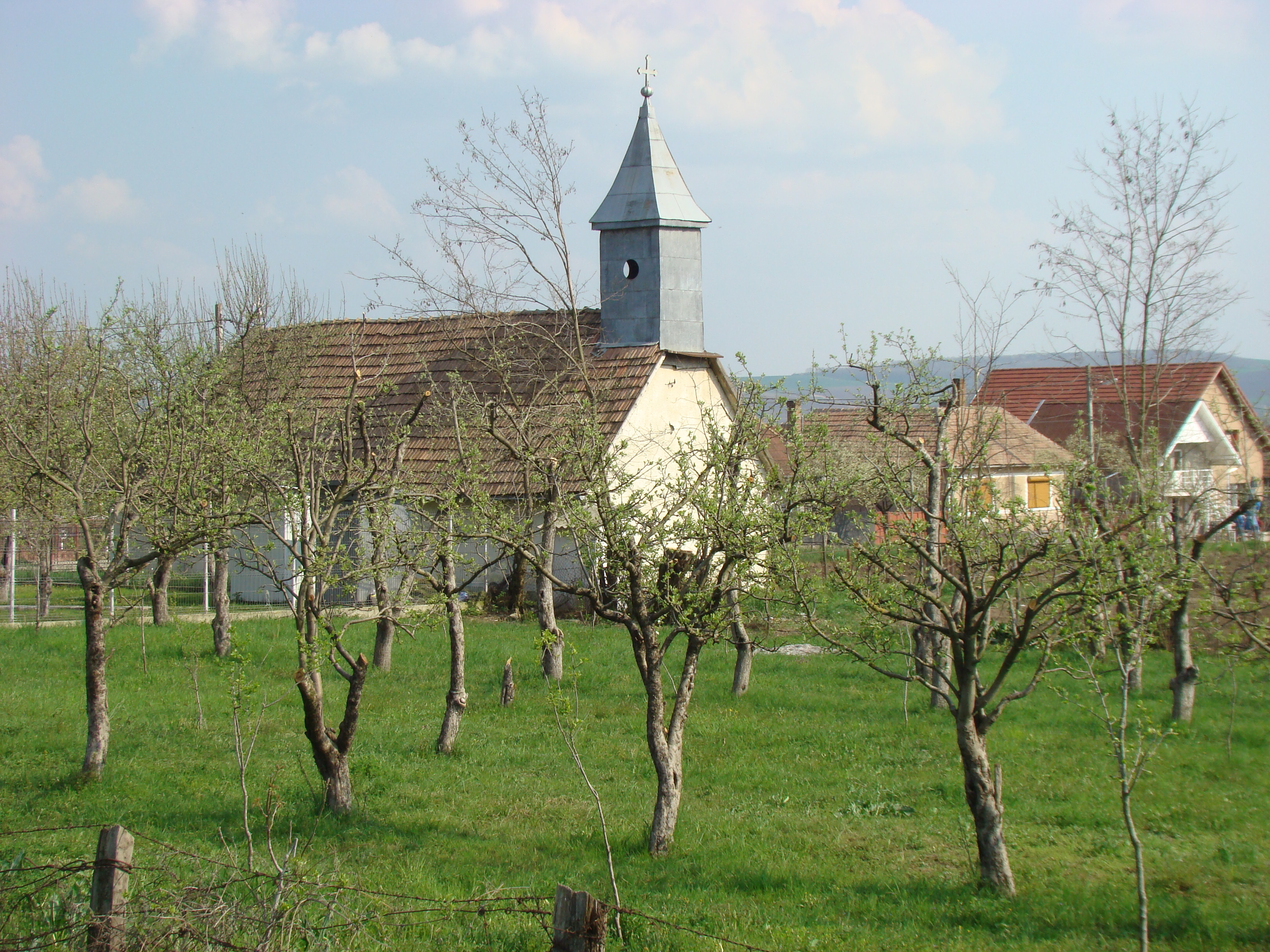
Biserica din depărtare

Biserica de lemn din Sfântu Gheorghe, se află în localitatea omonimă ce aparține de orașul Iernut, județul Mureș. Aceasta datează din secolul al XIX-lea. Se află pe noua listă a monumentelor istorice înregistrată sub codul:  MS-II-m-B-15804.

## Istoric
Biserica, construită în secolul XIX, a fost adusă în Sfântu Gheorghe în anul 1950, din satul Mureșeni de către cântărețul bisericesc Belean Petru. În anul 1979, cu ajutorul acordat de Episcopia de Alba-Iulia, aflată sub cârmuirea P.S. Emilian, biserica a fost renovată. În anul 1980, cu contribuția credincioșilor din Sfântu Gheorghe, cu străduința venerabilului cântăreț bisericesc Belean Petru, împreună cu fiul său Belean Ilie, s-a pictat interiorul bisericii de către pictorul Macroi Alexandru.
În pronaosul bisericii se poate citi următorul „act de danie”: „Cu ajutorul lui Dumnezeu și pentru dragostea lui nemărginită, eu, Protopopul David Lazăr din Târgu-Mureș, fost paroh și donator al acestei Sfinte Biserici, adusă în 1950 la Sfântu Gheorghe din parohia Mureșeni, Târgu-Mureș, comuna mea natală. Din partea mea și a familiei mele, precum și în amintirea fratelui meu Francisc, mort eroic în grad de ofițer pe câmpul de luptă în al II-lea război mondial, precum și în amintirea eroilor noștri dragi care și-au jertfit viața în 1944, aici, pe câmpul de luptă, și își dorm somnul de veci sub glie, în locul acesta, în satul Sfântu Gheorghe, în vecinătatea Sfintei Biserici. Mai donez un clopot, cu inscripția numelui meu, ca prin dangătul lui să vă amintească de mine, iar melodiosul lui sunet să vă ducă la rugăciune la Sfânta Biserică pe toți creștinii satului Sfântu Gheorghe, slăvind pe Dumnezeu și dreapta noastră credință strămoșească”. Protopop David Lazăr 

## Trăsături
Lipsind din lucrările de specialitate publicate până în prezent, biserica de lemn din localitatea Sfântu Gheorghe este înregistrată ca monument istoric. 
Sub aspect constructiv, biserica se încadrează în tipologia locului, raportul dintre înălțimea turnului clopotniță și lungimea bisericii fiind net în favoarea celei din urmă. Pereții de lemn, tencuiți, descriu un plan dreptunghiular care în partea de răsărit se termină printr-o absidă poligonală, cu cinci laturi, nedecroșată. Edificiul are un acoperiș unitar, din țiglă. În partea de vest a acestuia, deasupra pronaosului se află un mic turn-clopotniță. Turnul, de secțiune pătrată, are coiful de formă piramidală și este realizat din tablă. Câte un orificiu circular este practicat în fiecare față a turnului, pentru ca sunetul clopotelor să poată fi auzit mai bine. Atât în vârful turnului-clopotniță cât și în capătul estic al coamei acoperișului se află câte o cruce.
Intrarea în biserică se face pe latura de sud, prin pronaosul bisericii. Pe latura de sud se regăsesc patru ferestre, repartizate în felul următor: o fereastră în pronaos, două ferestre pentru naos și încă una pentru absida altarului. Absida altarului mai are încă o fereastră spre răsărit. Pe latura de nord, se regăsesc doar două ferestre, amândouă pentru naosul bisericii. Peretele vestic este prelungit în sus până la coama acoperișului. Pentru ca tencuială să nu cadă, pentru o aderență mai bună, pereții din lemn au fost acoperiți cu stuf, acest lucru fiind vizibil în porțiunile în care tencuiala este căzută.

## Imagini din exterior

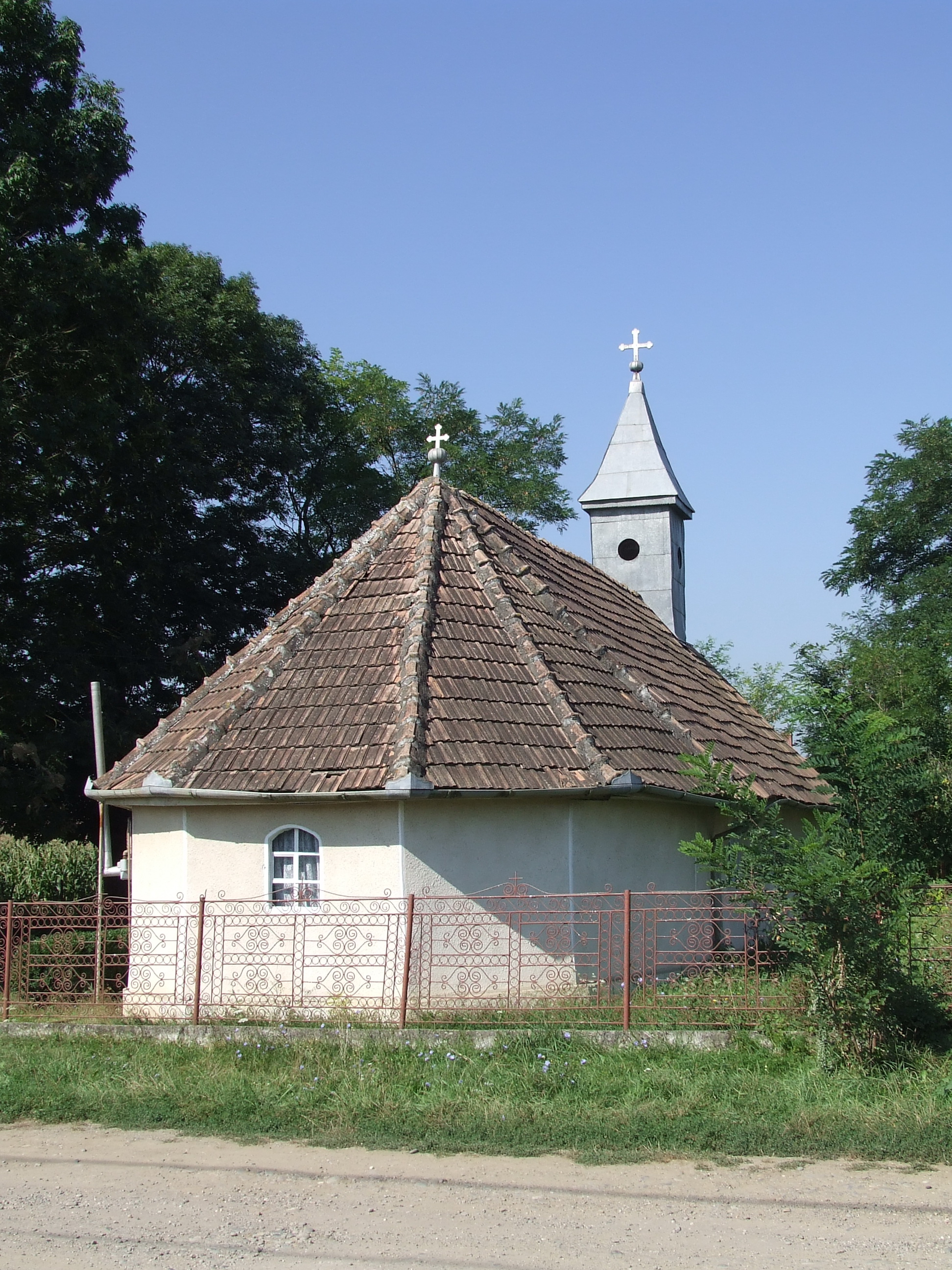
Biserica văzută din drum
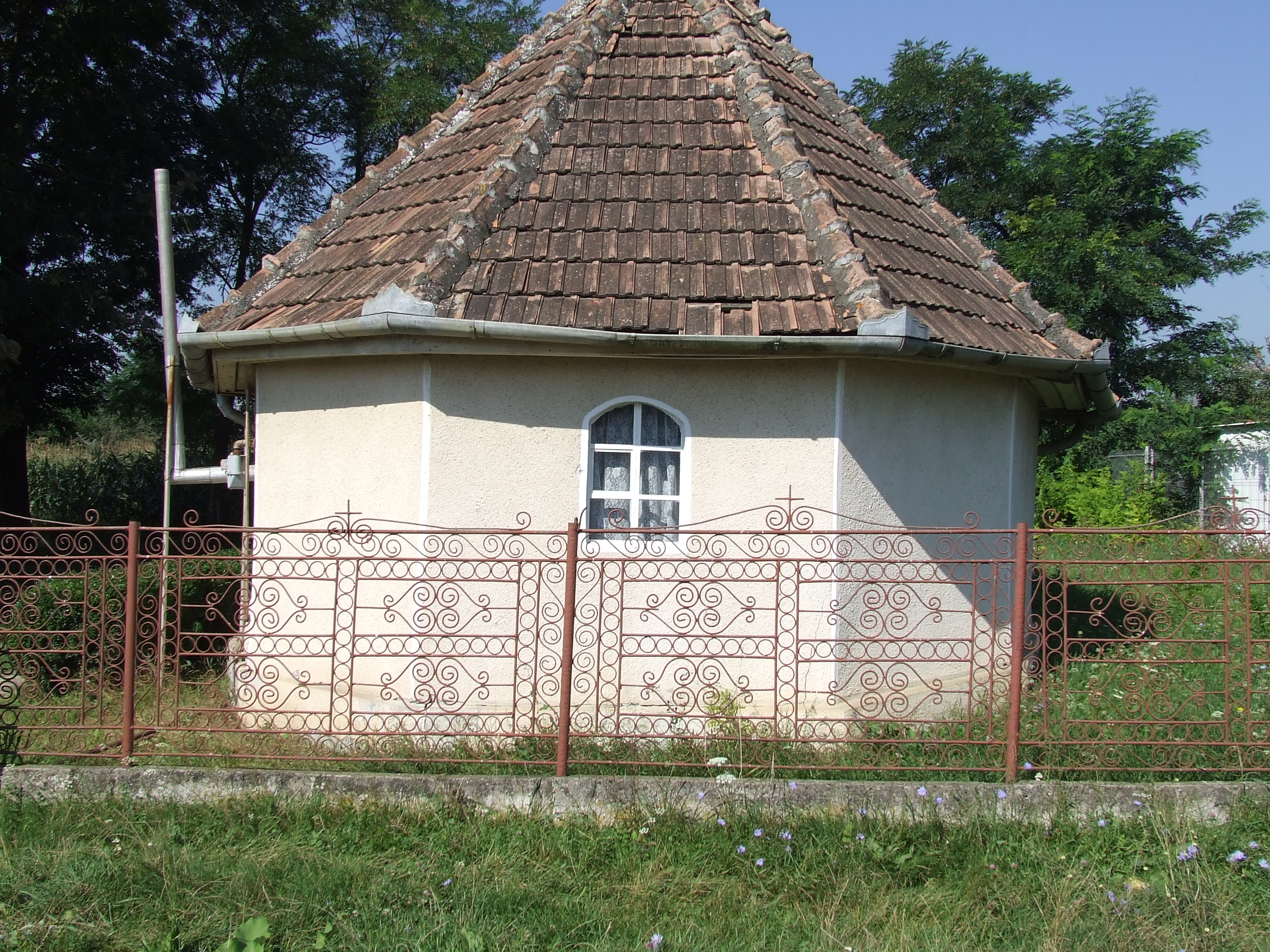
Absida altarului
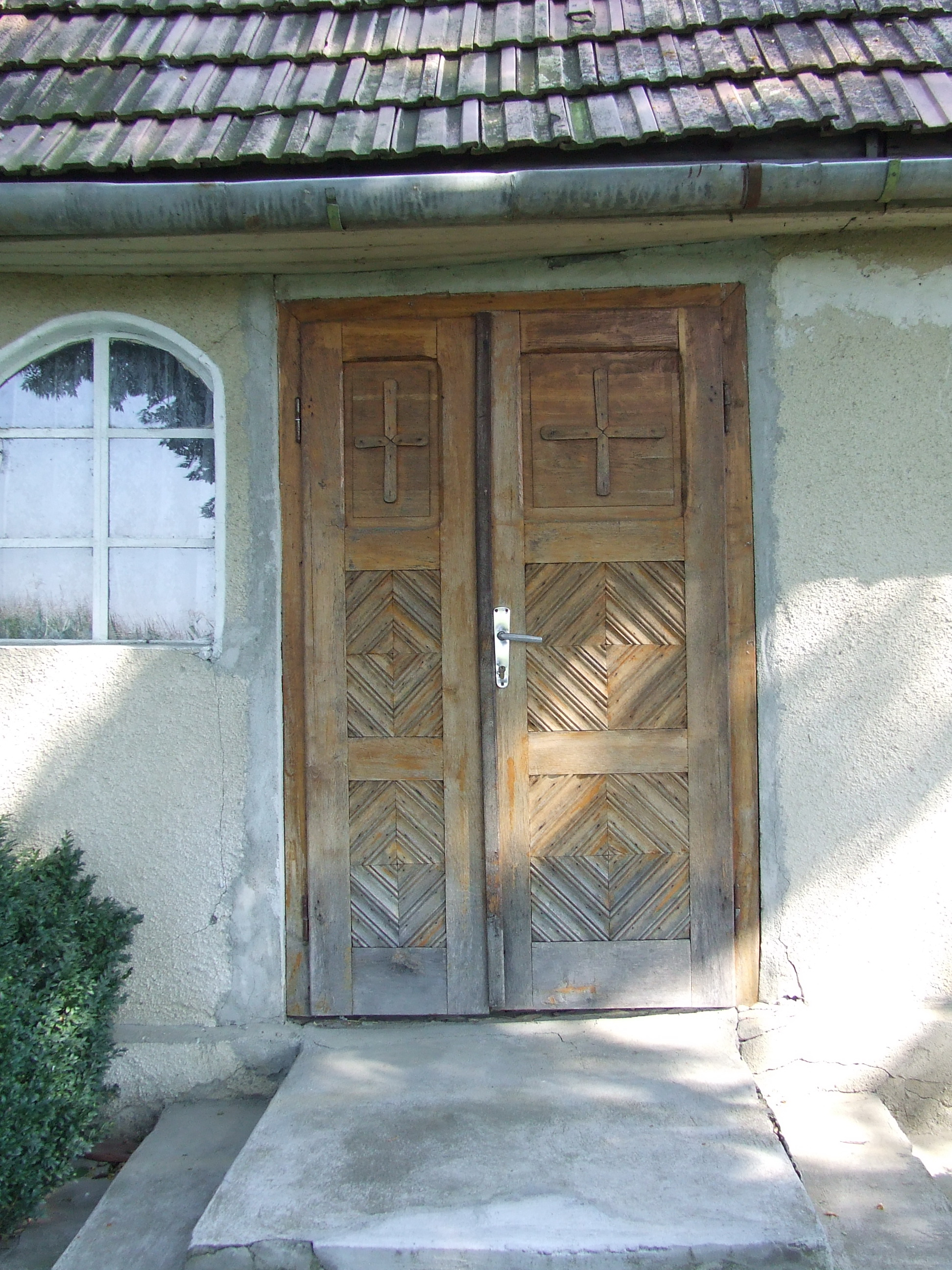
Intrarea în biserică
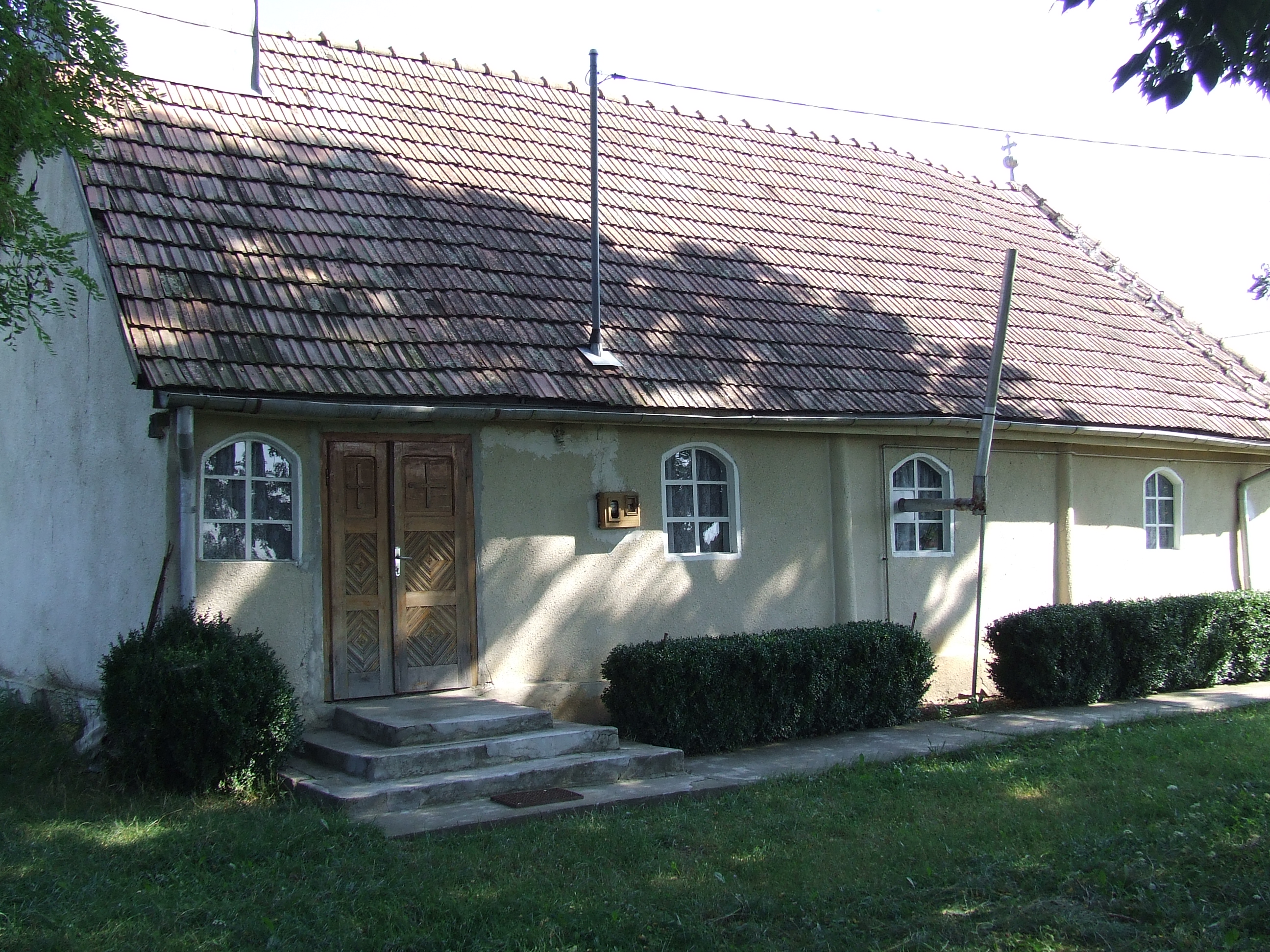
Latura de sud a bisericii
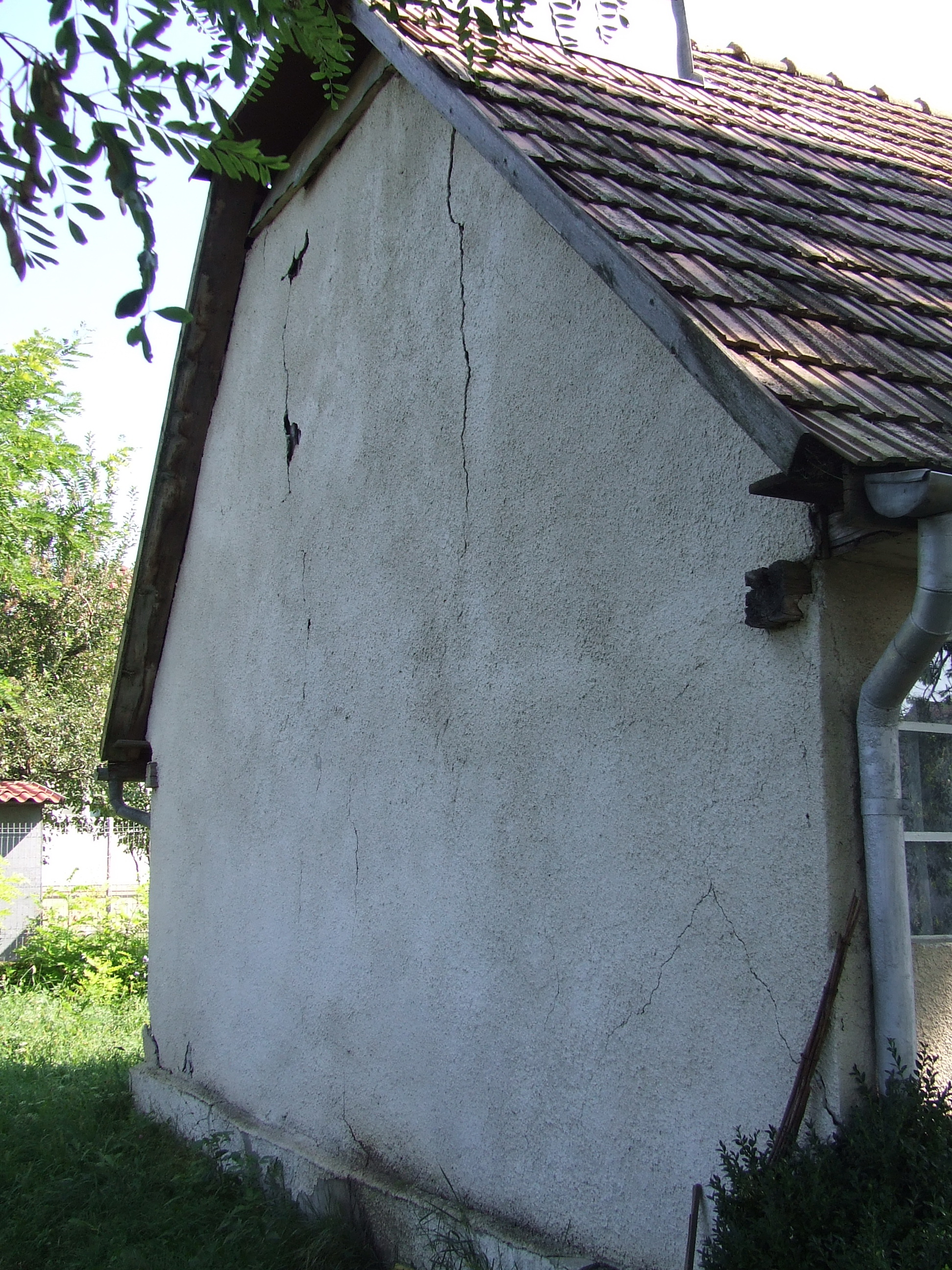
Latura de vest a bisericii
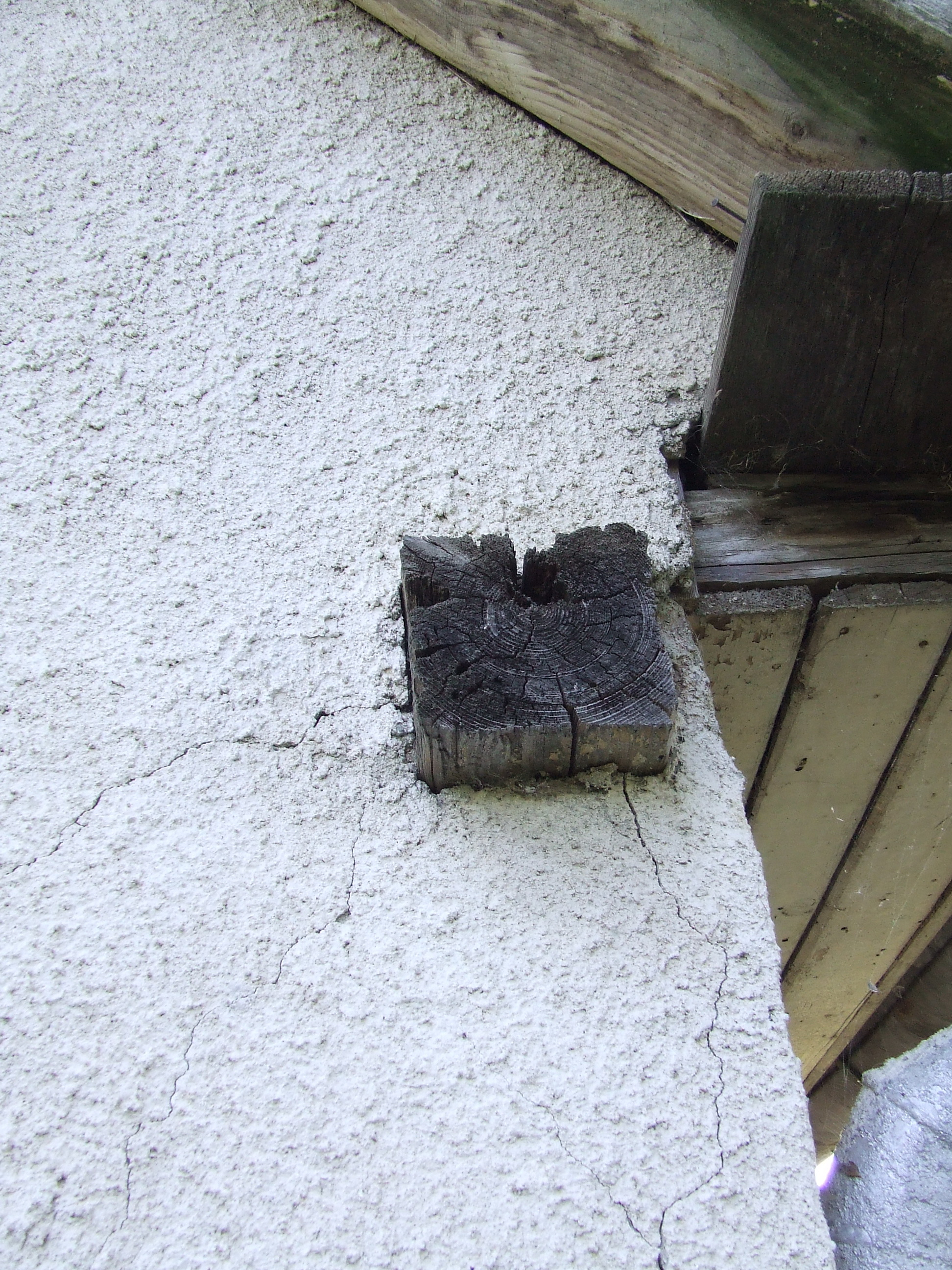
Capăt de grindă
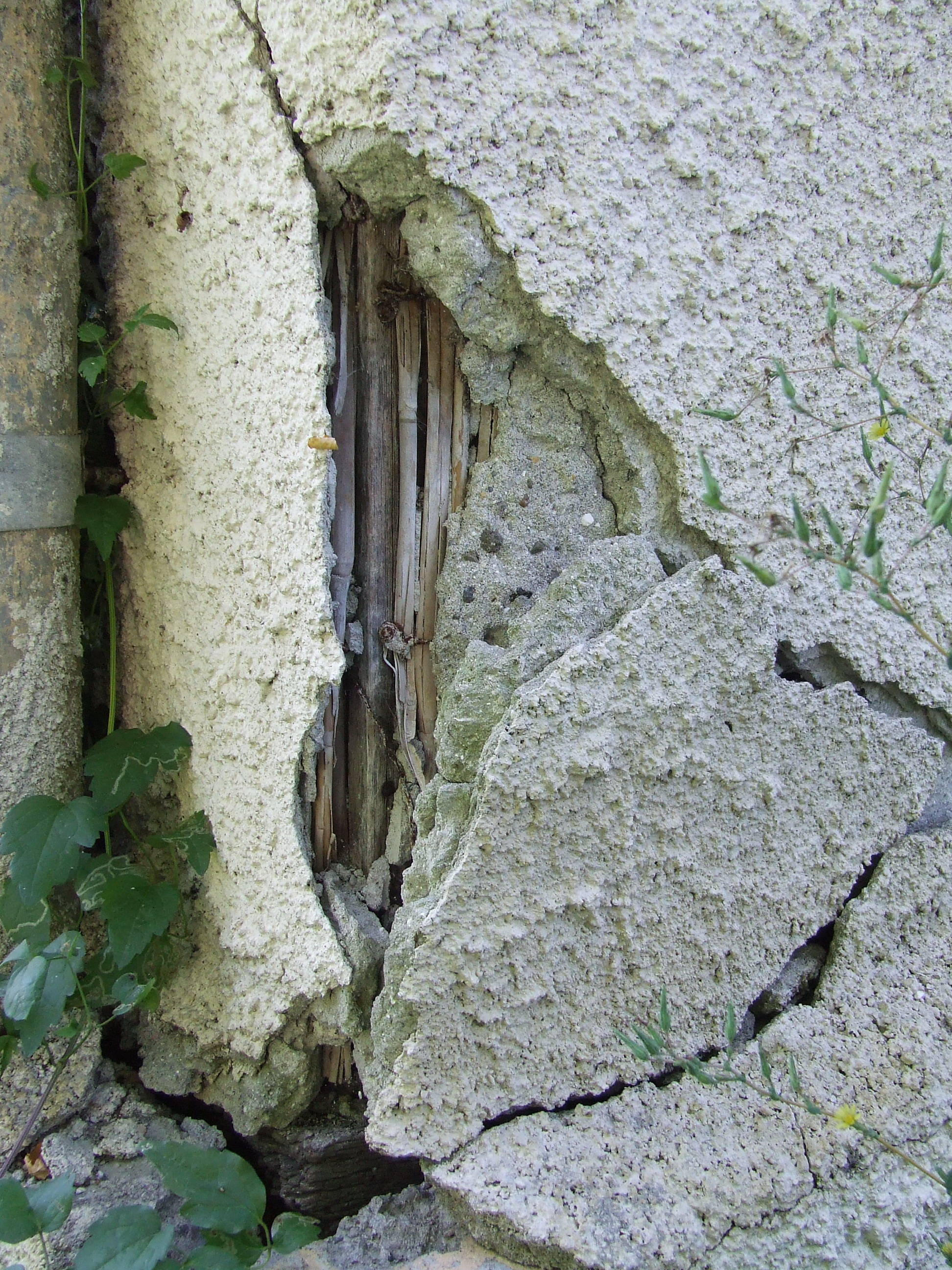
Stuful utilizat pentru tencuirea bisericii
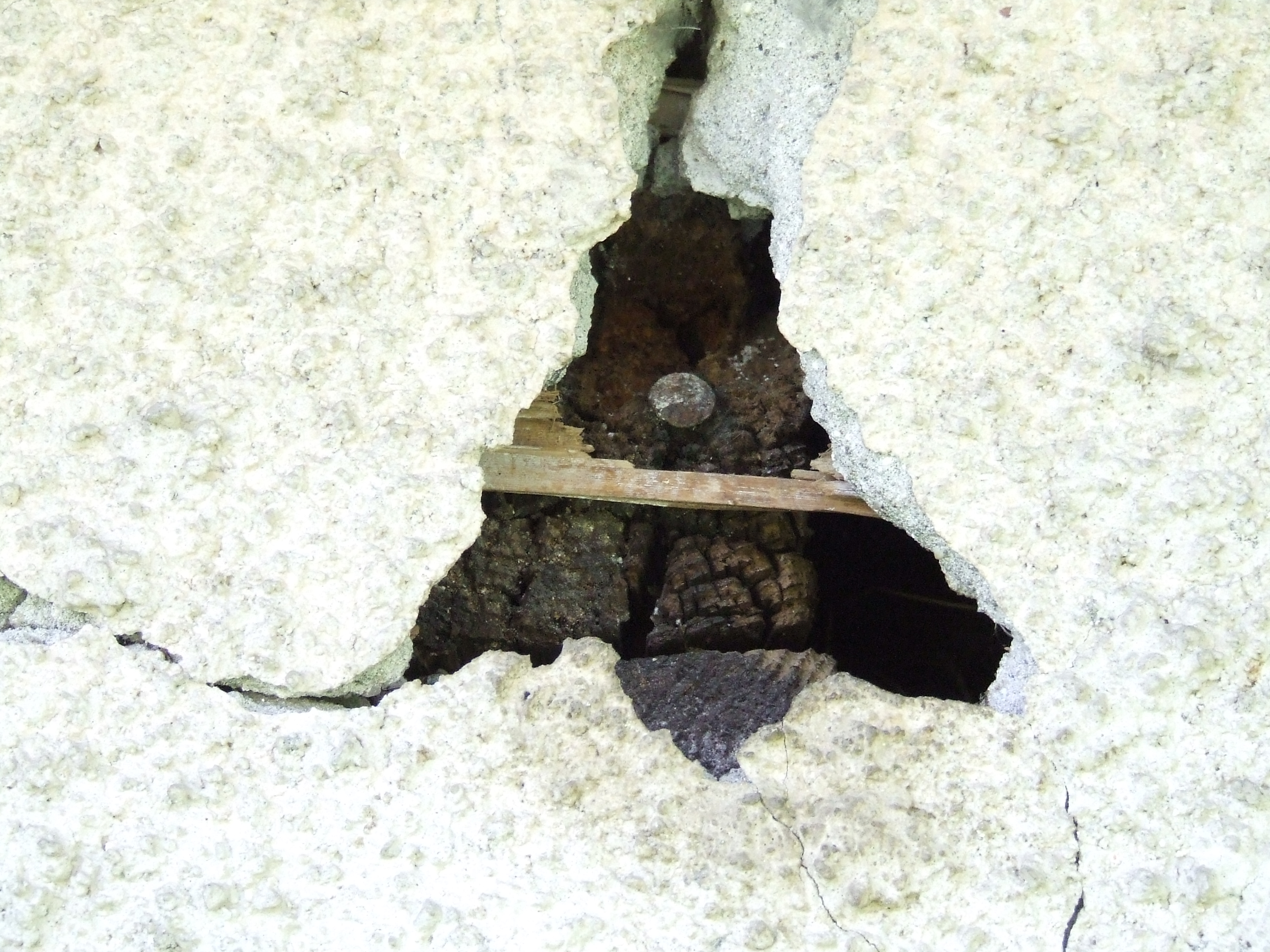
Lemn sub tencuială
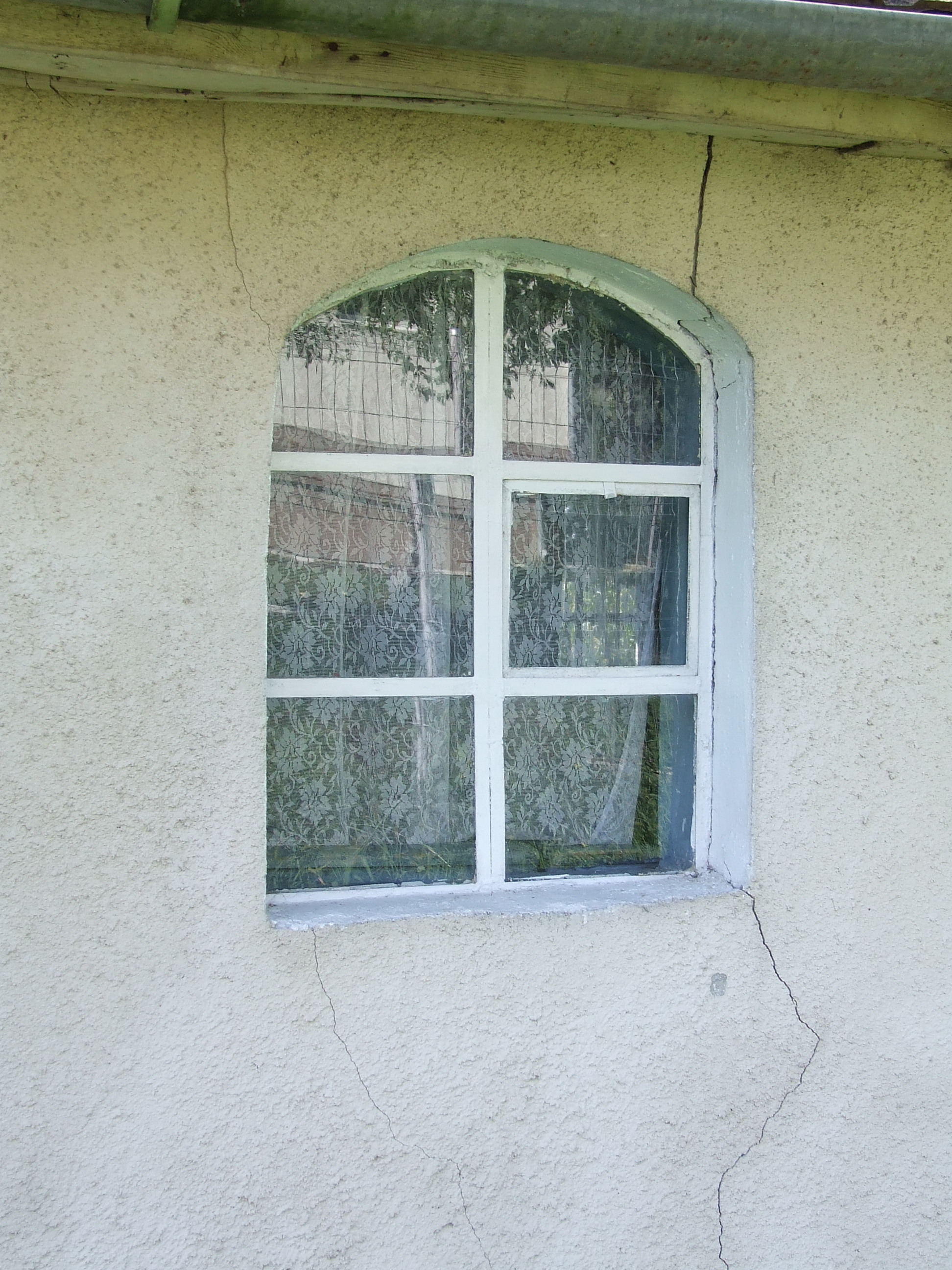
Fereastră
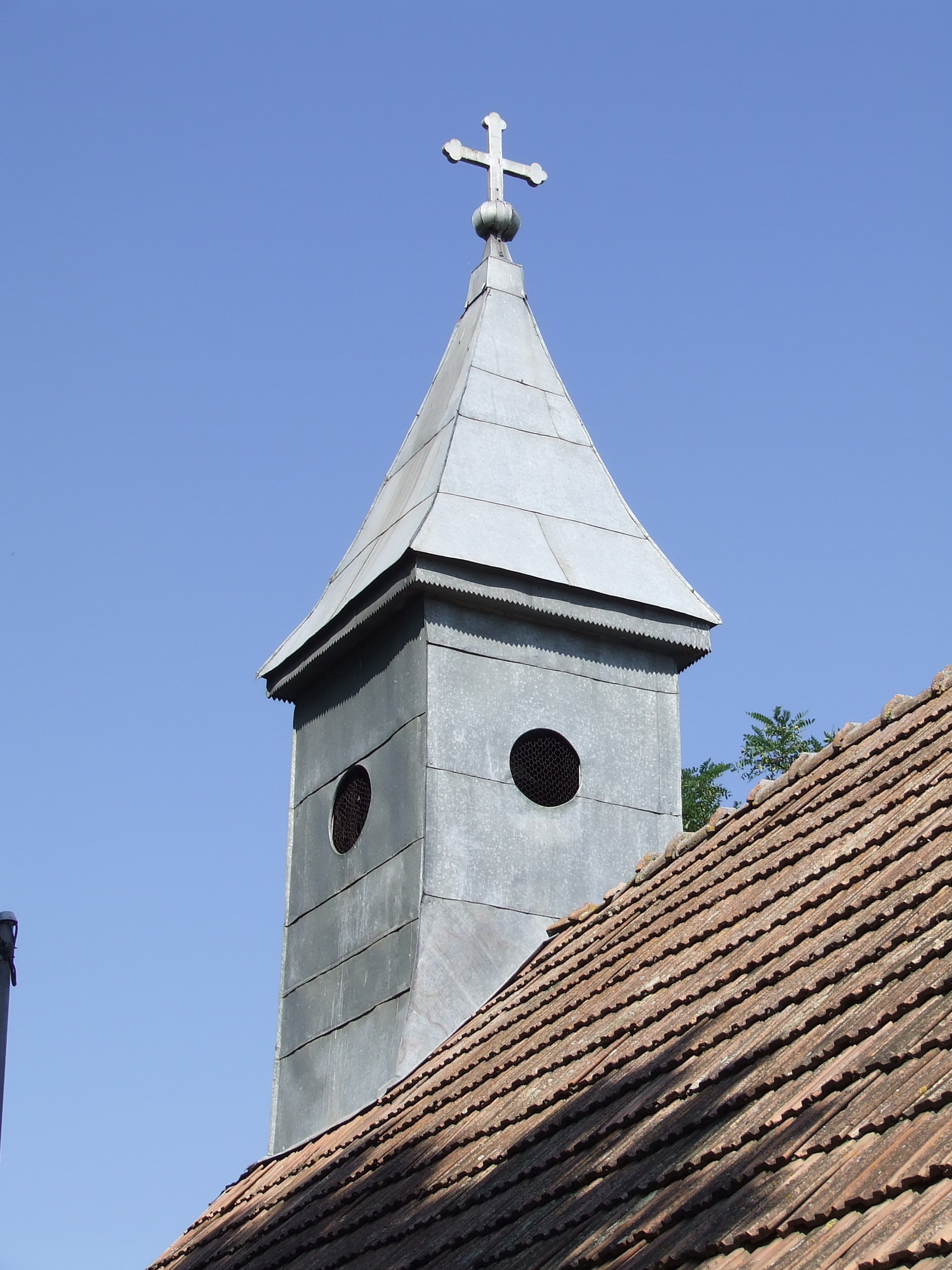
Turnul clopotniţă
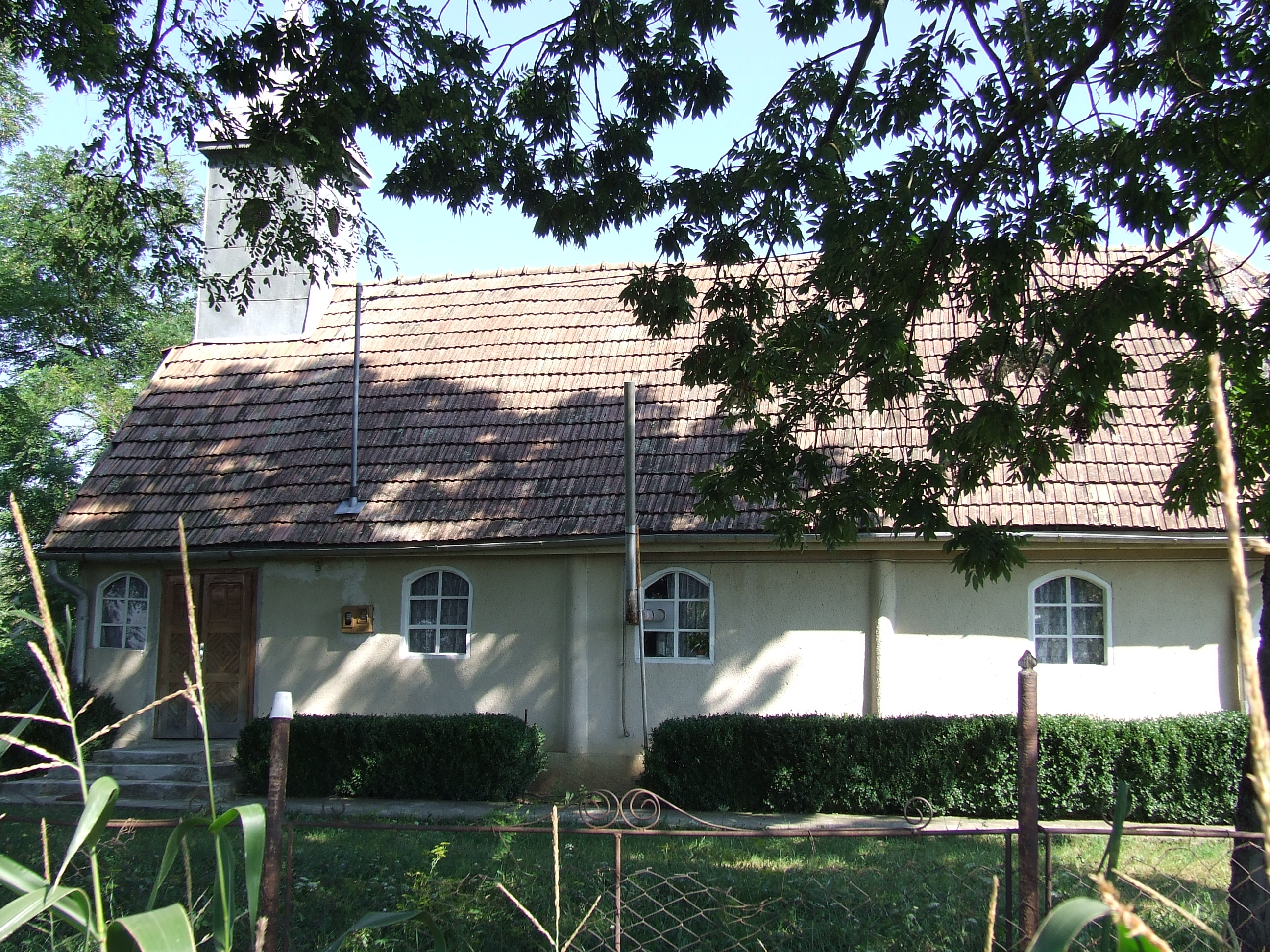
Latura de sud a bisericii
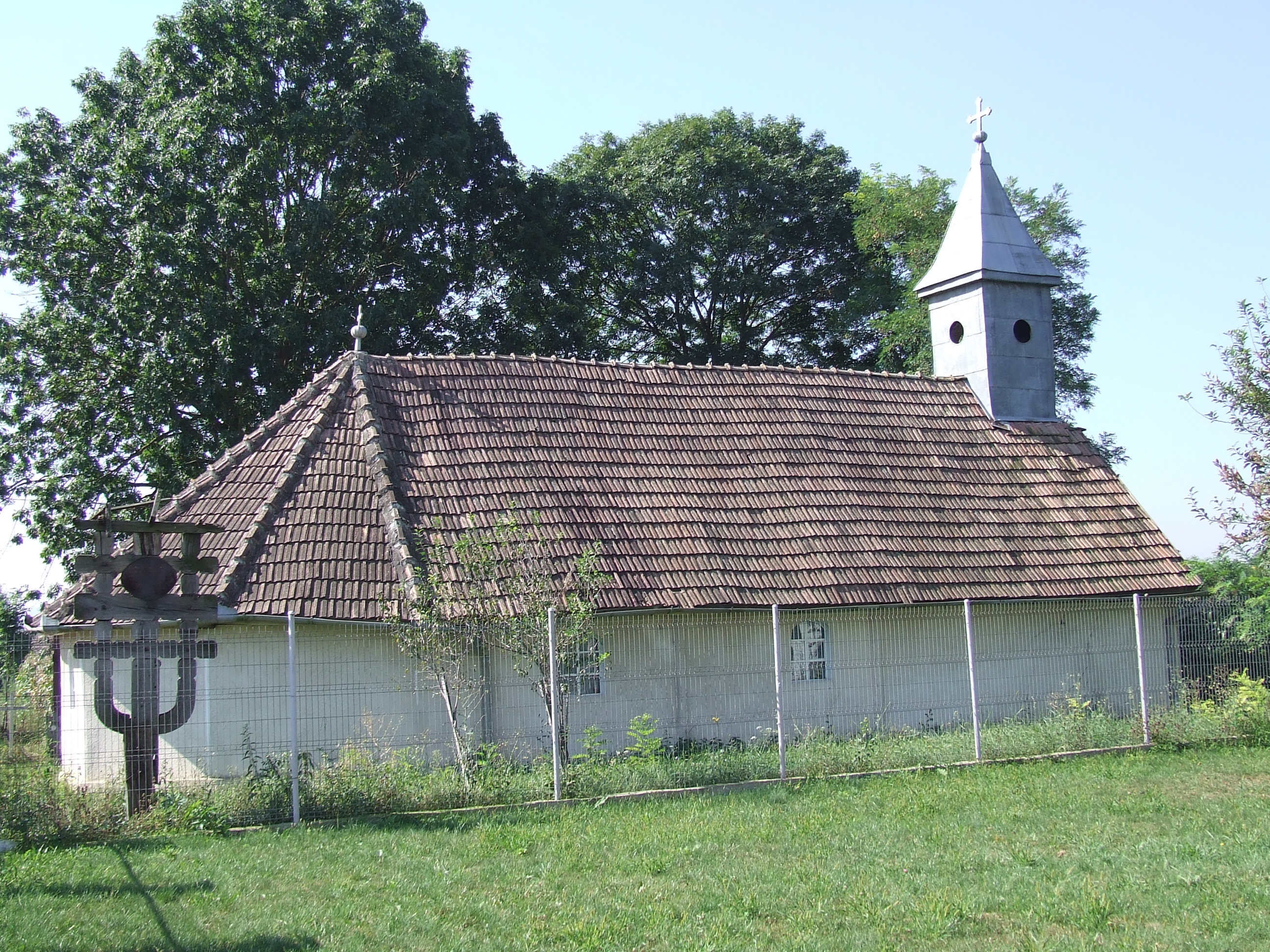
Latura de nord a bisericii
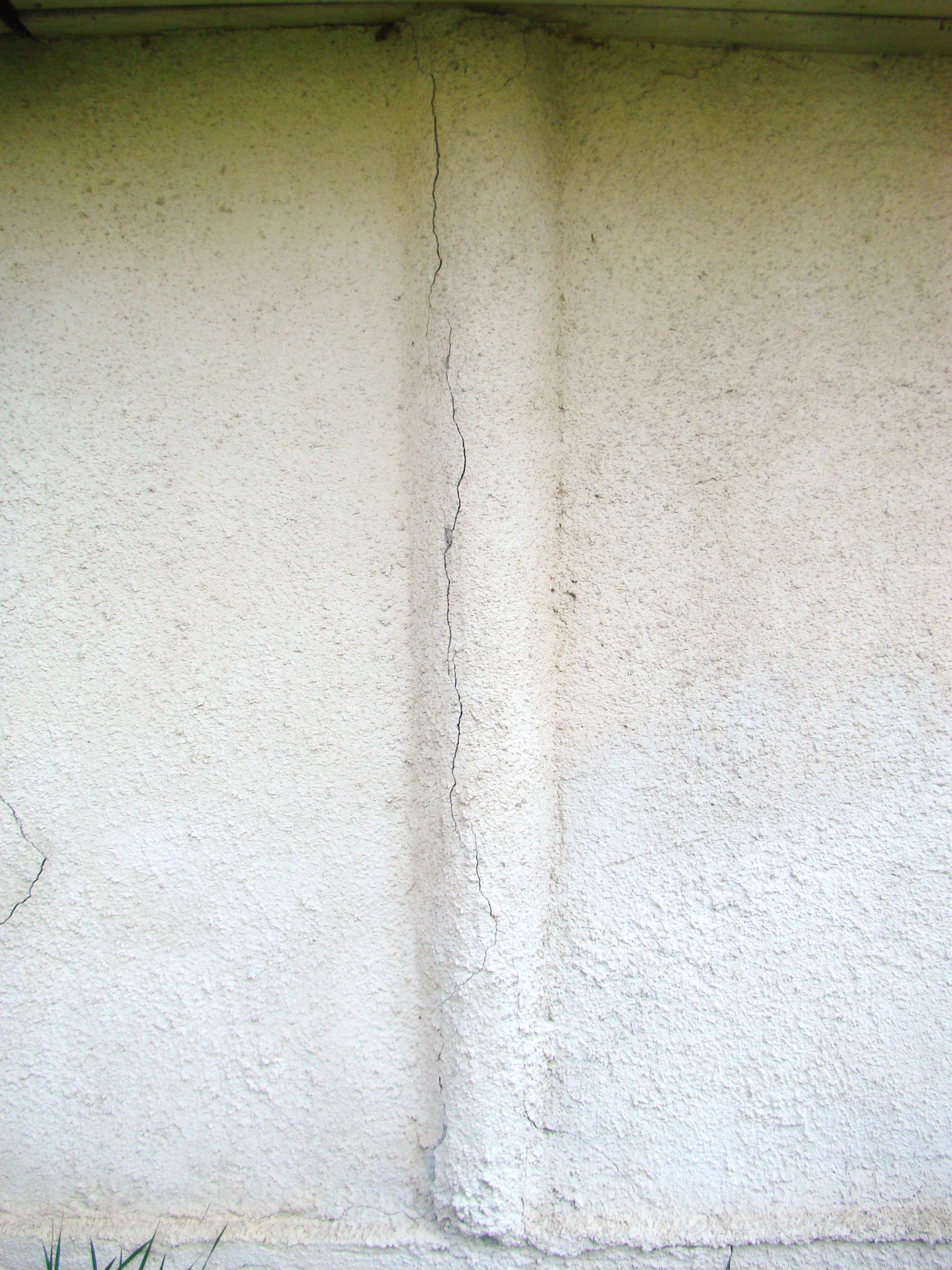
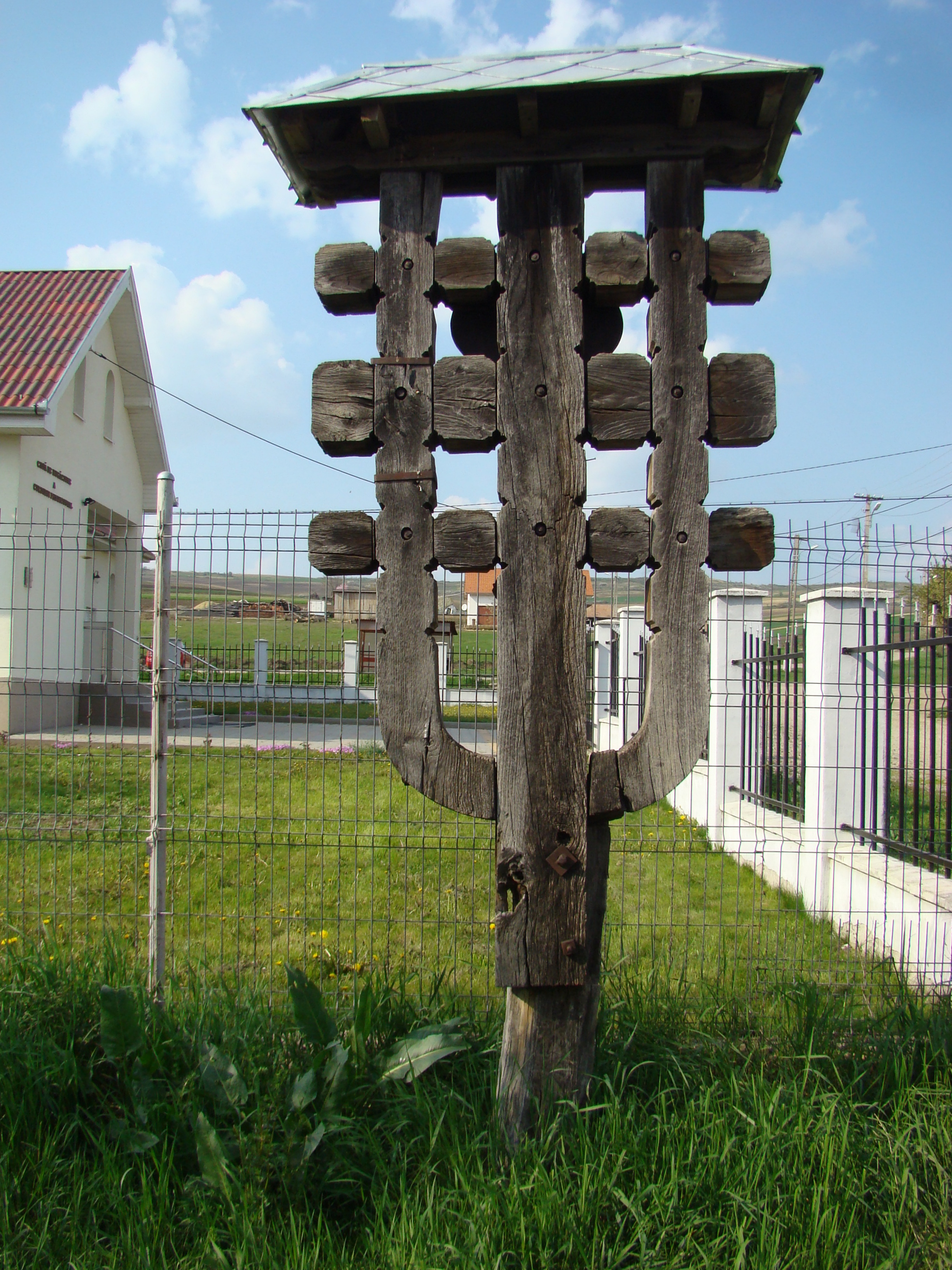
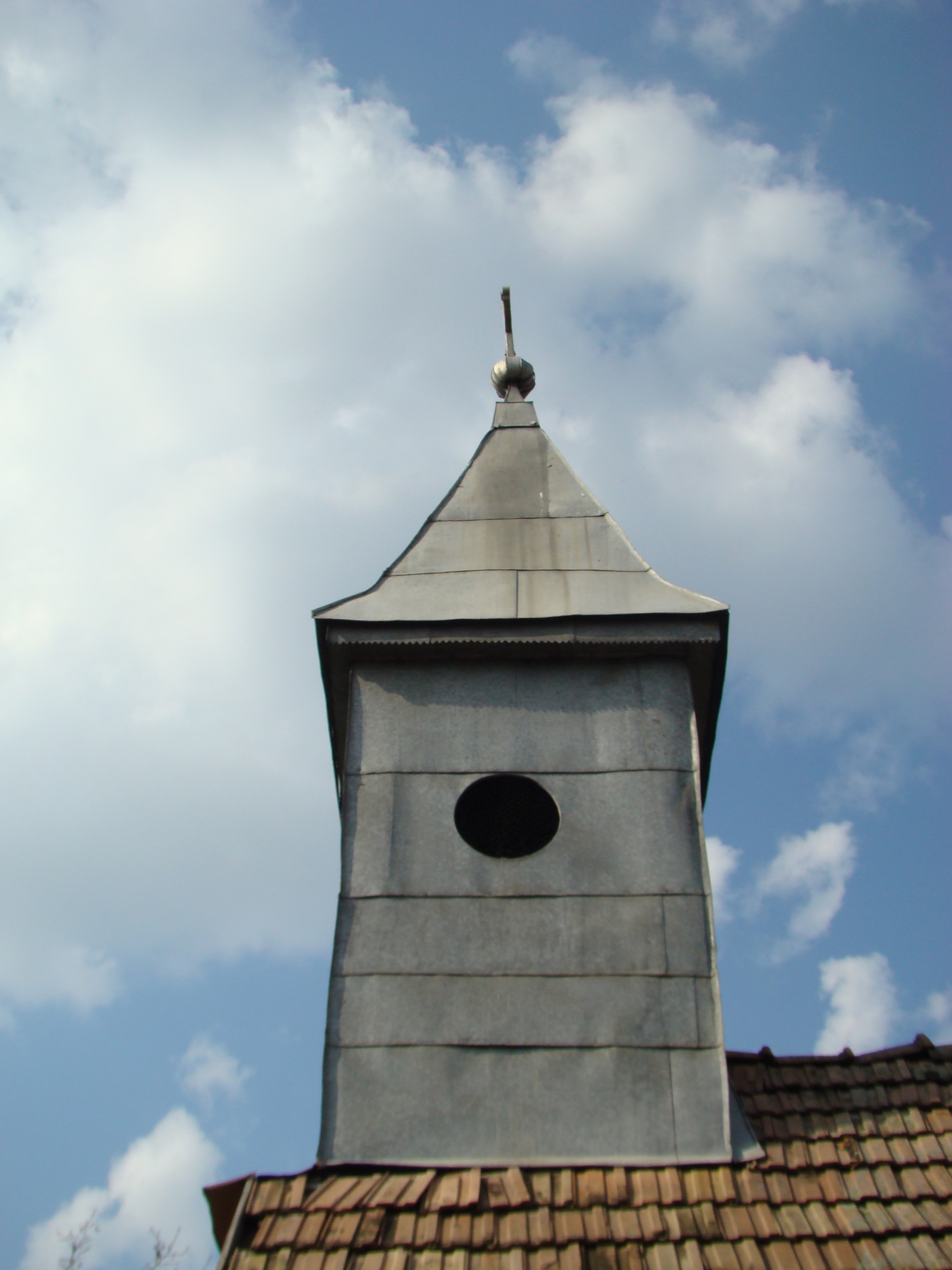
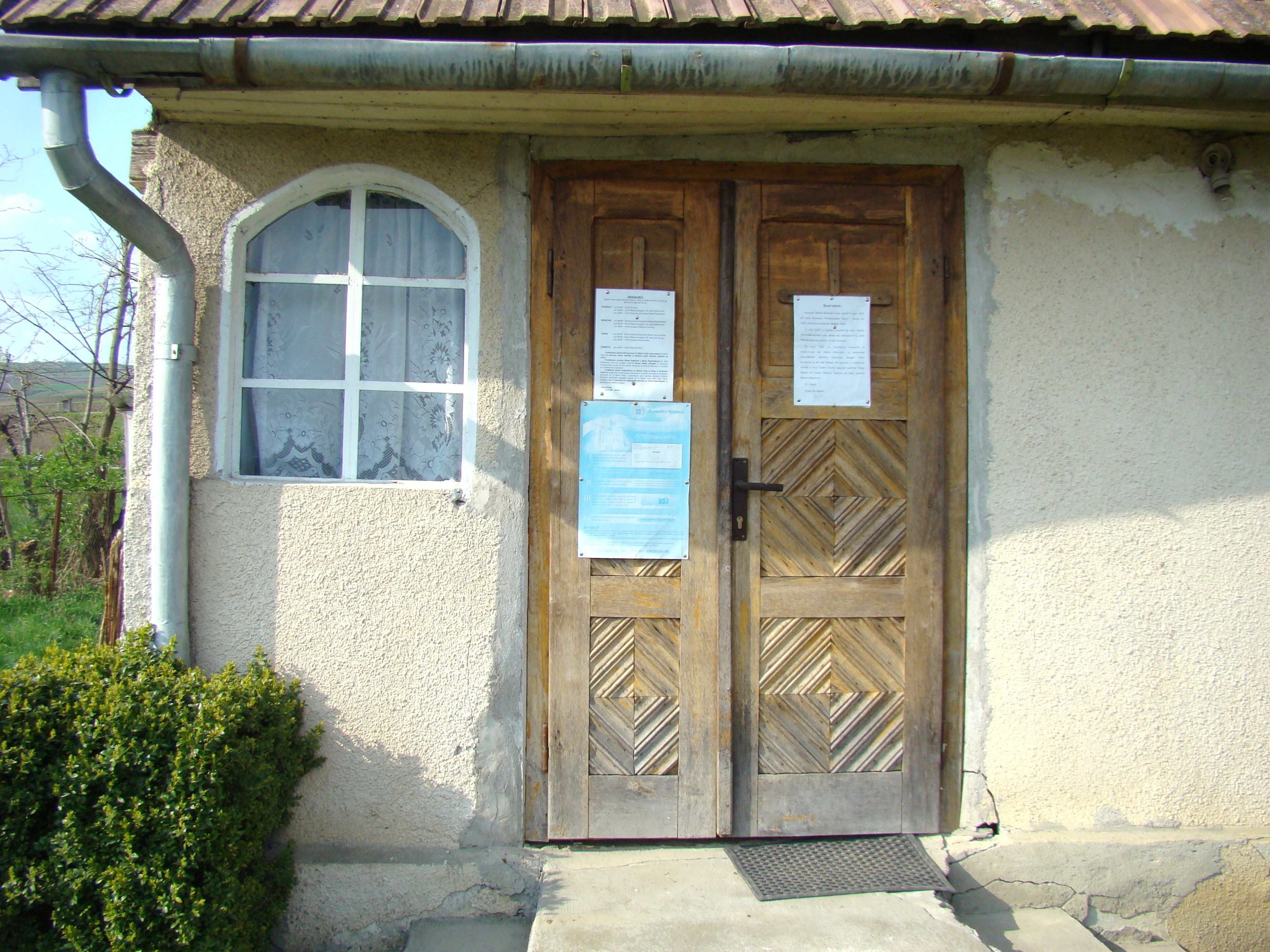
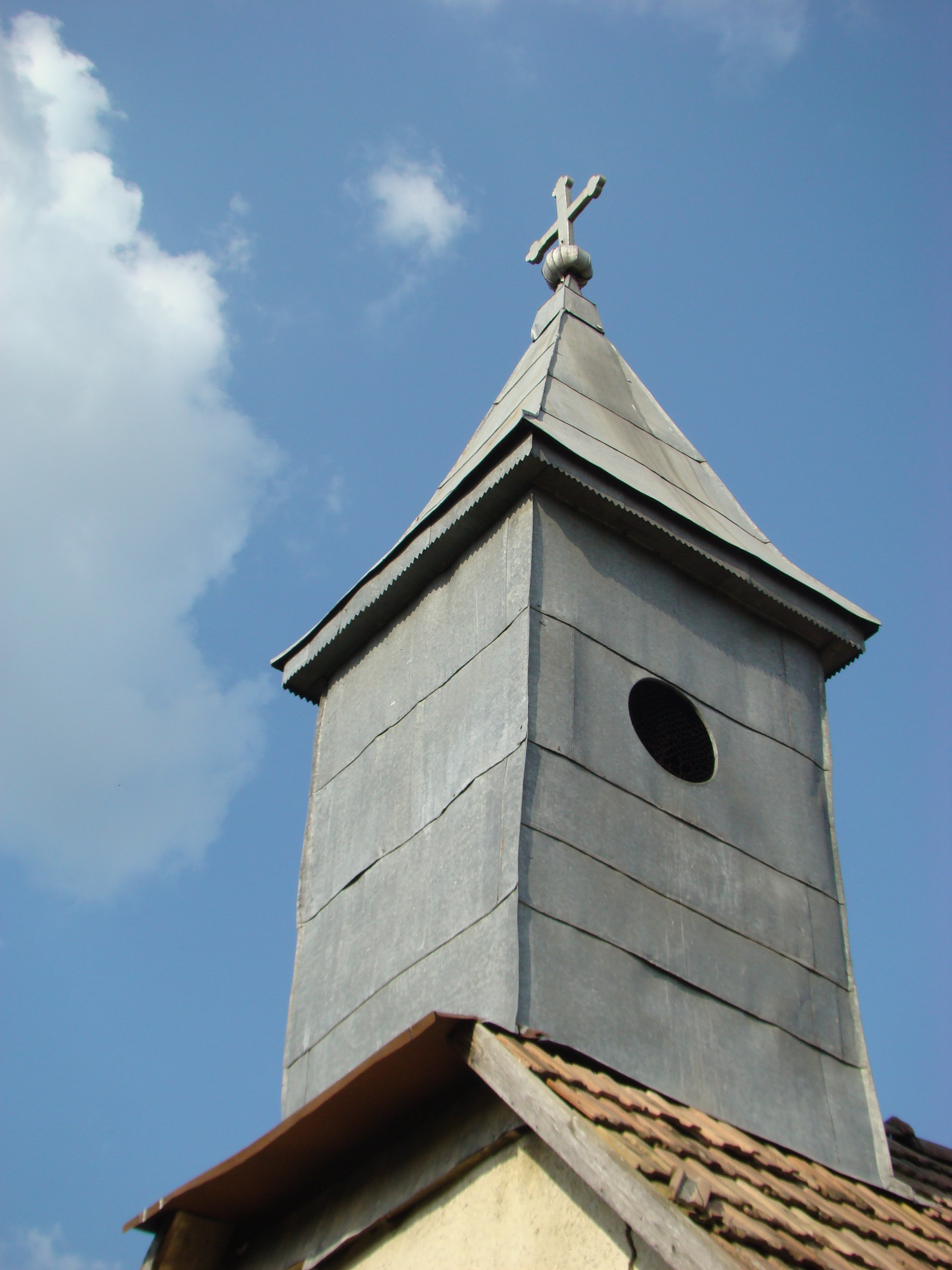
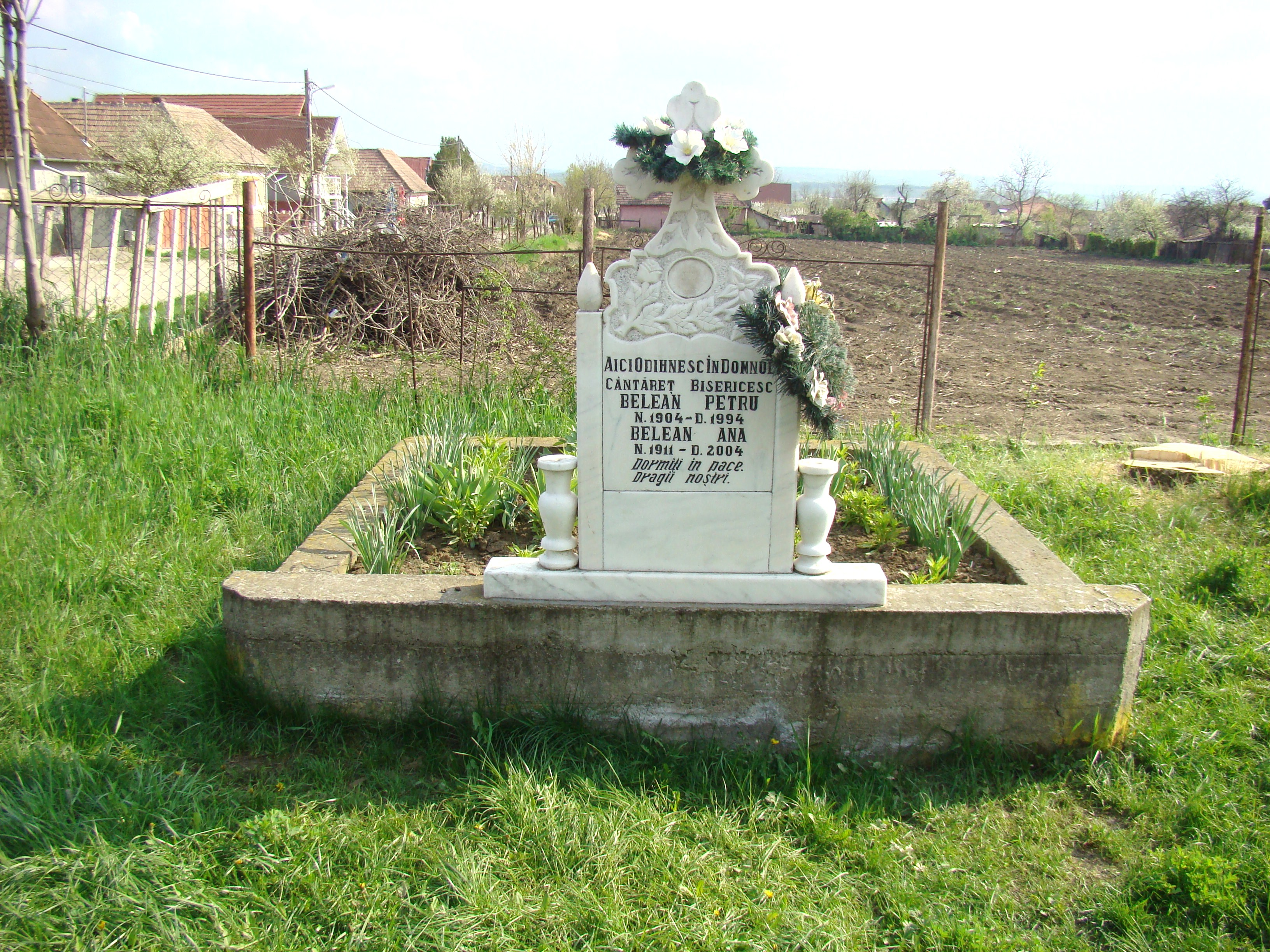
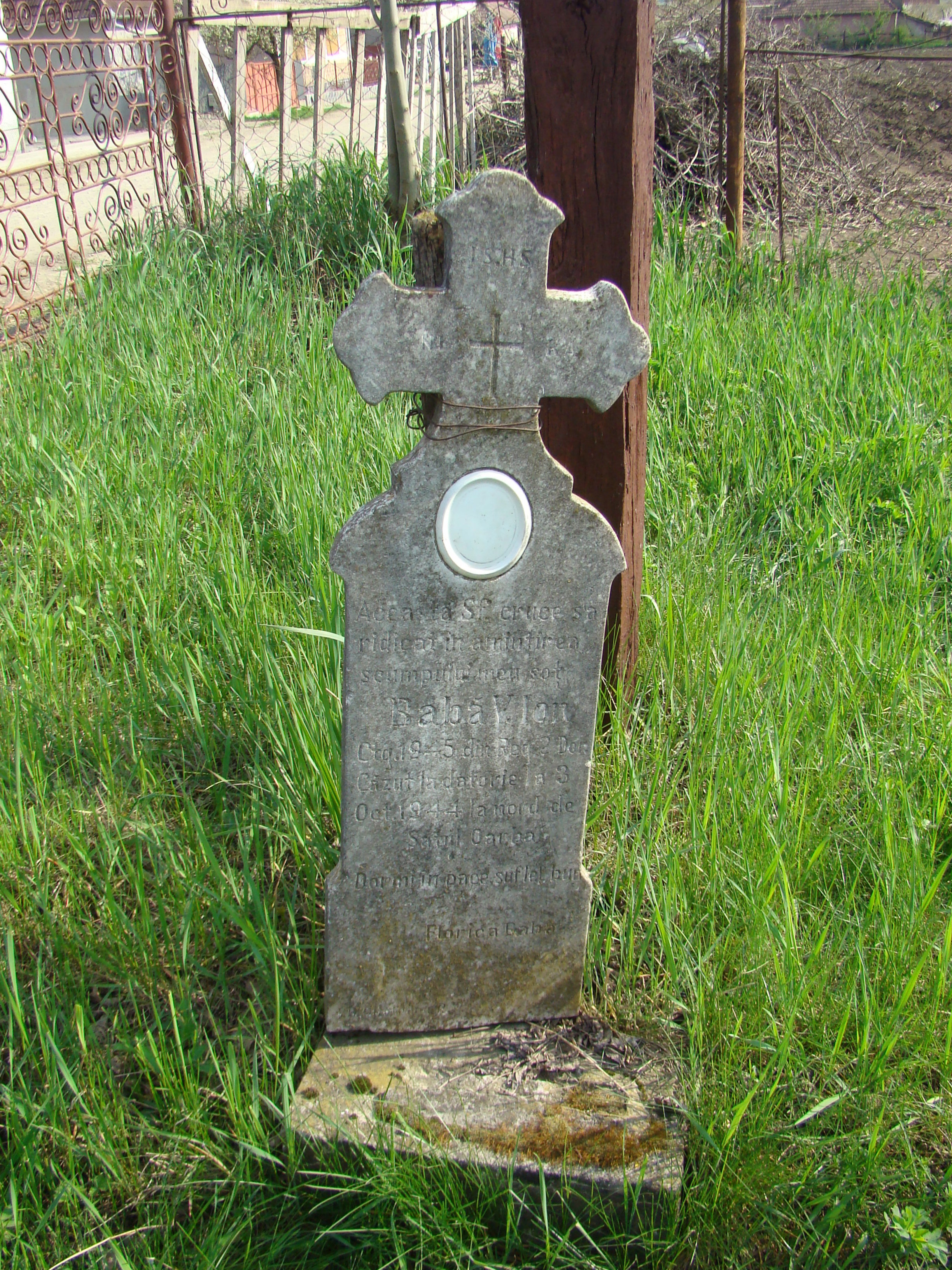
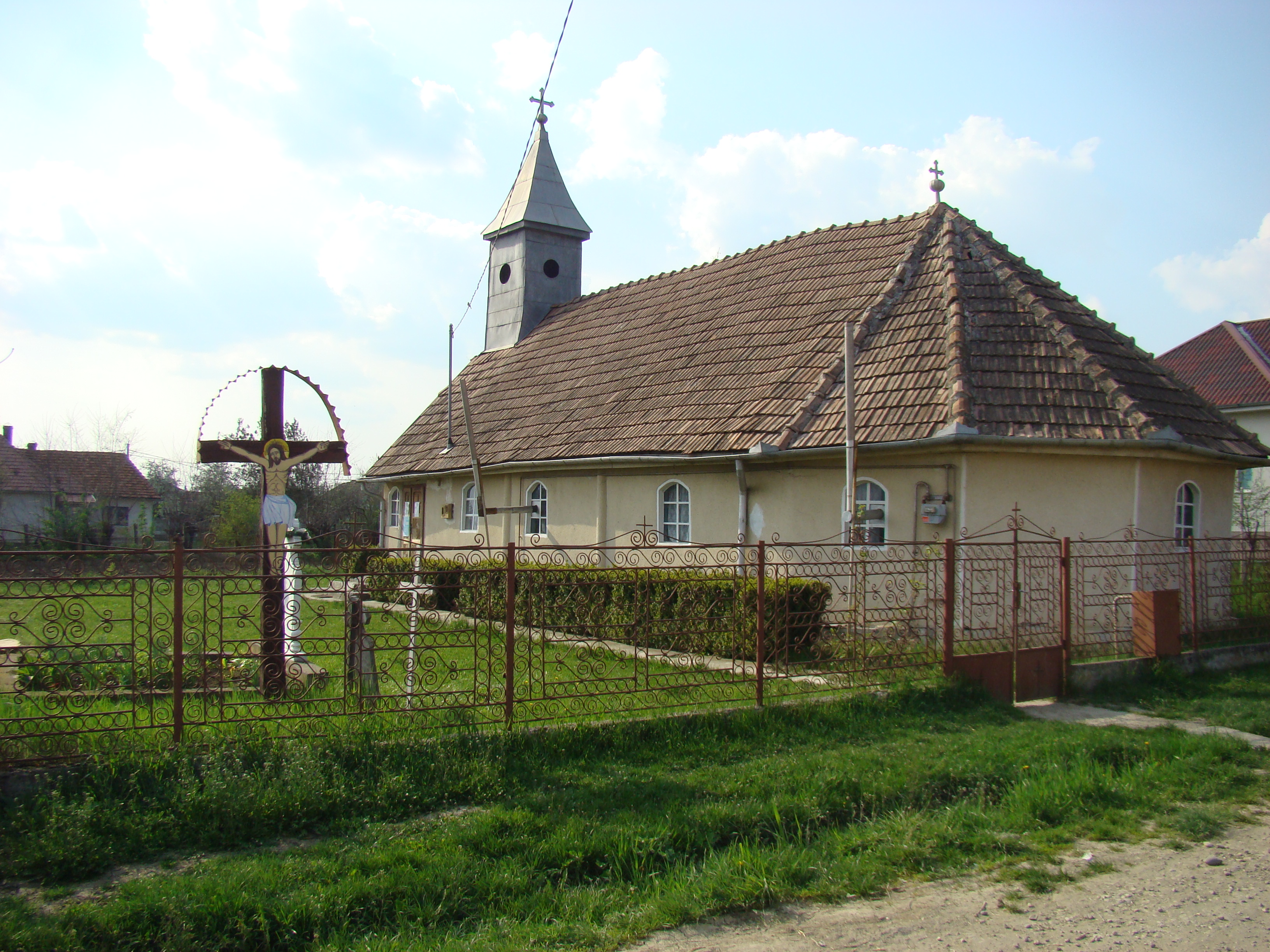
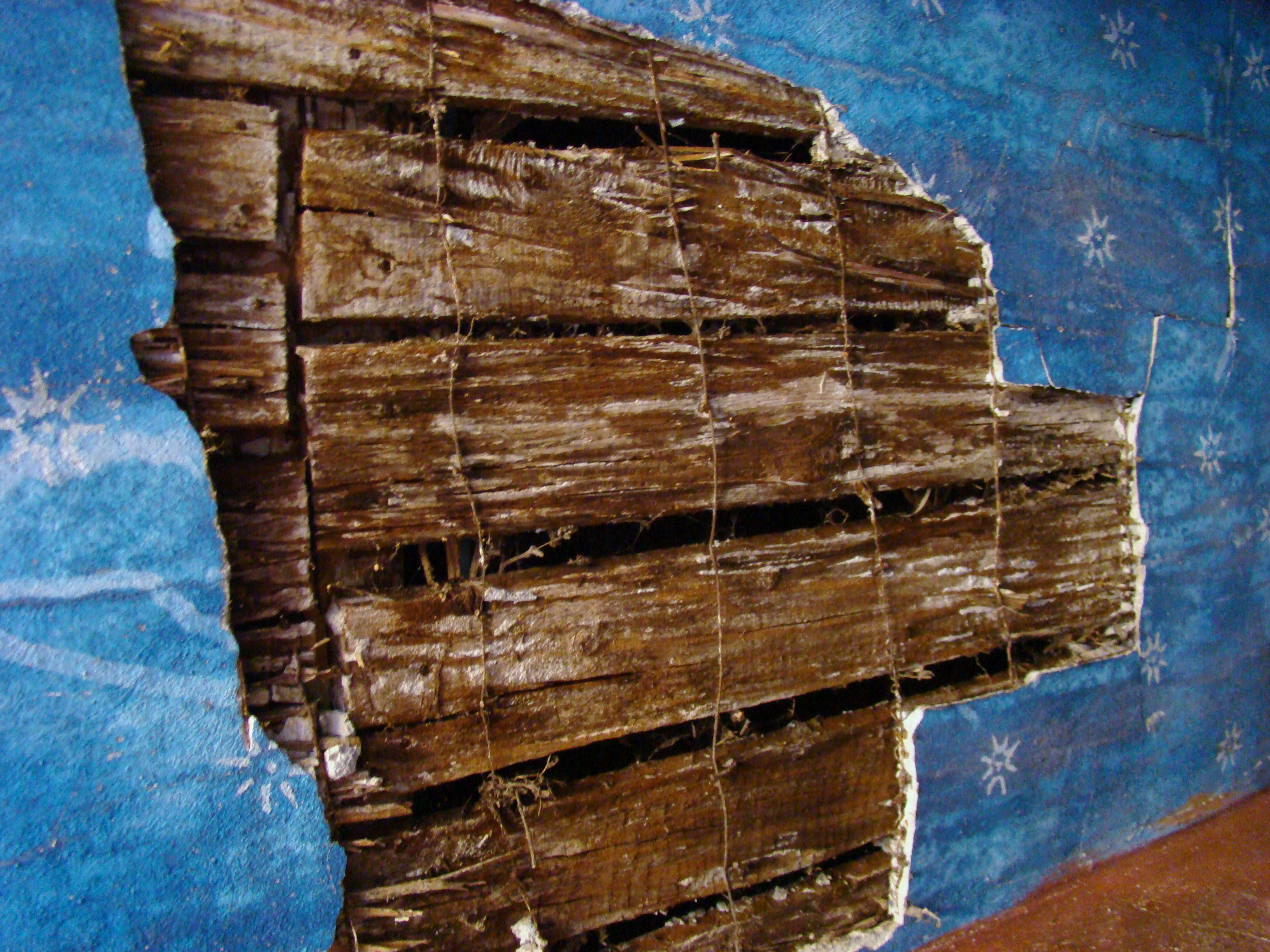
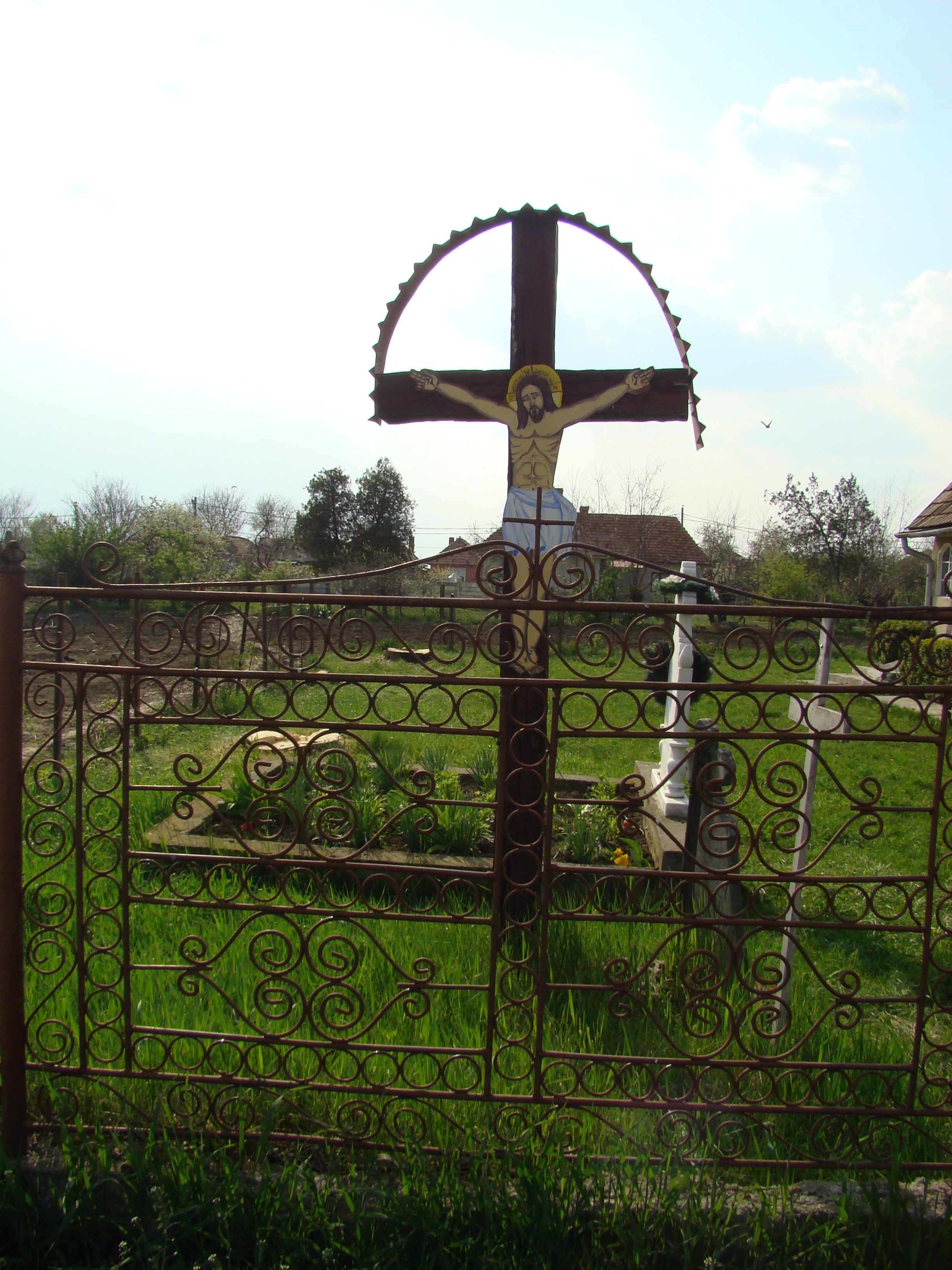
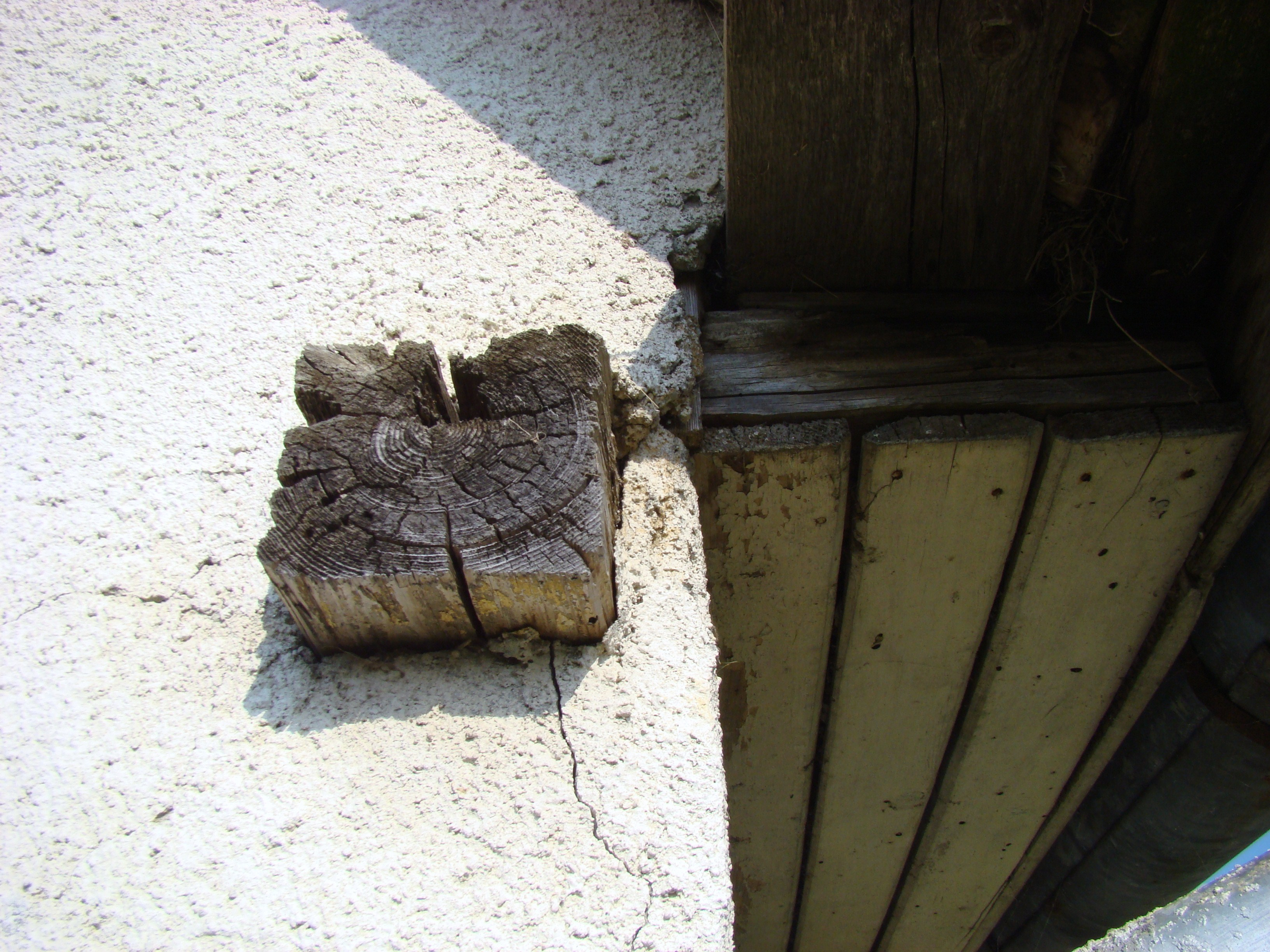
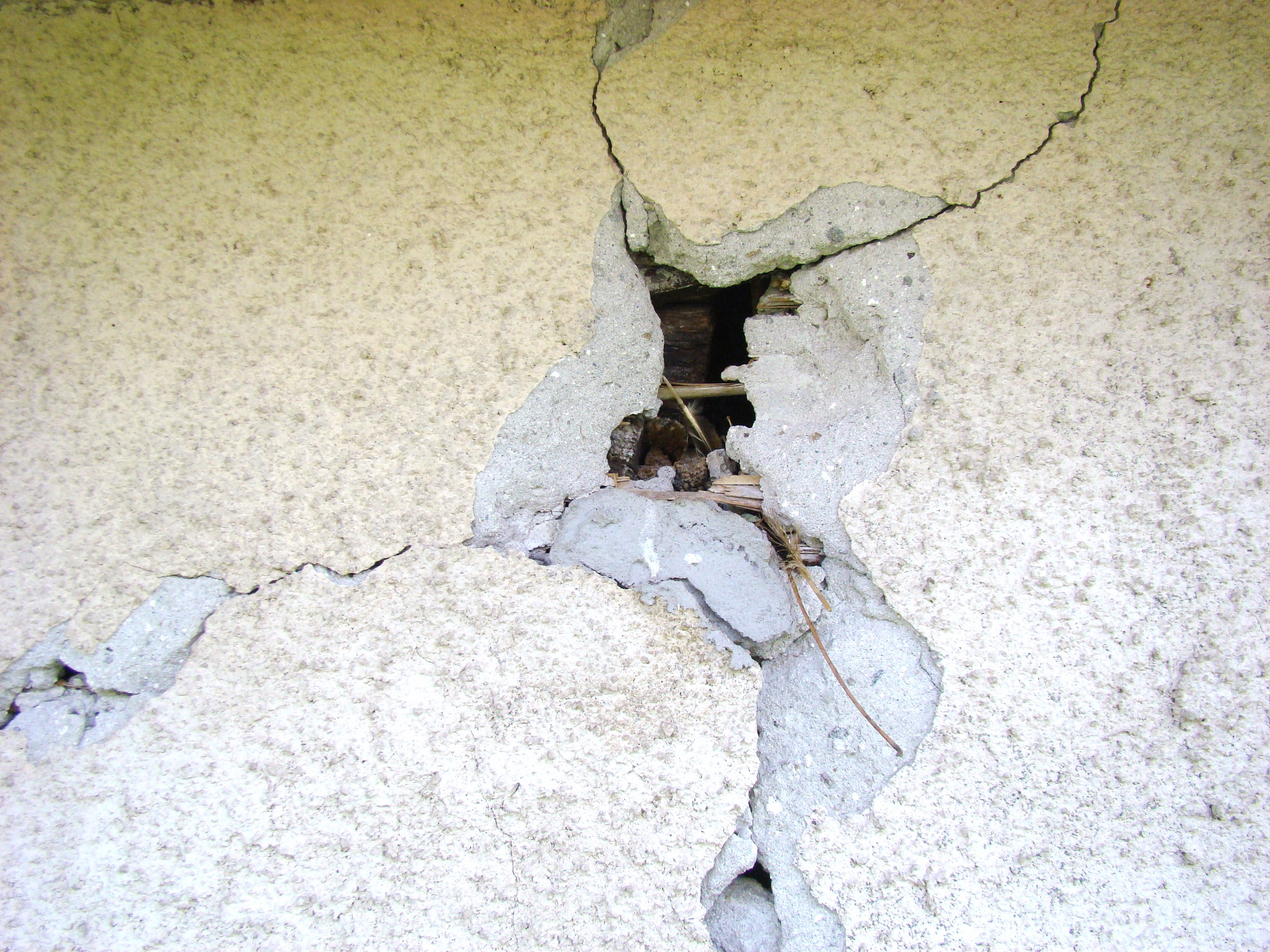
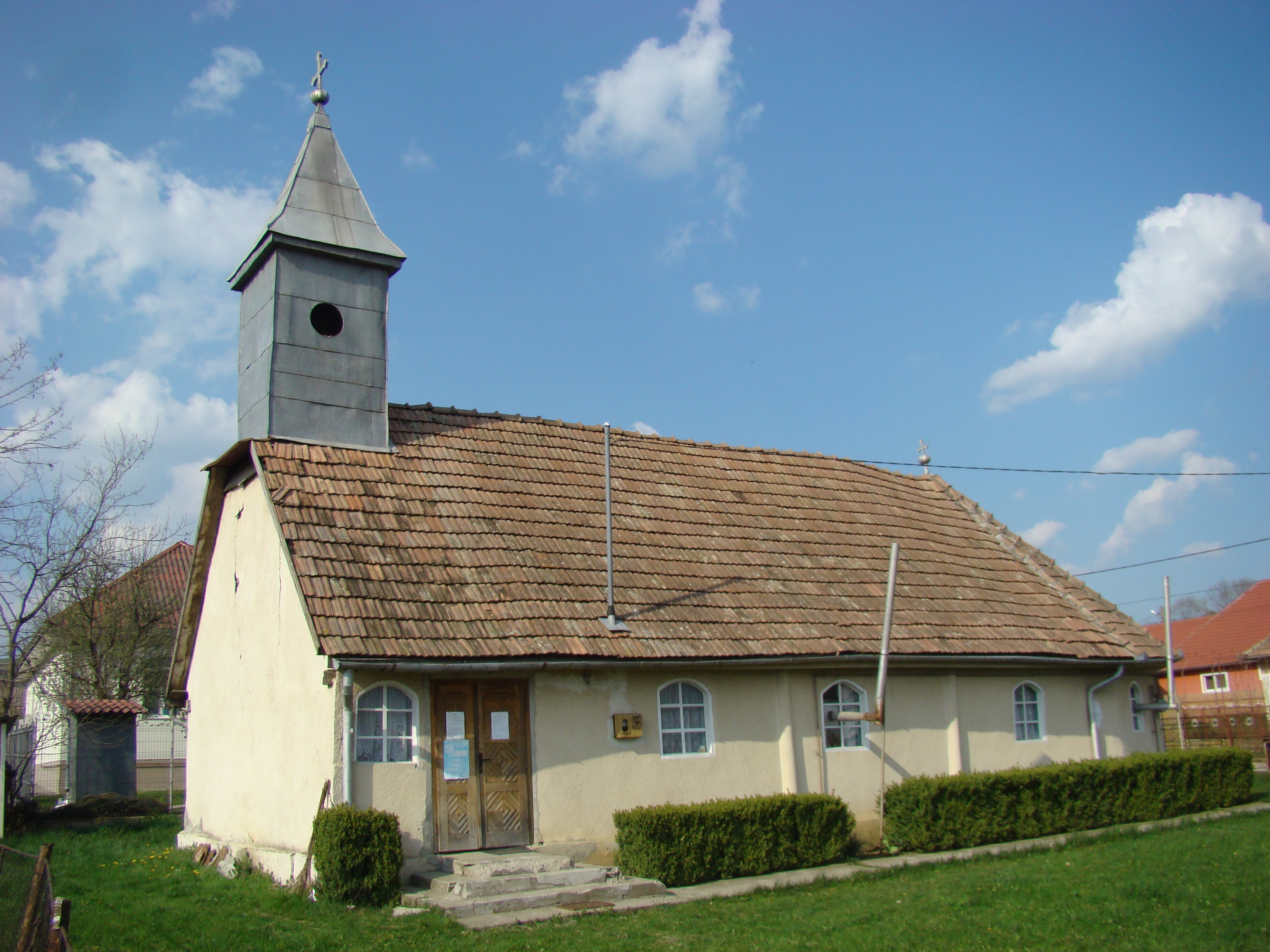
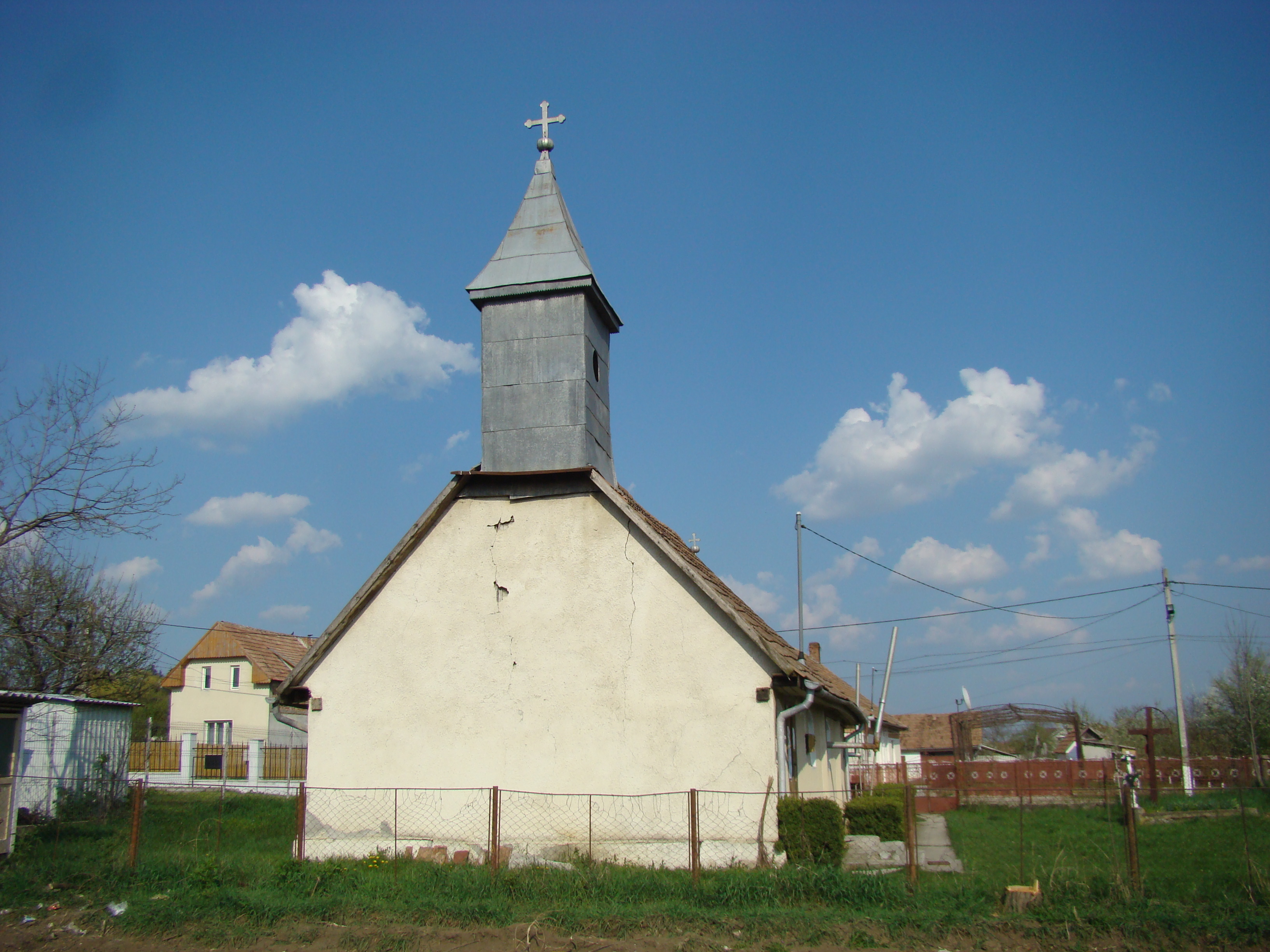
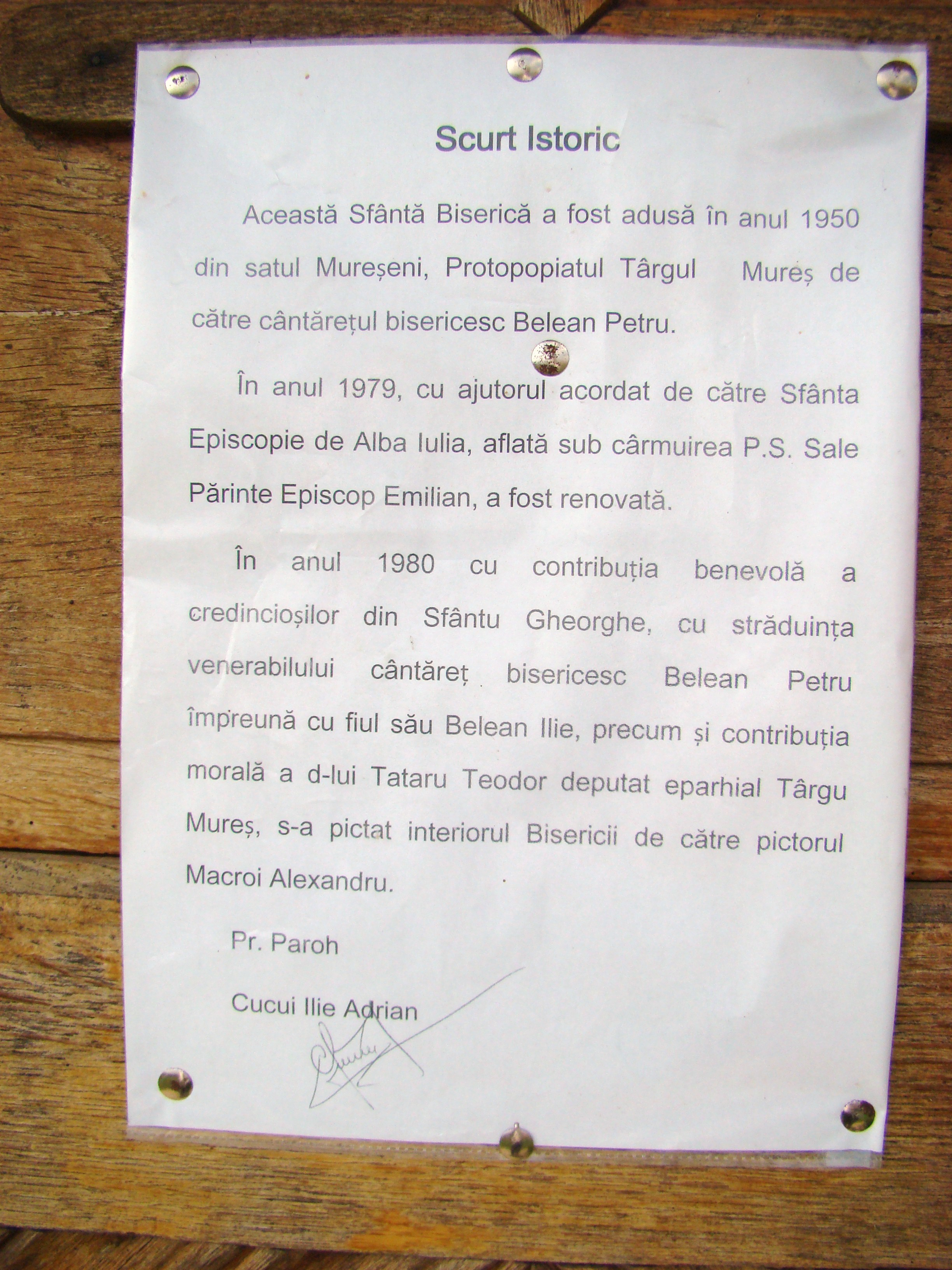

## Imagini din interior

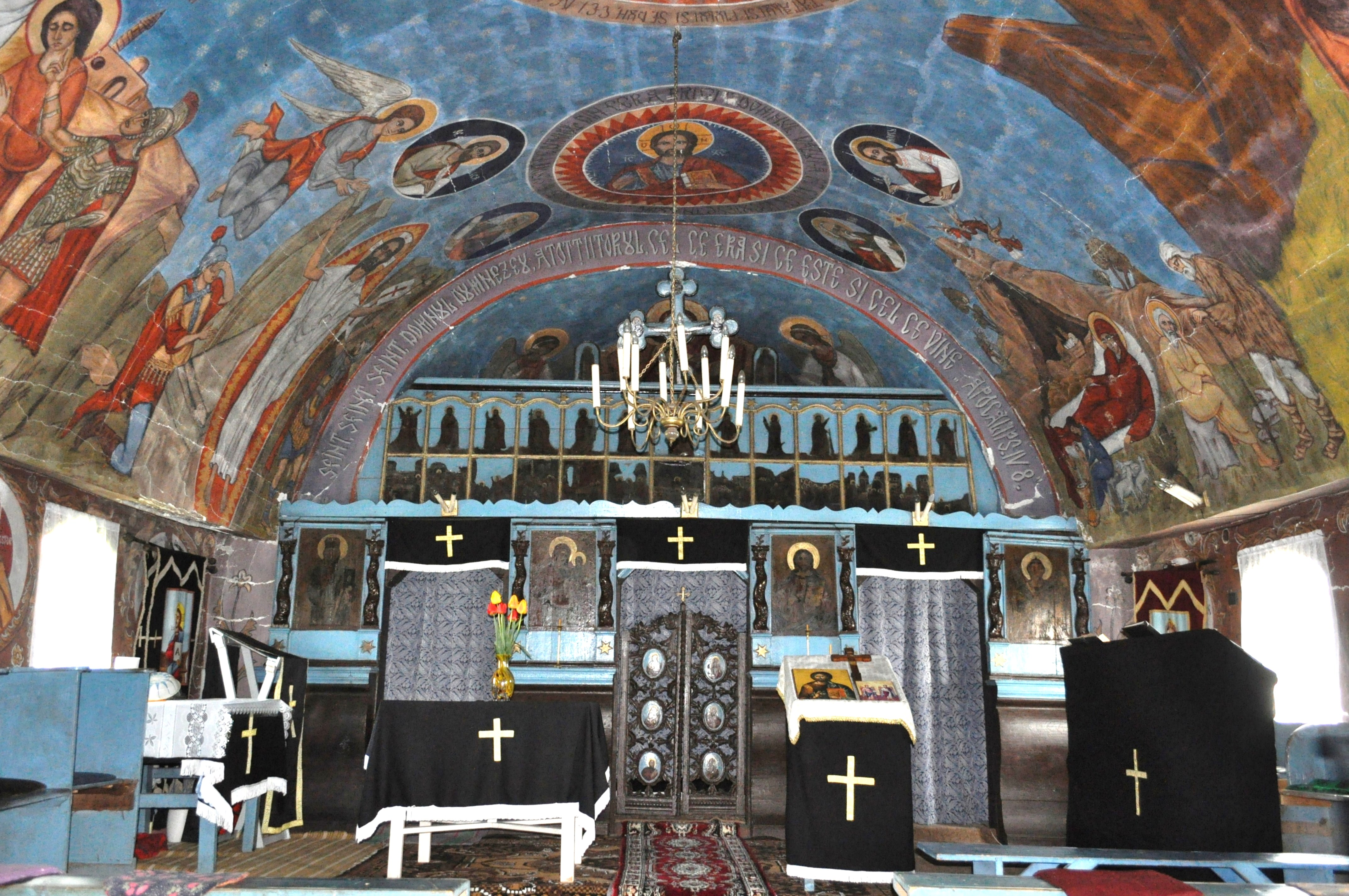
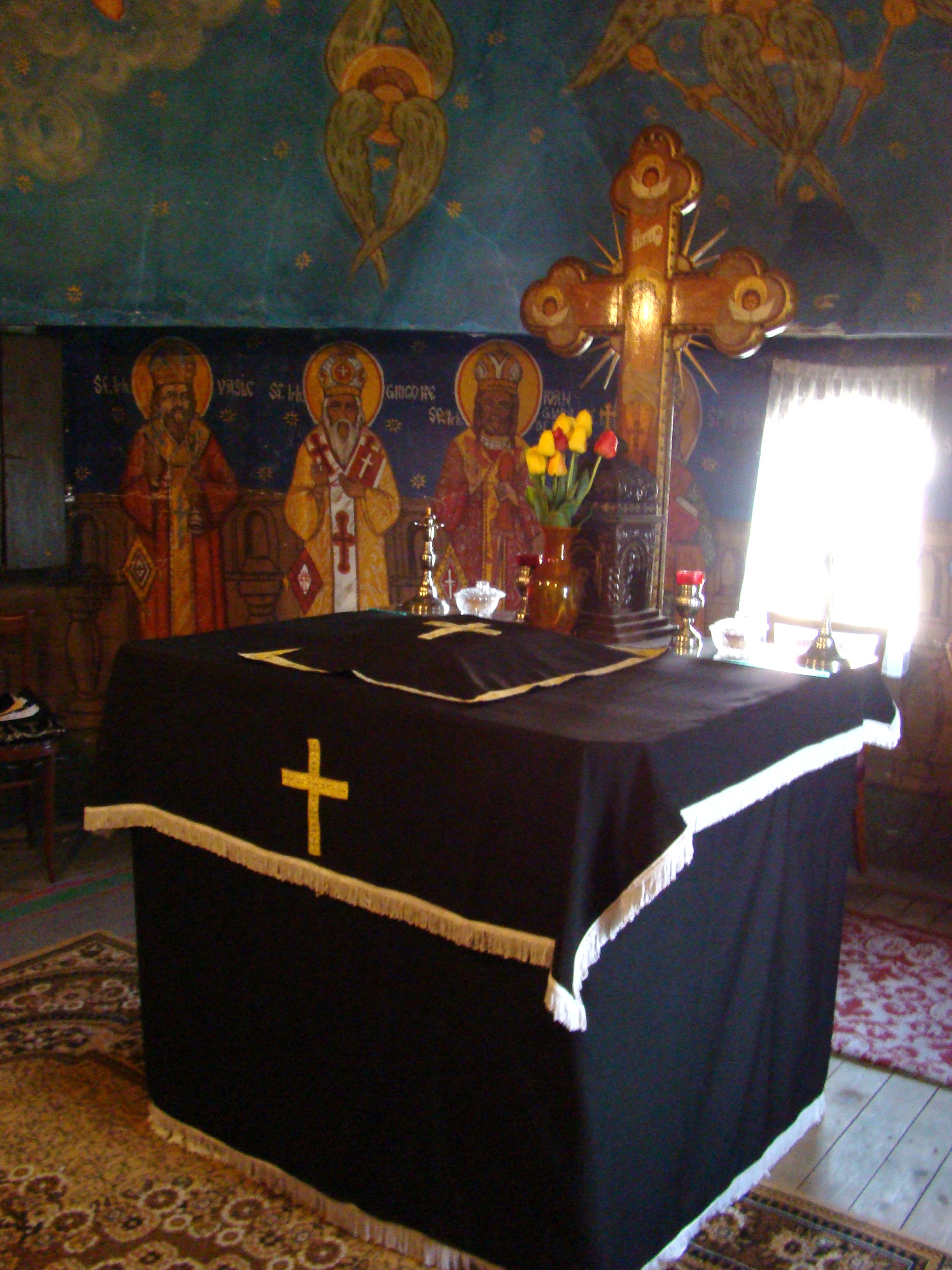
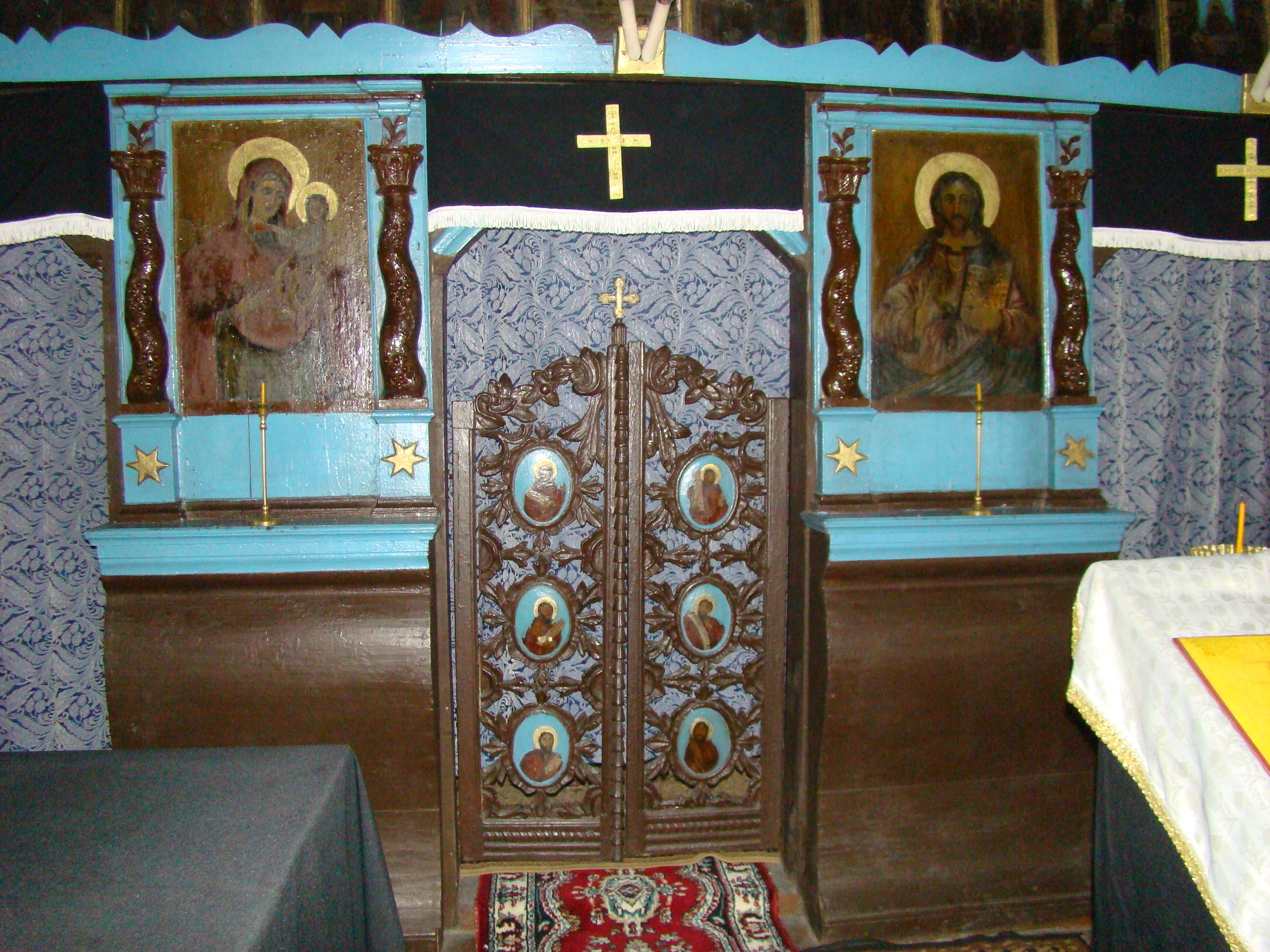
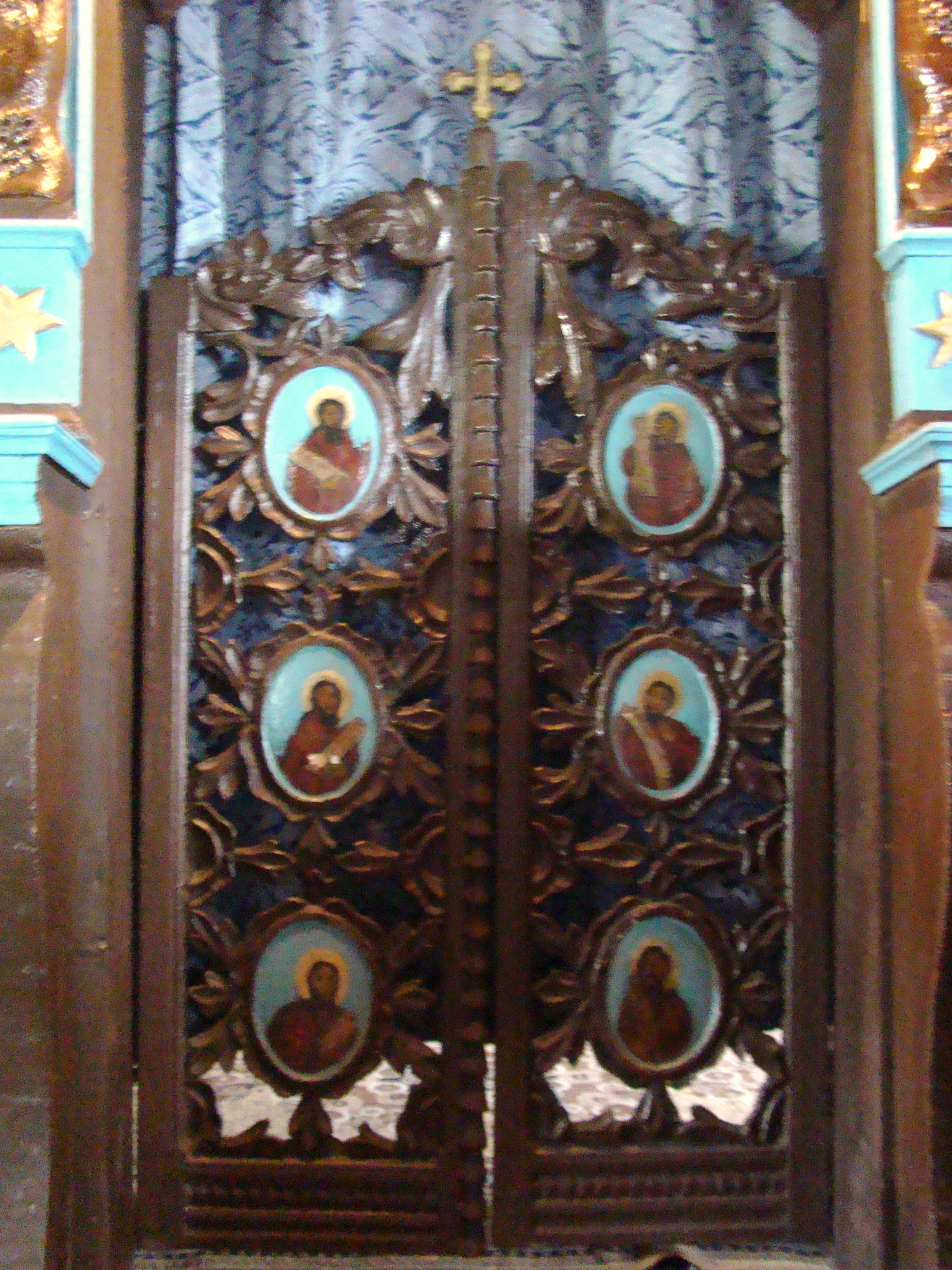
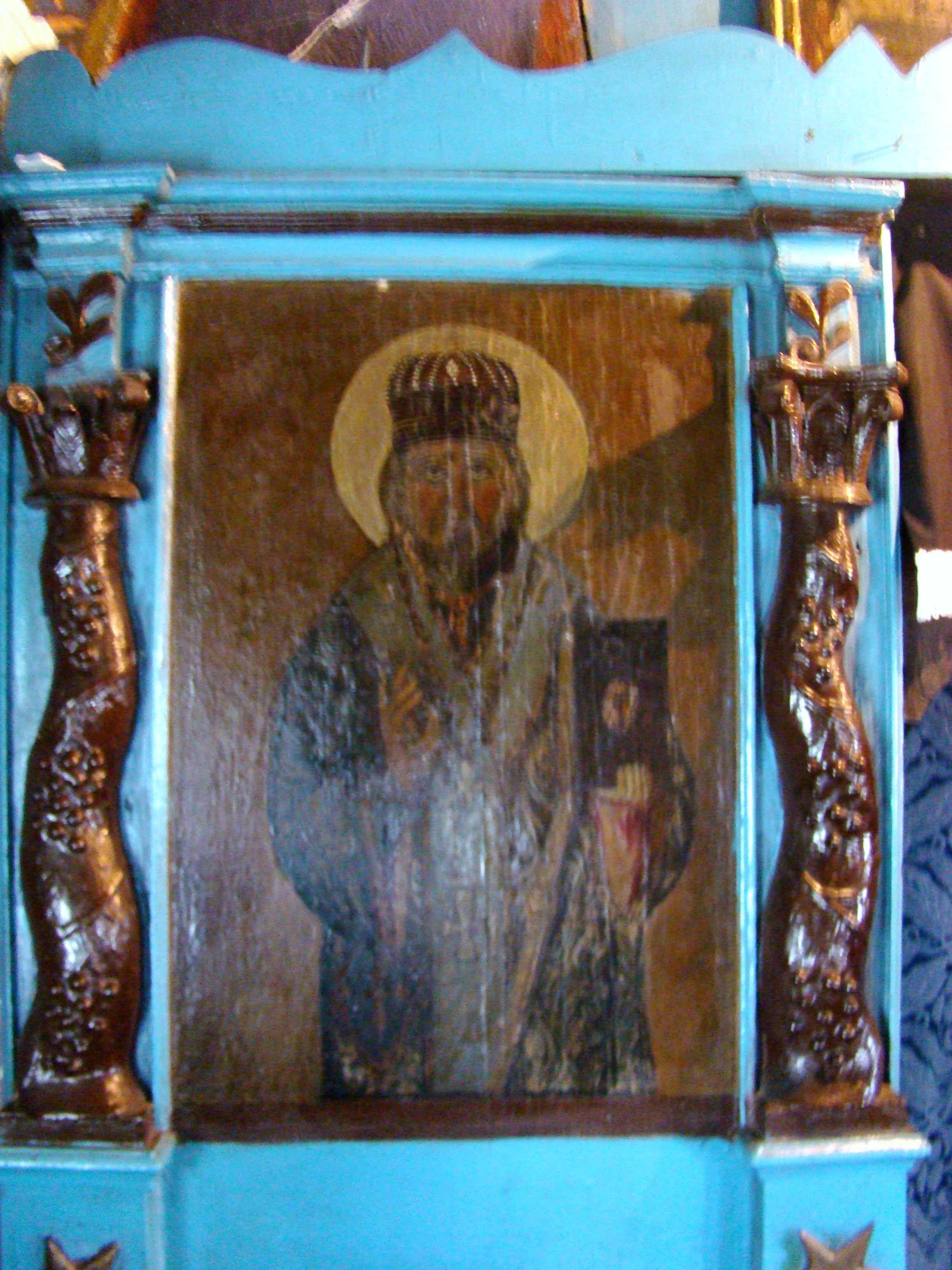
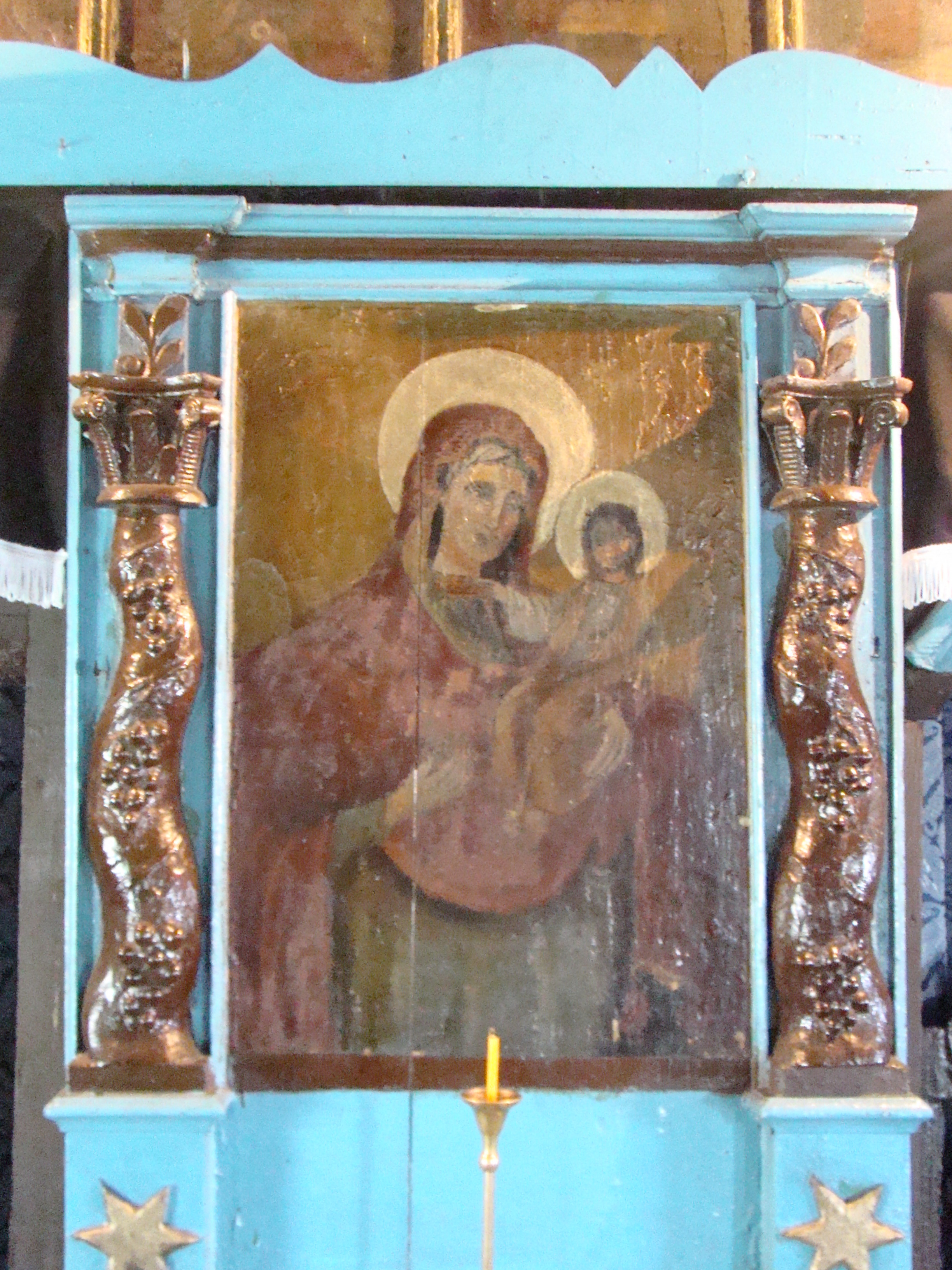
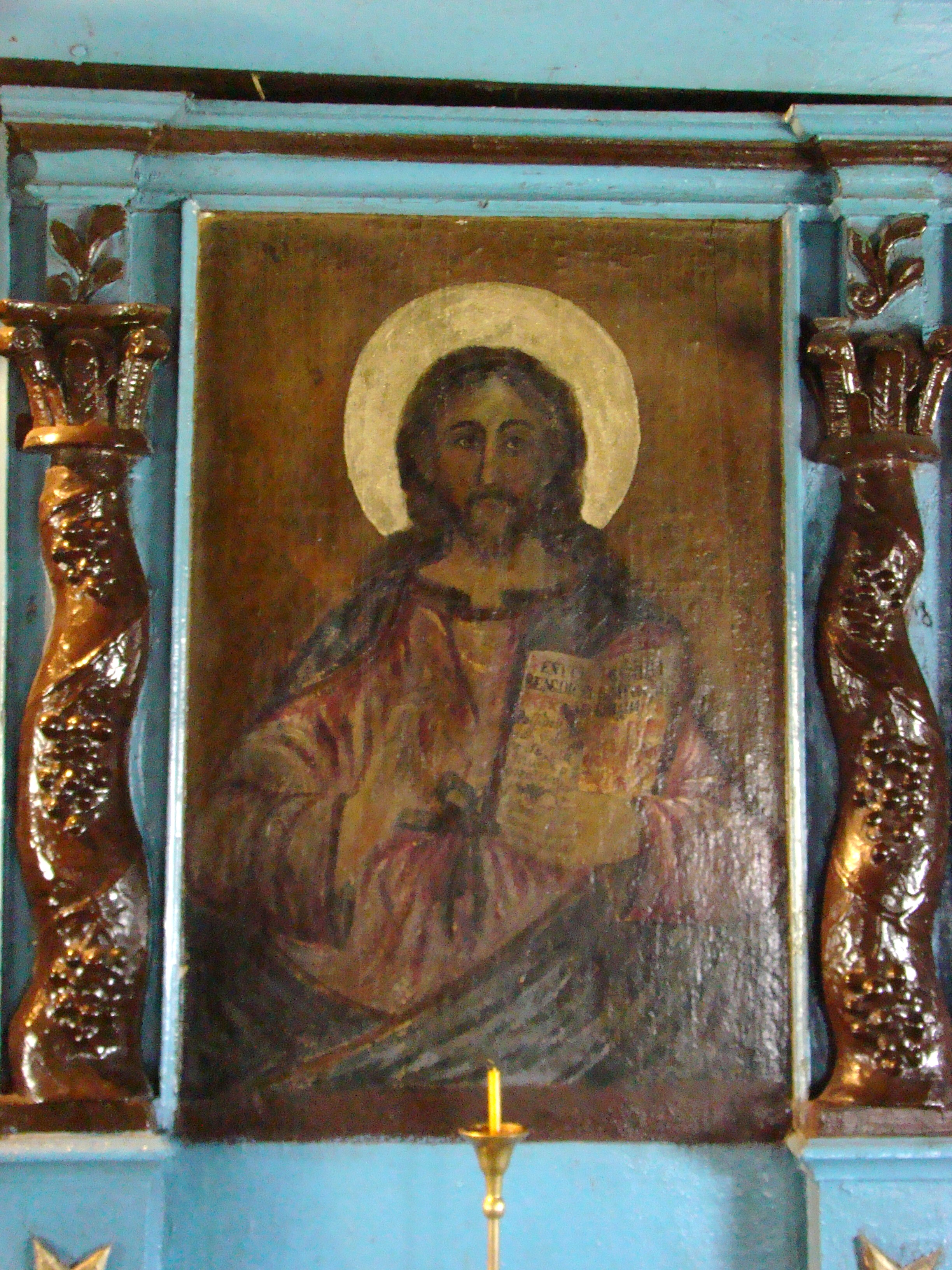
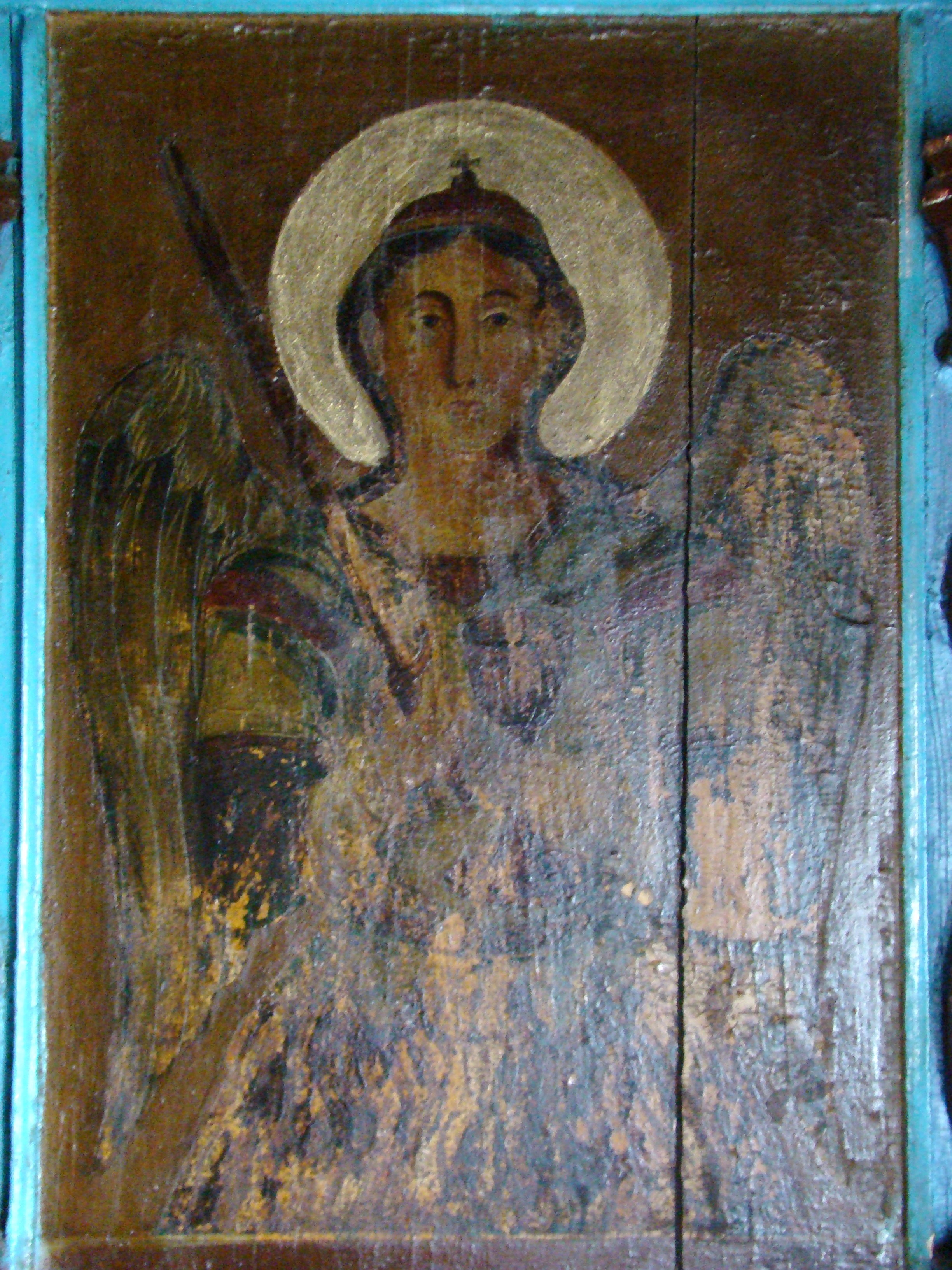
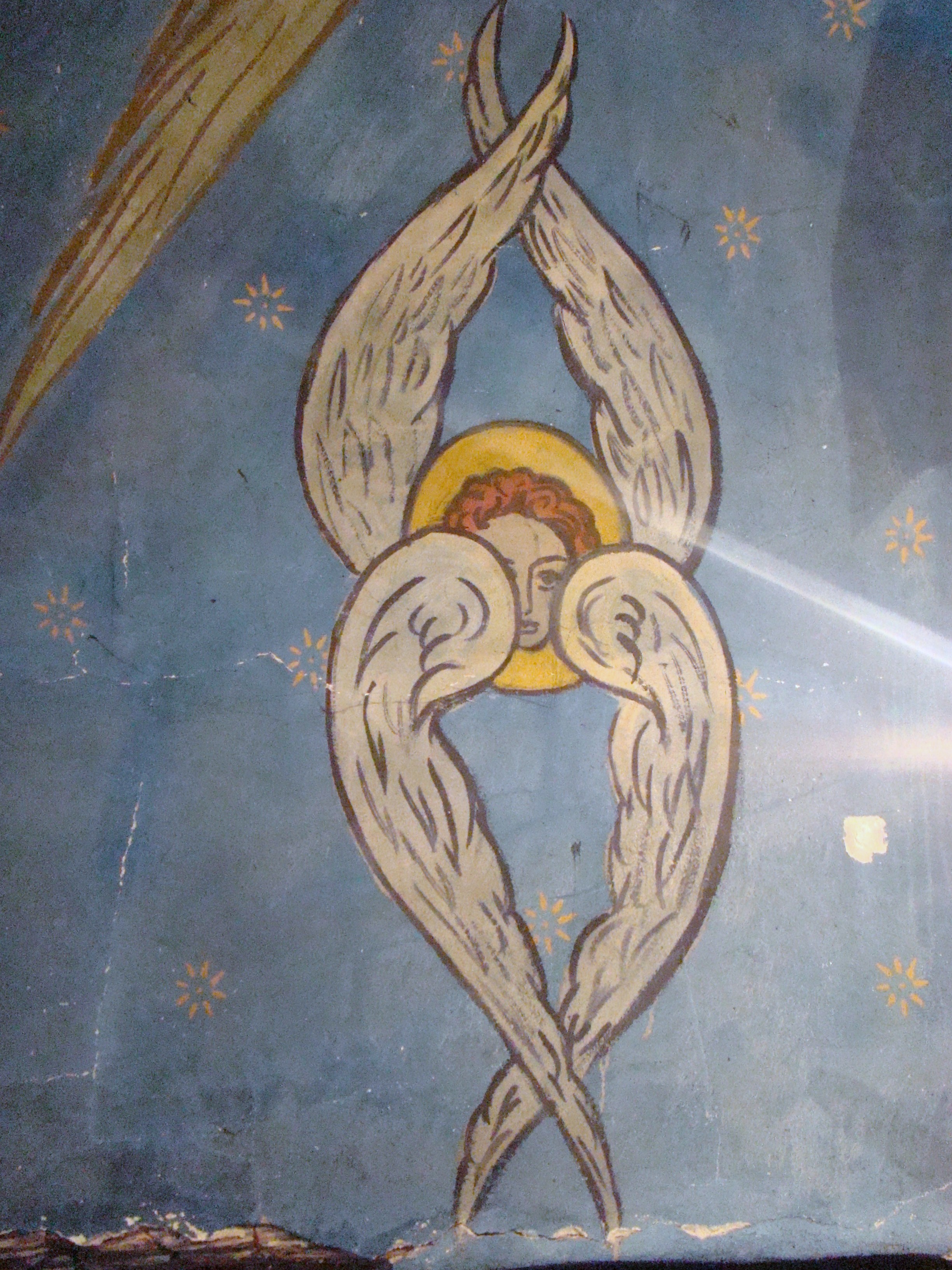
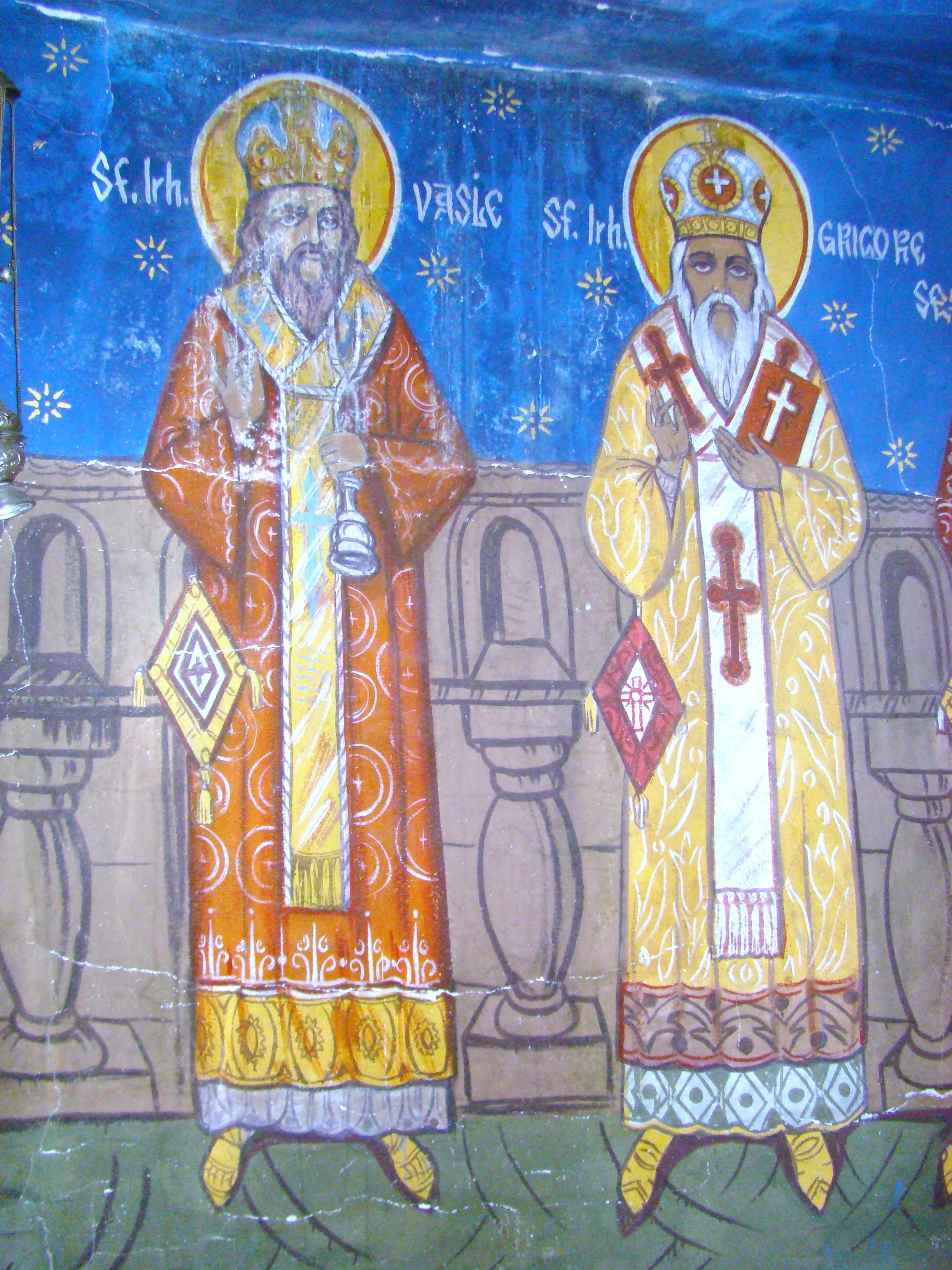
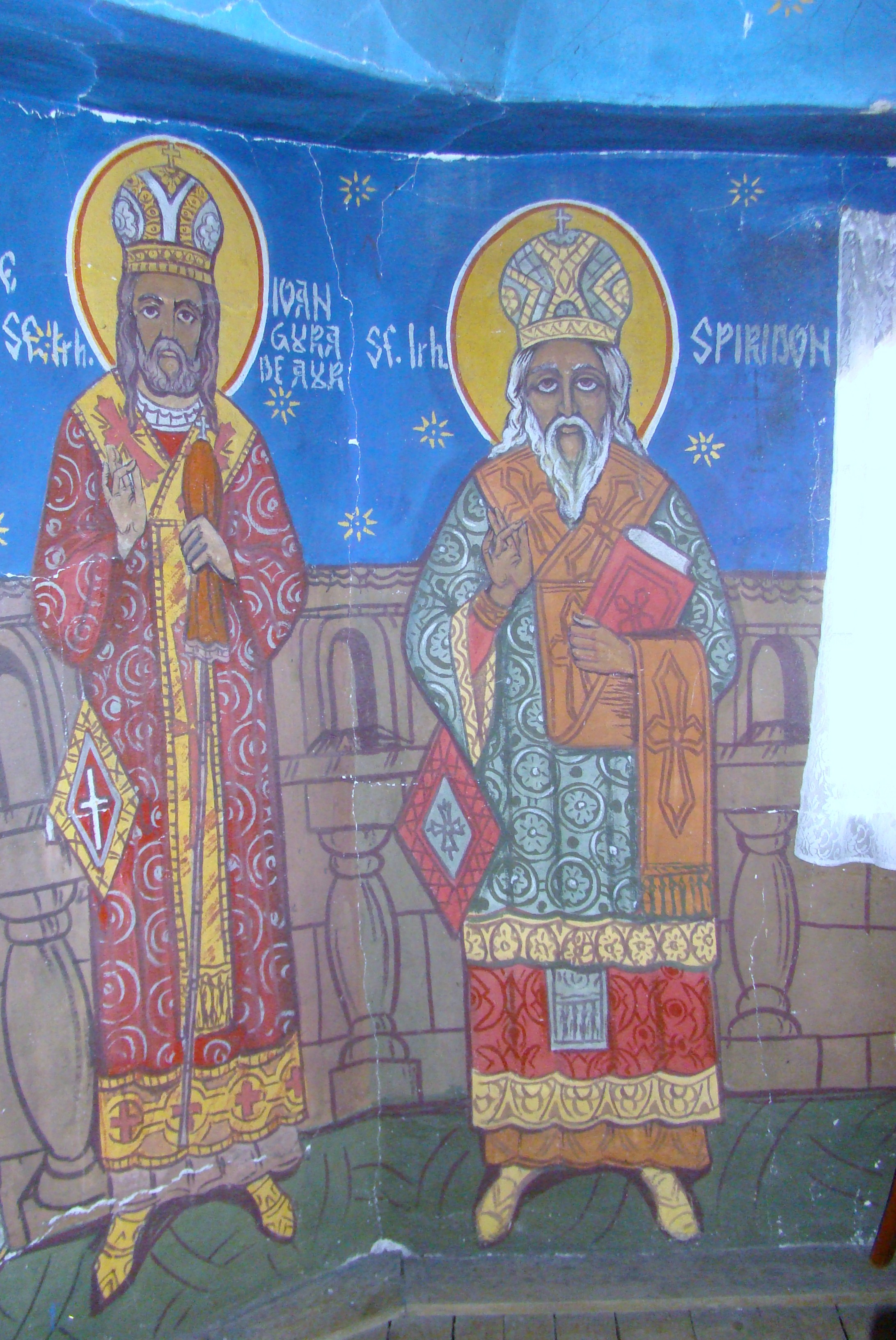
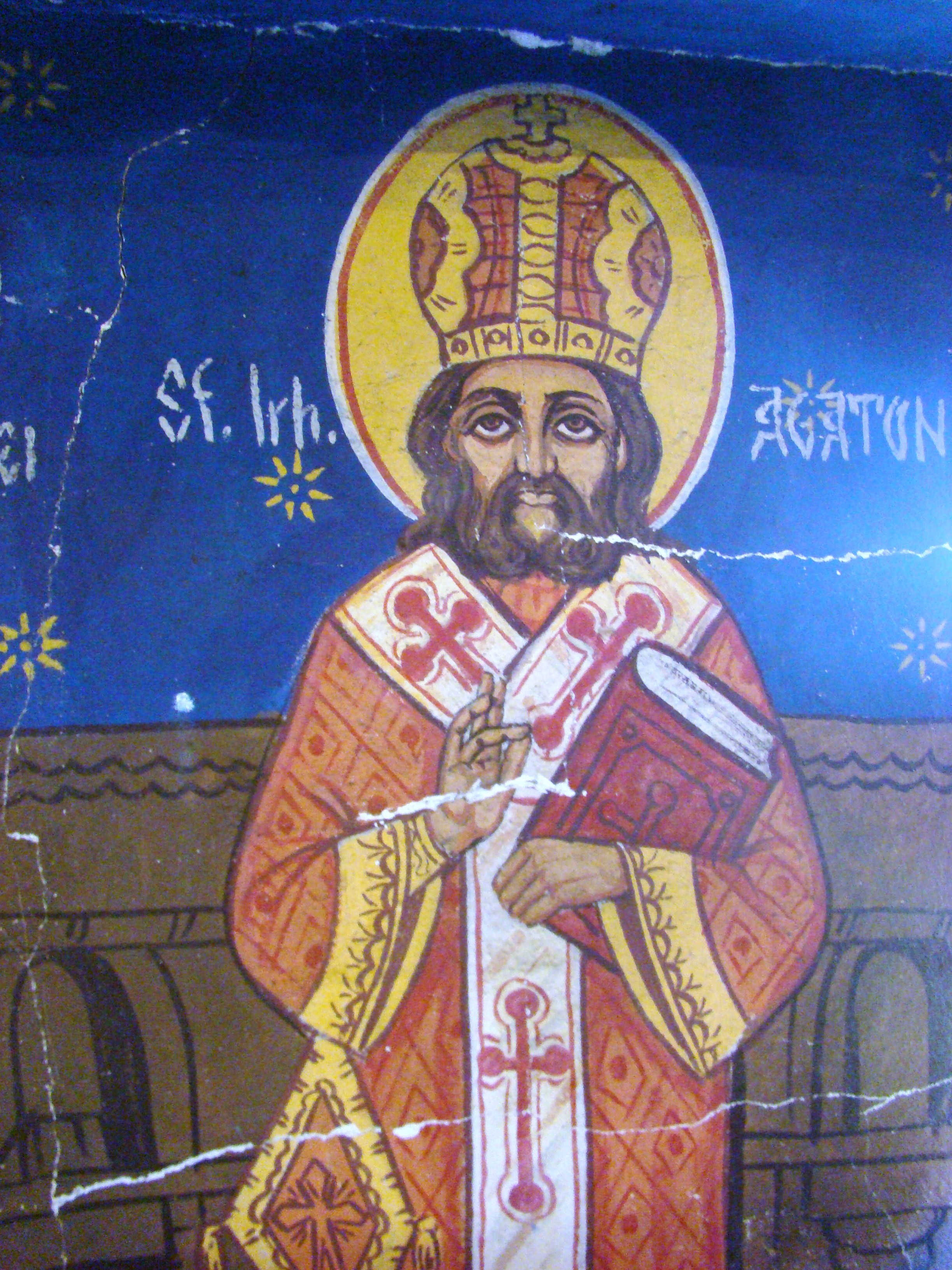
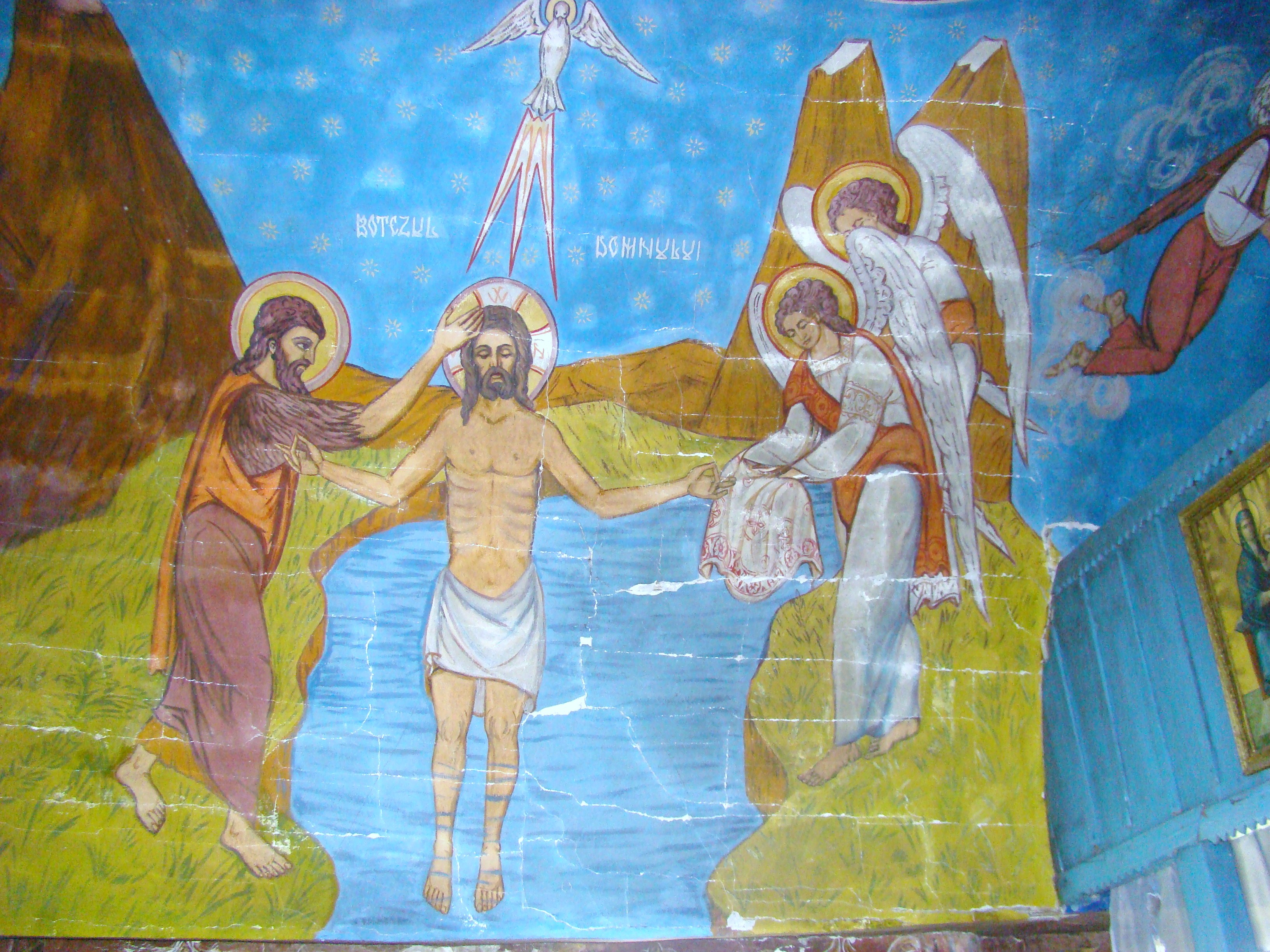
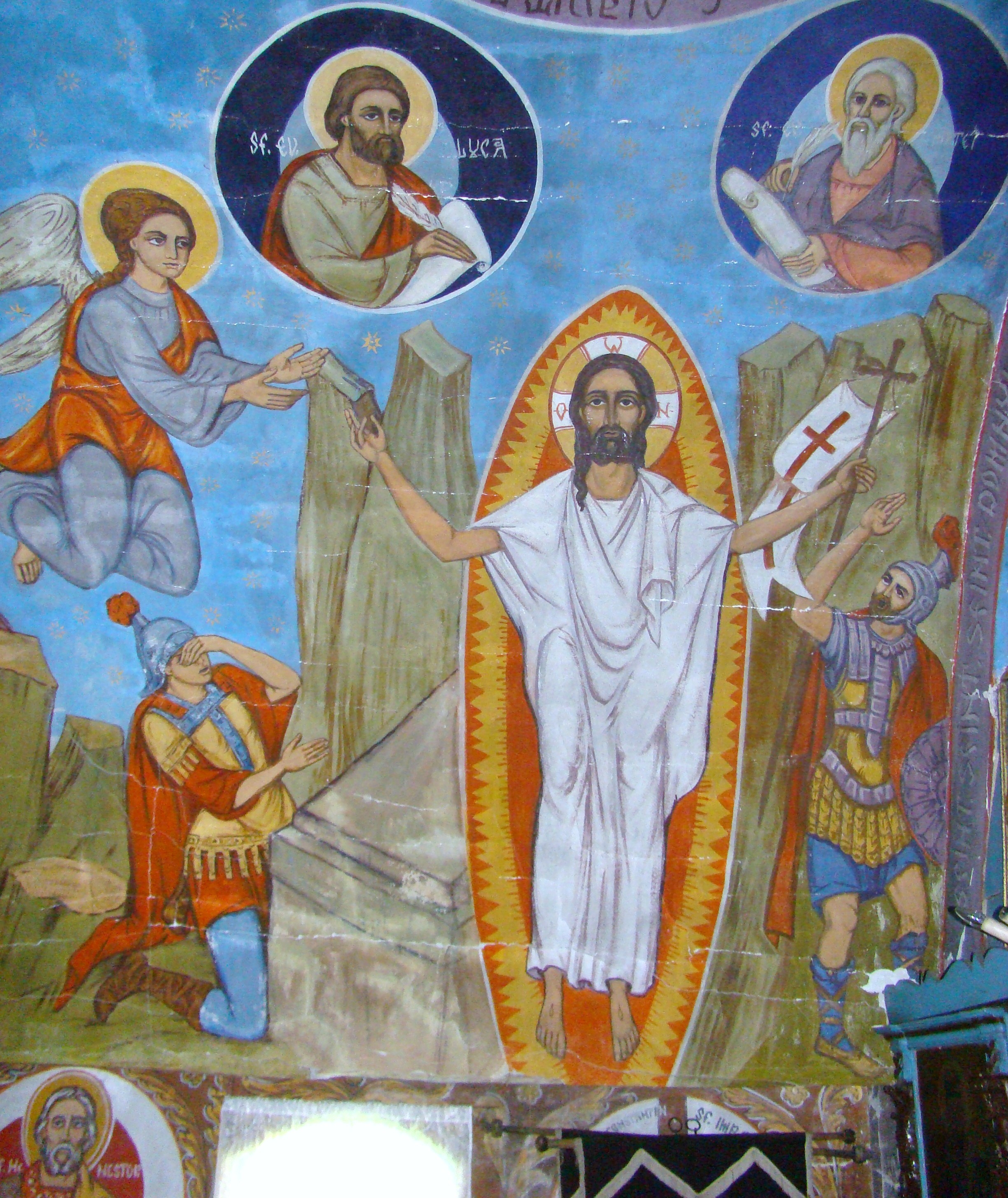
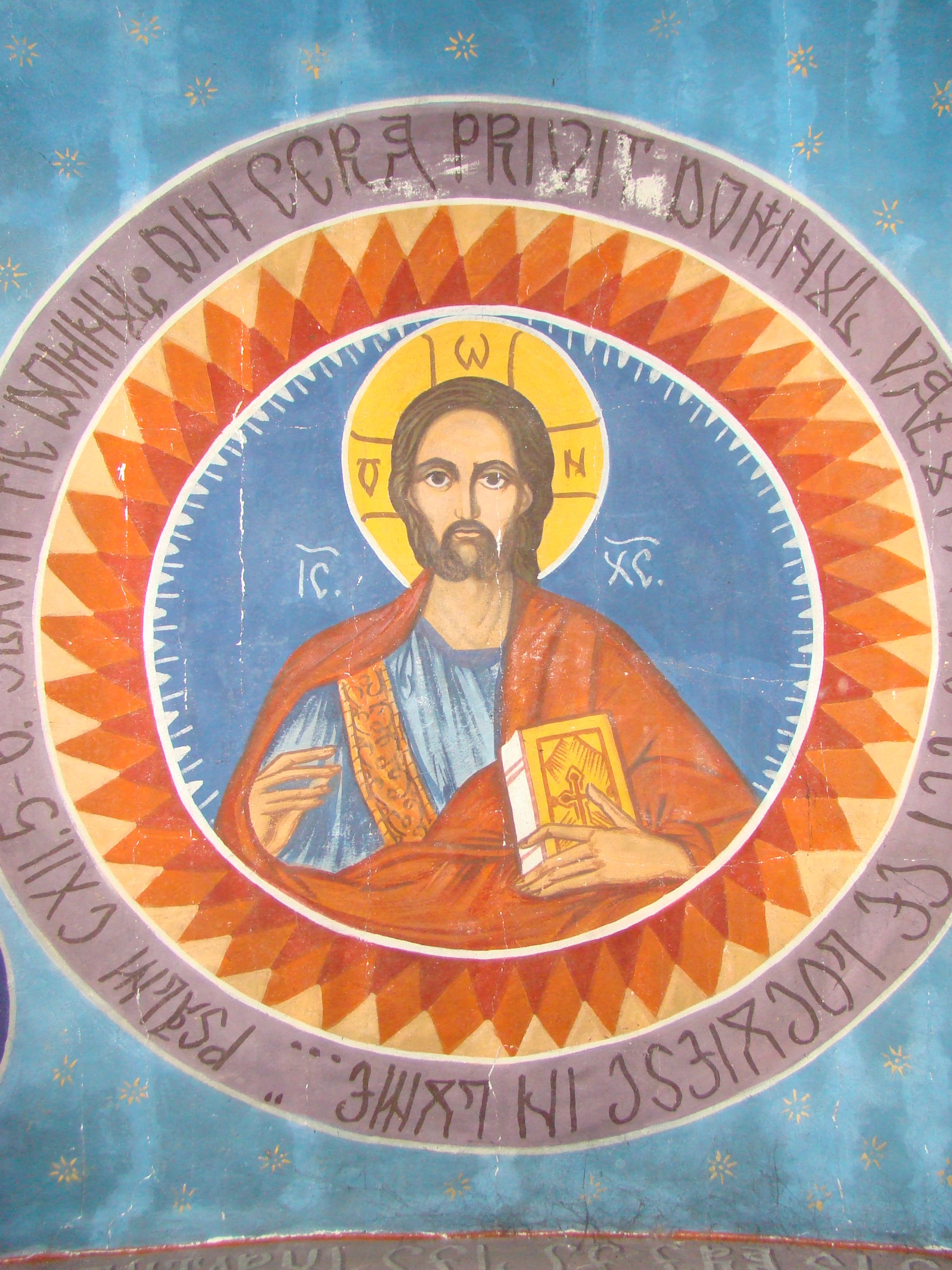
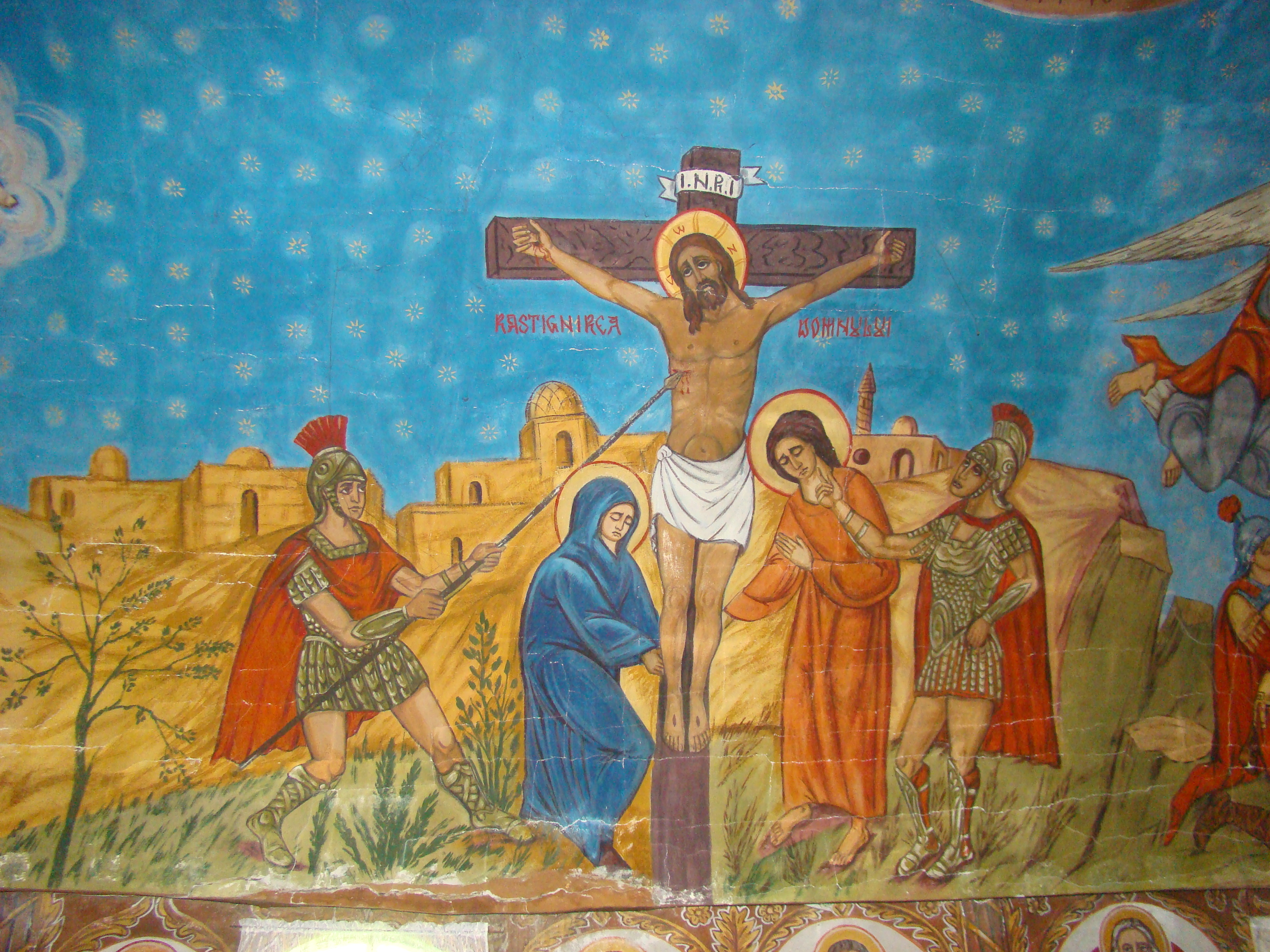
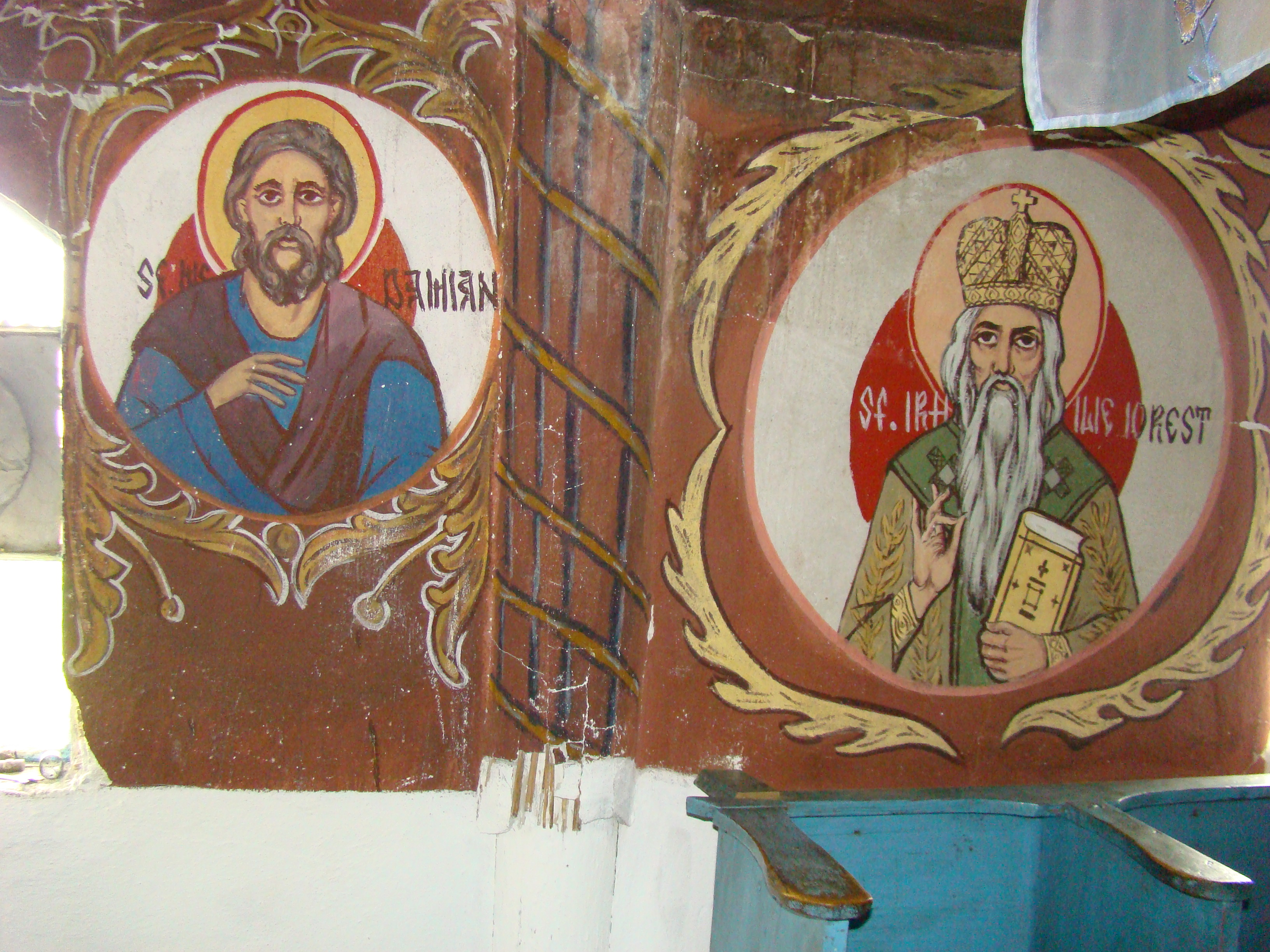
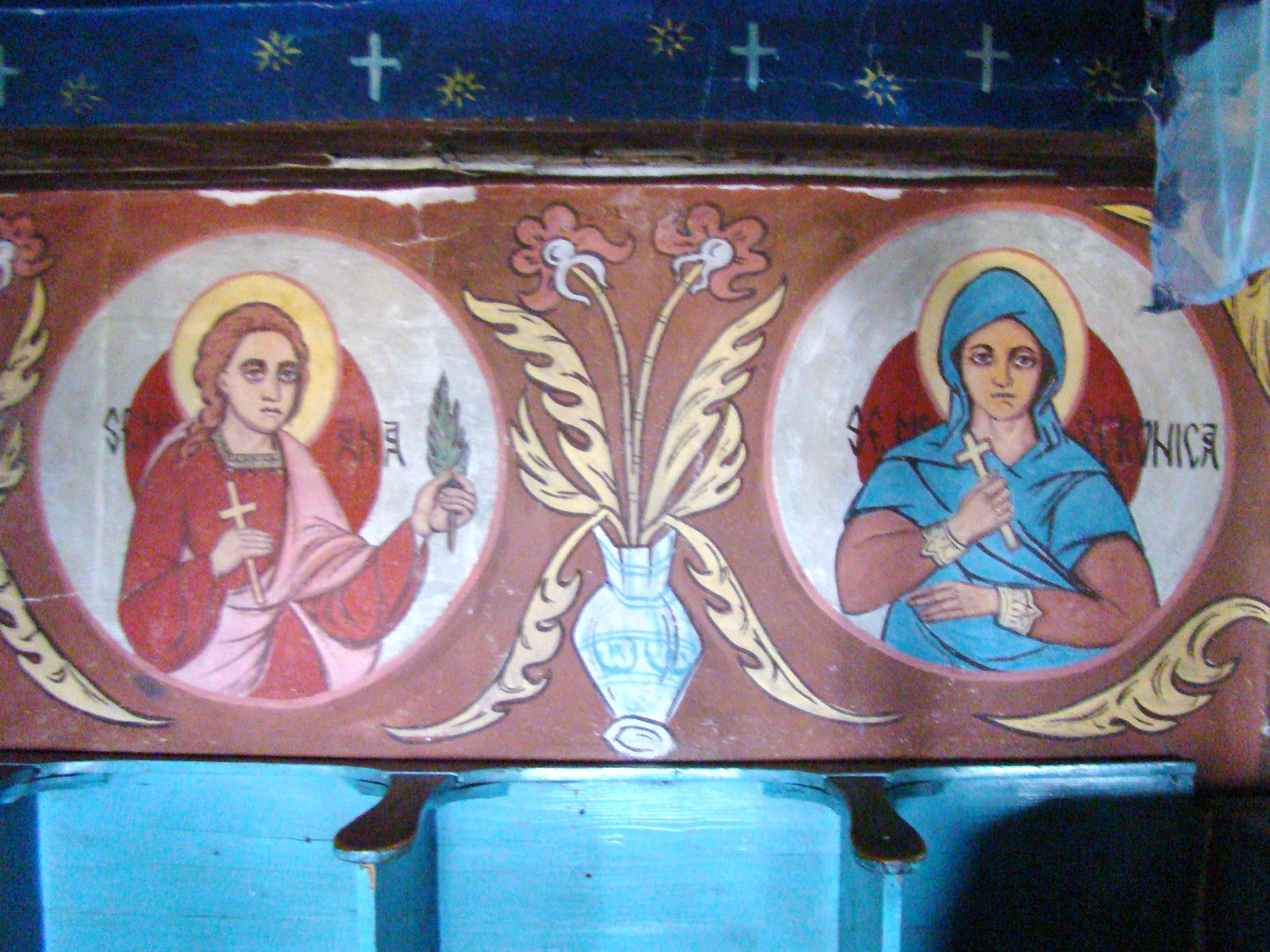
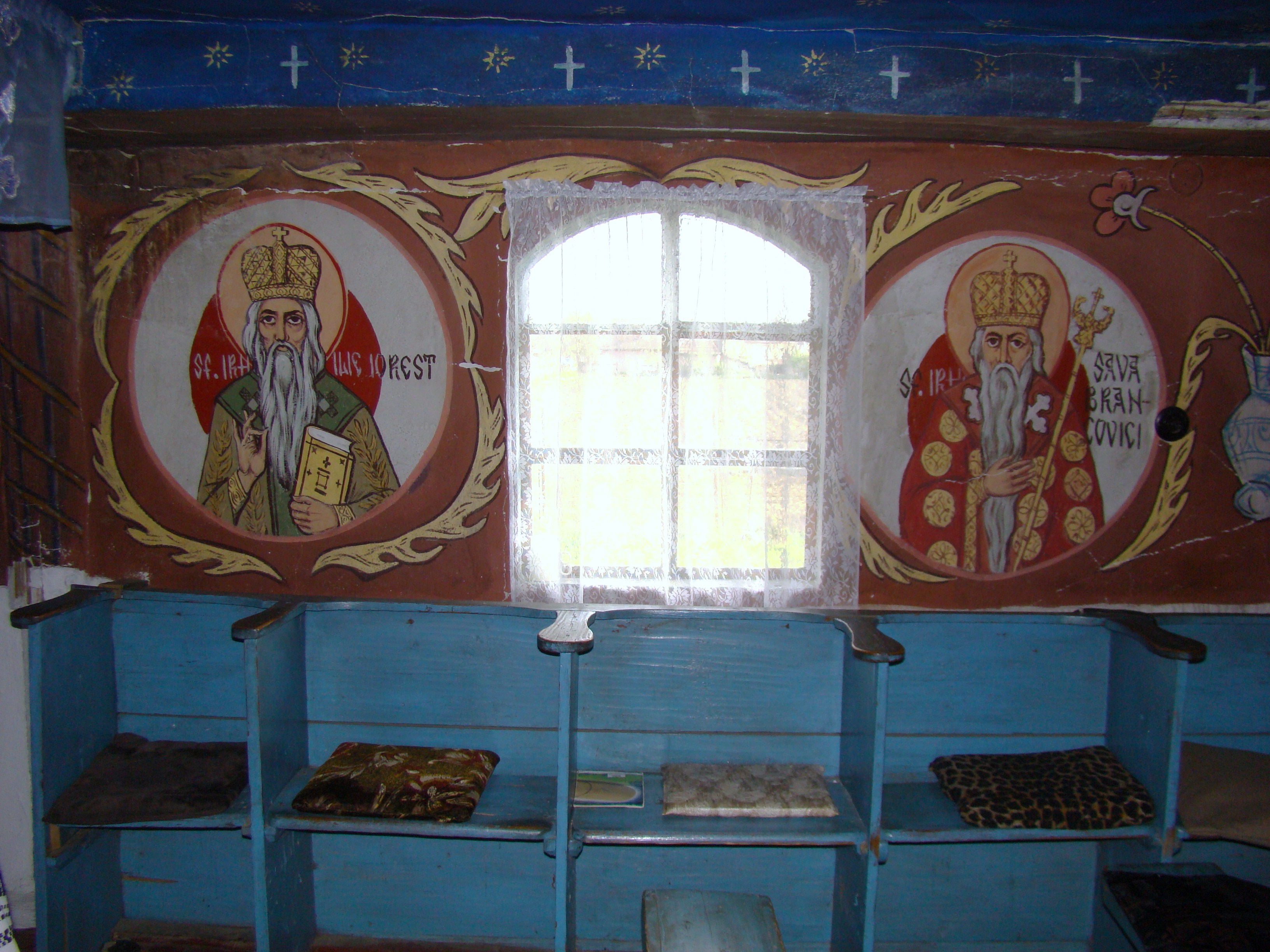
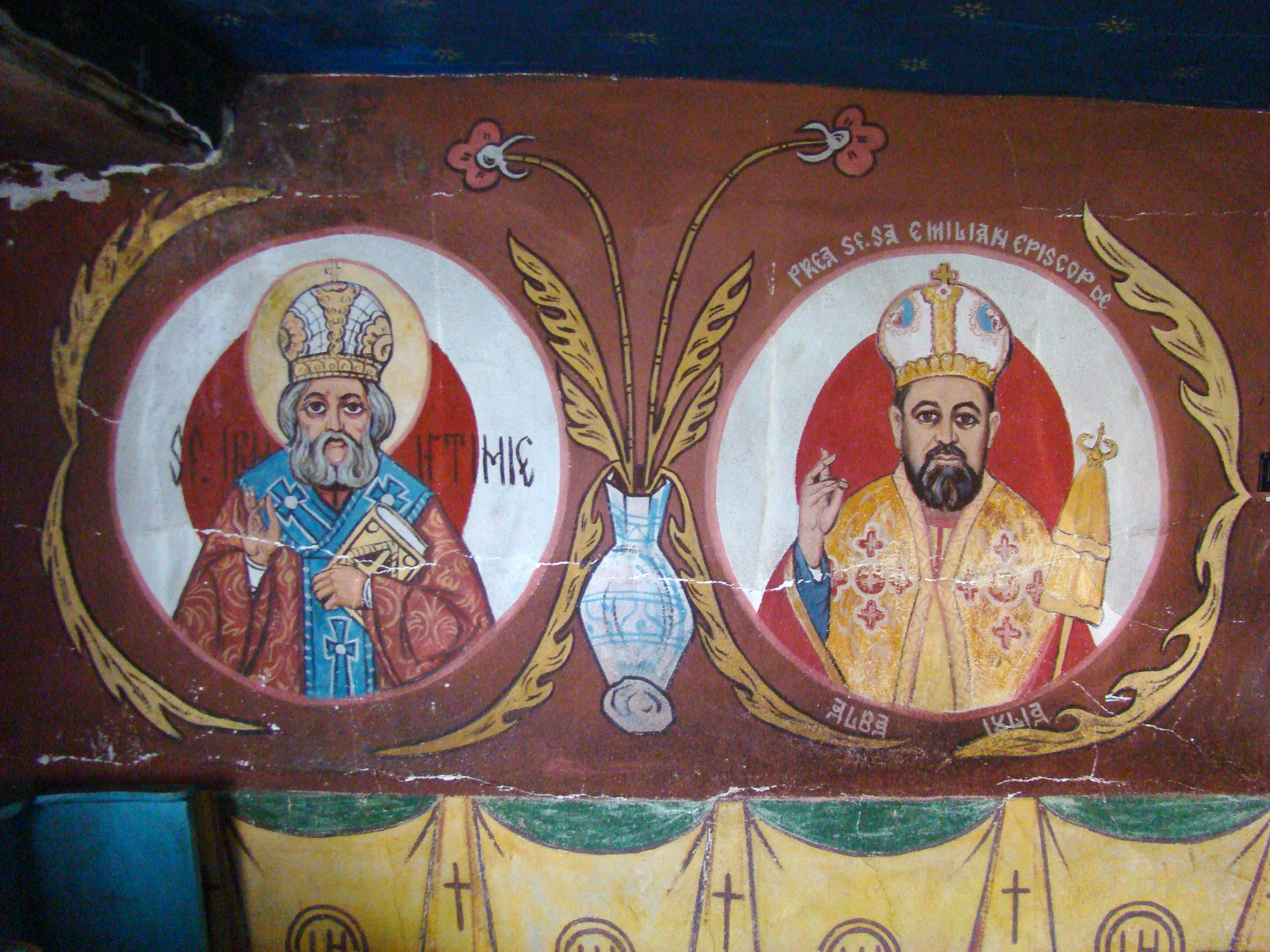
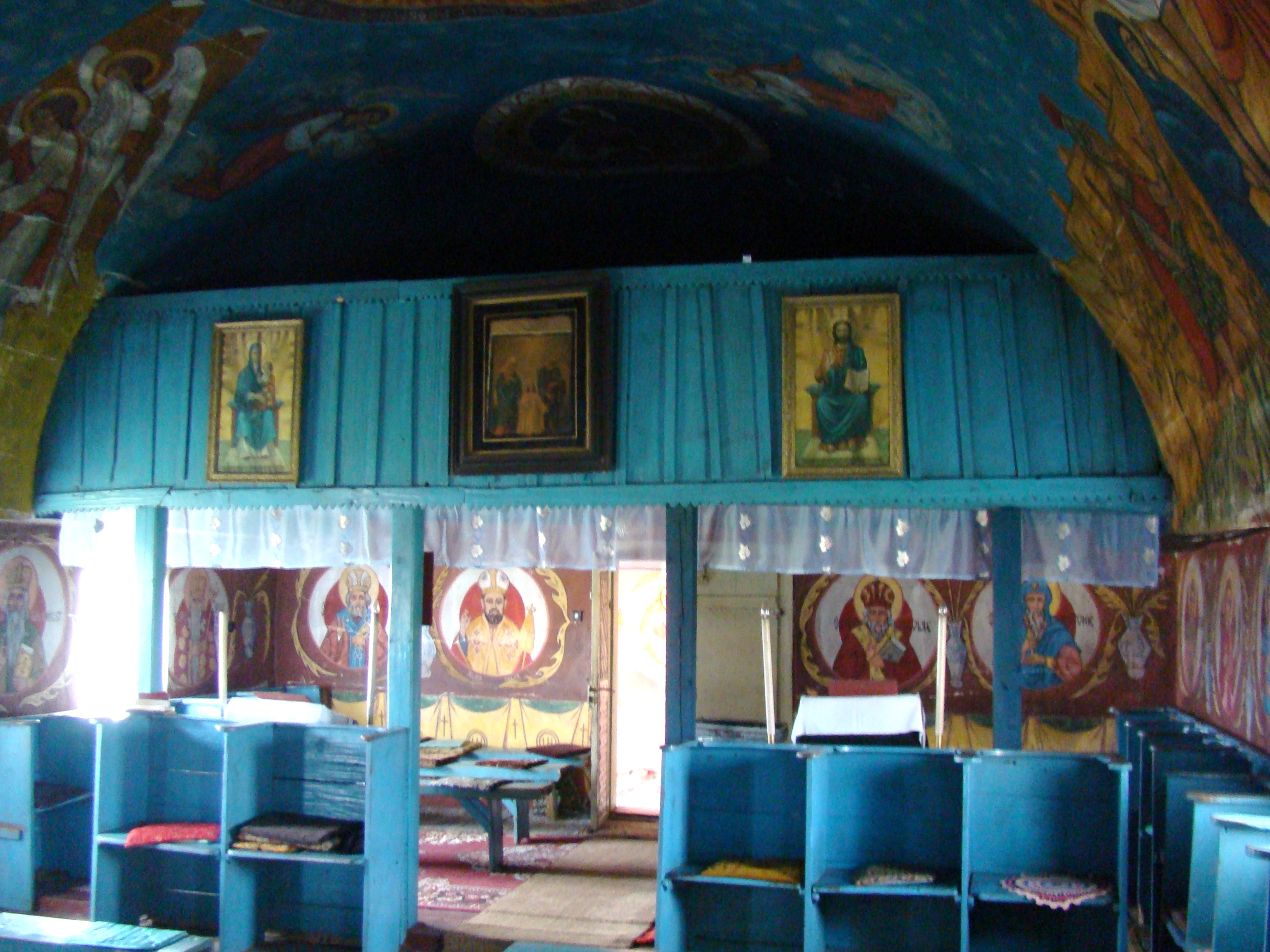
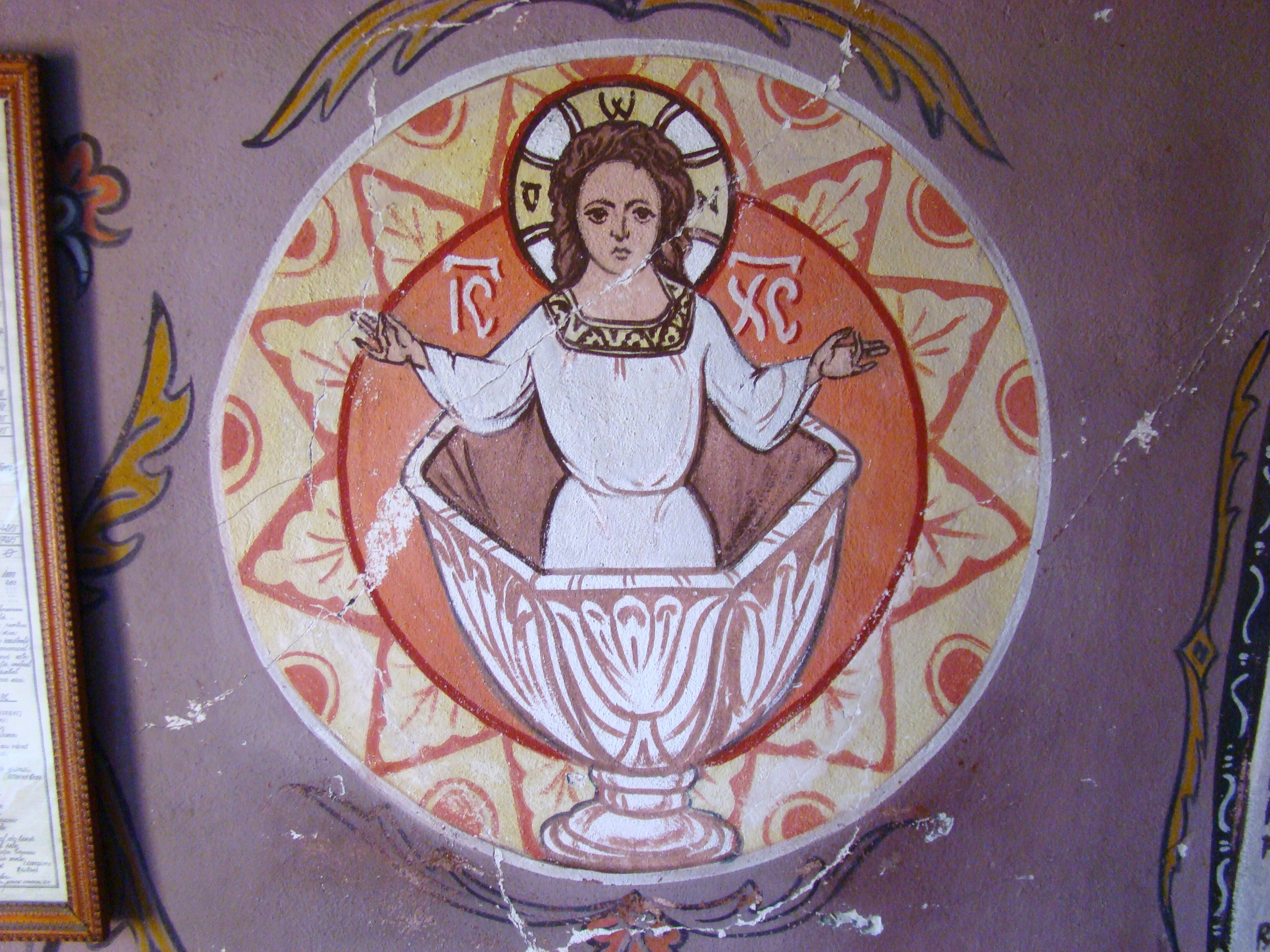
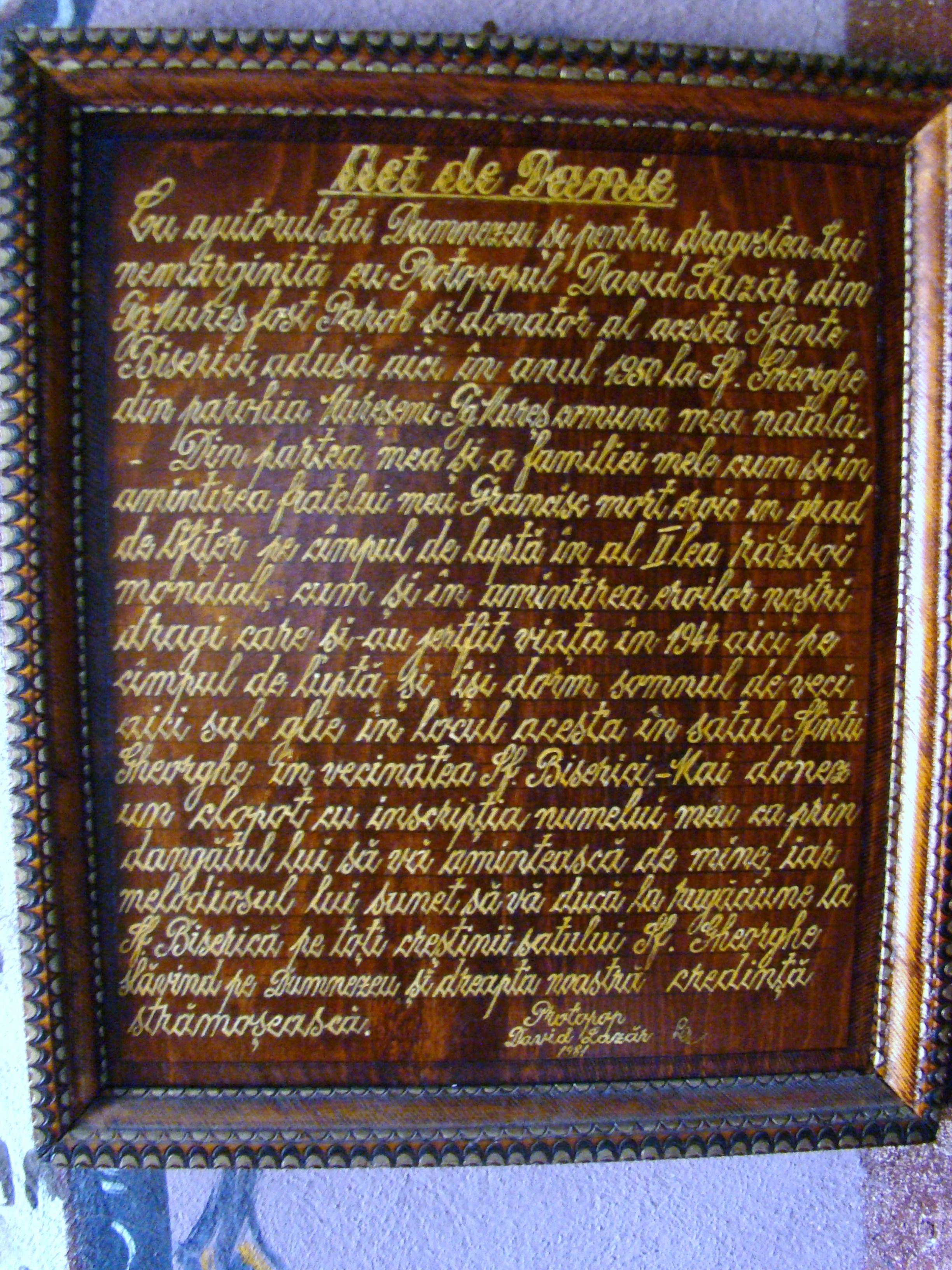
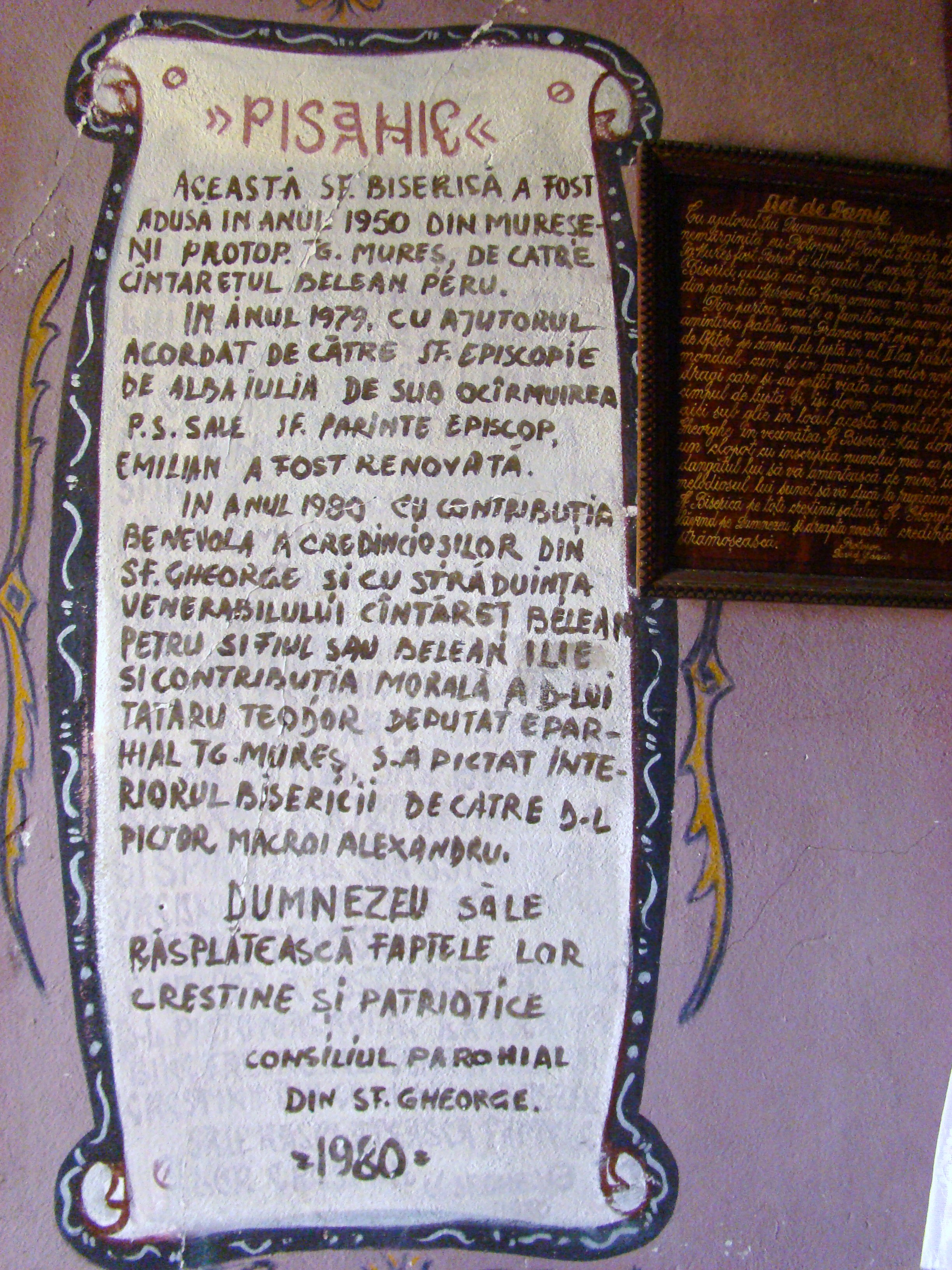
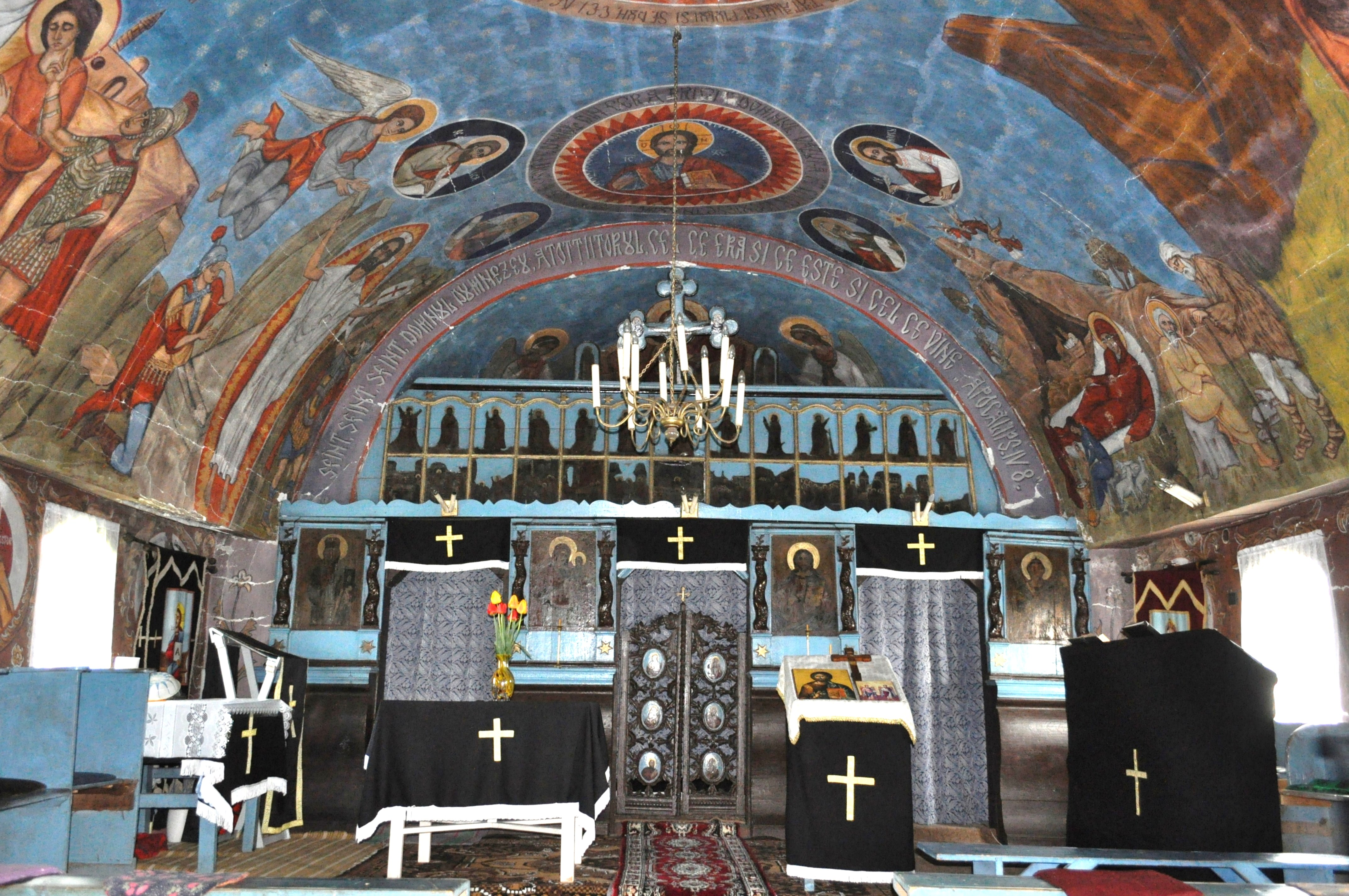
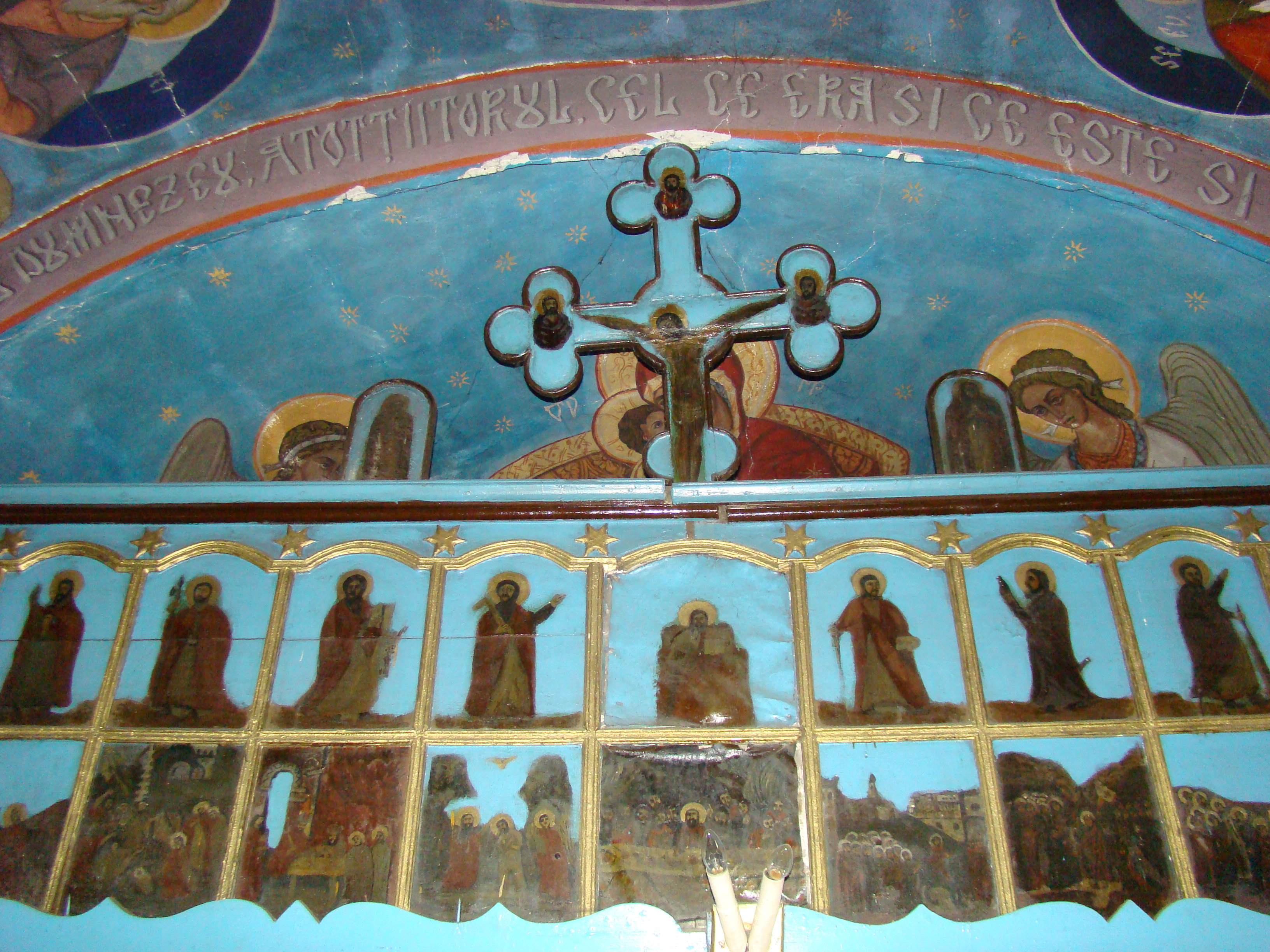
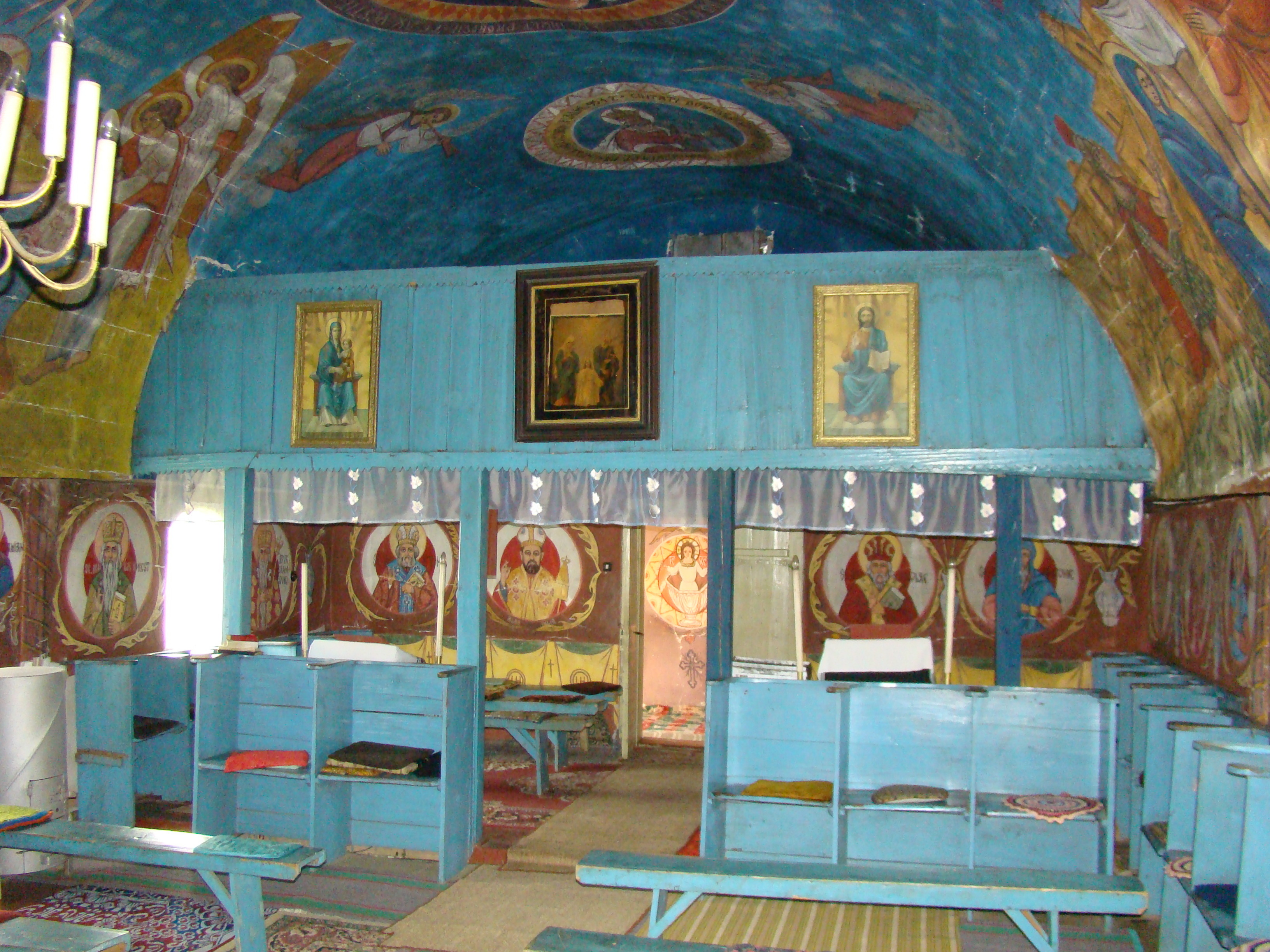
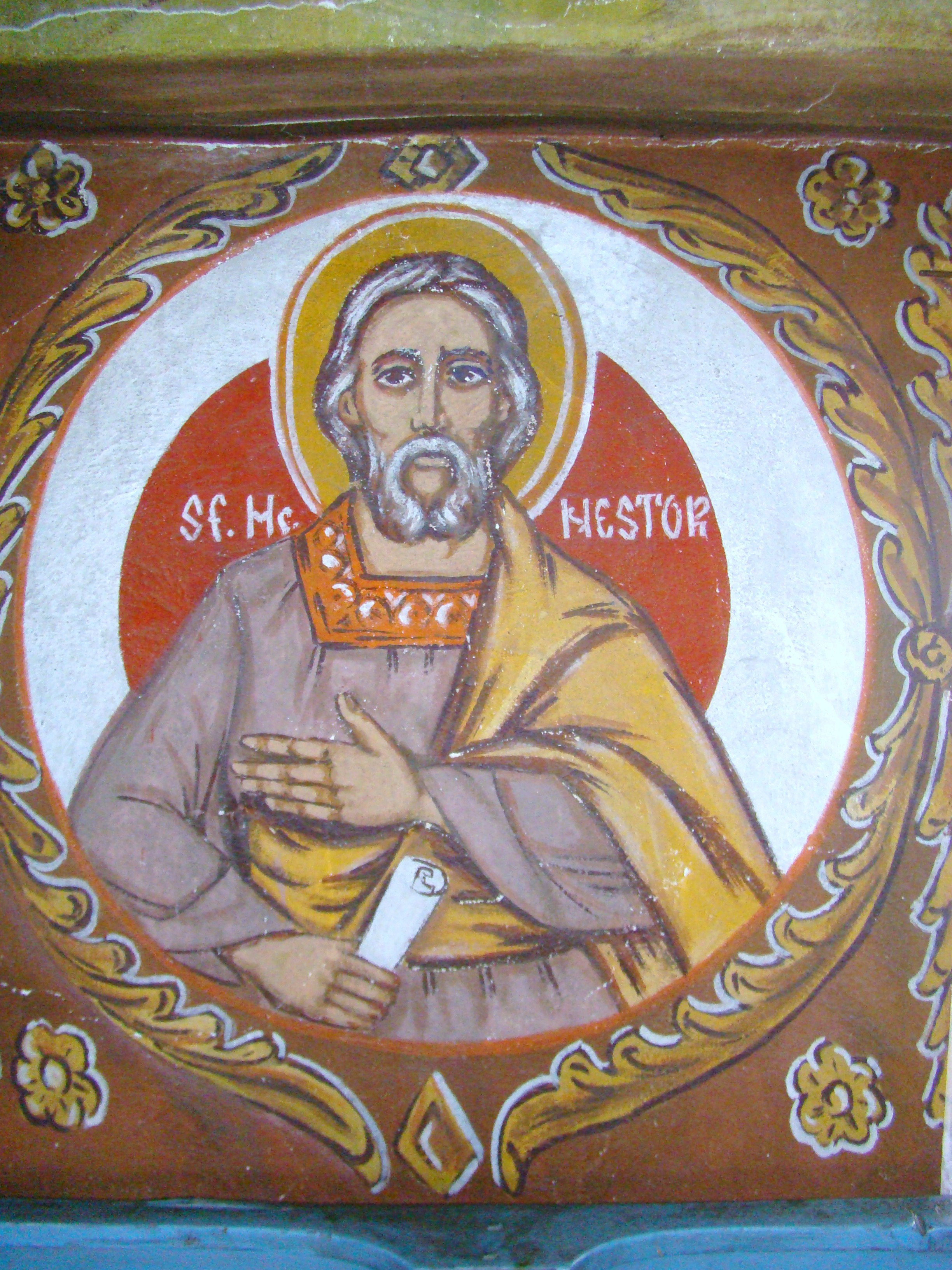
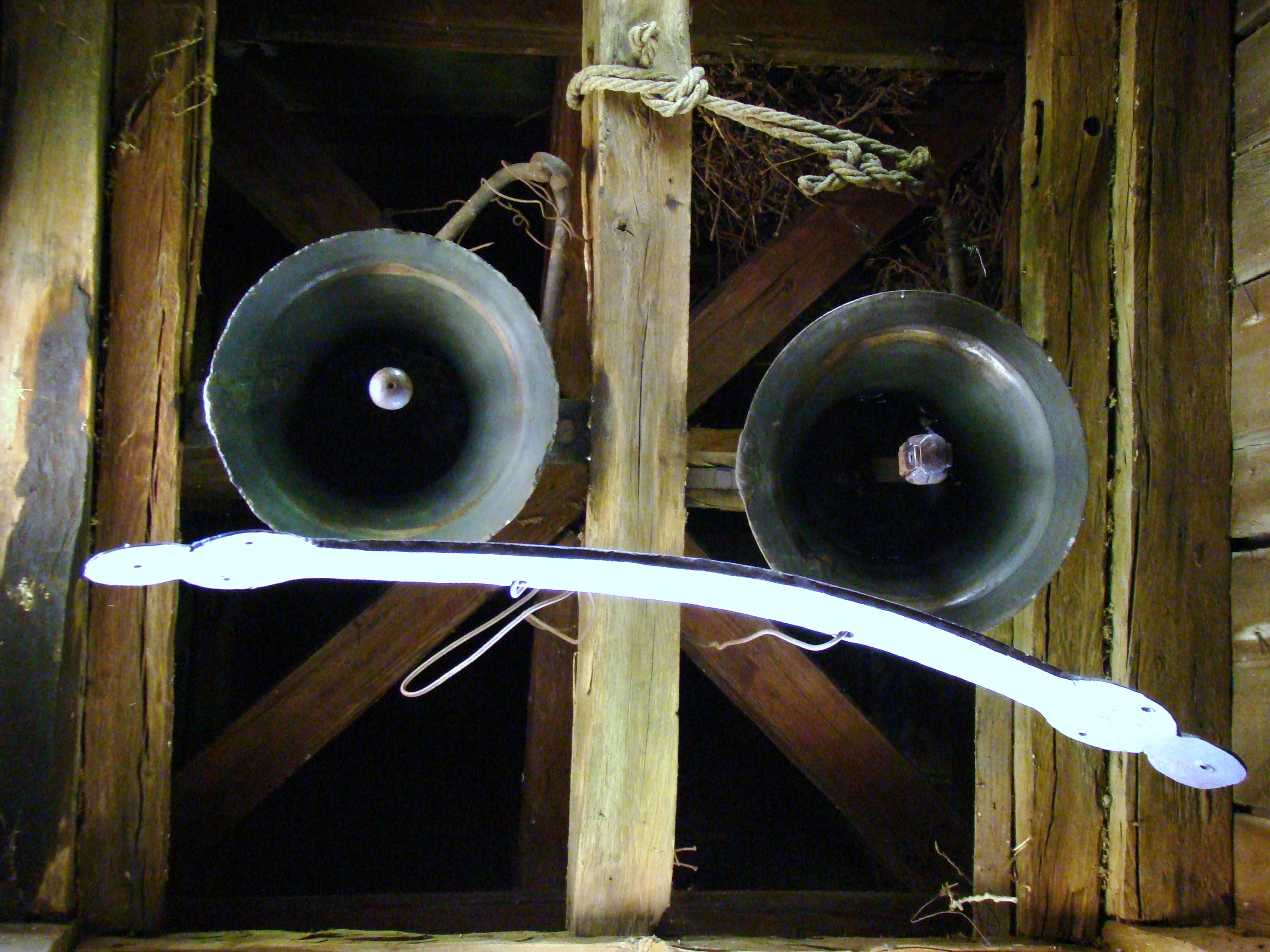
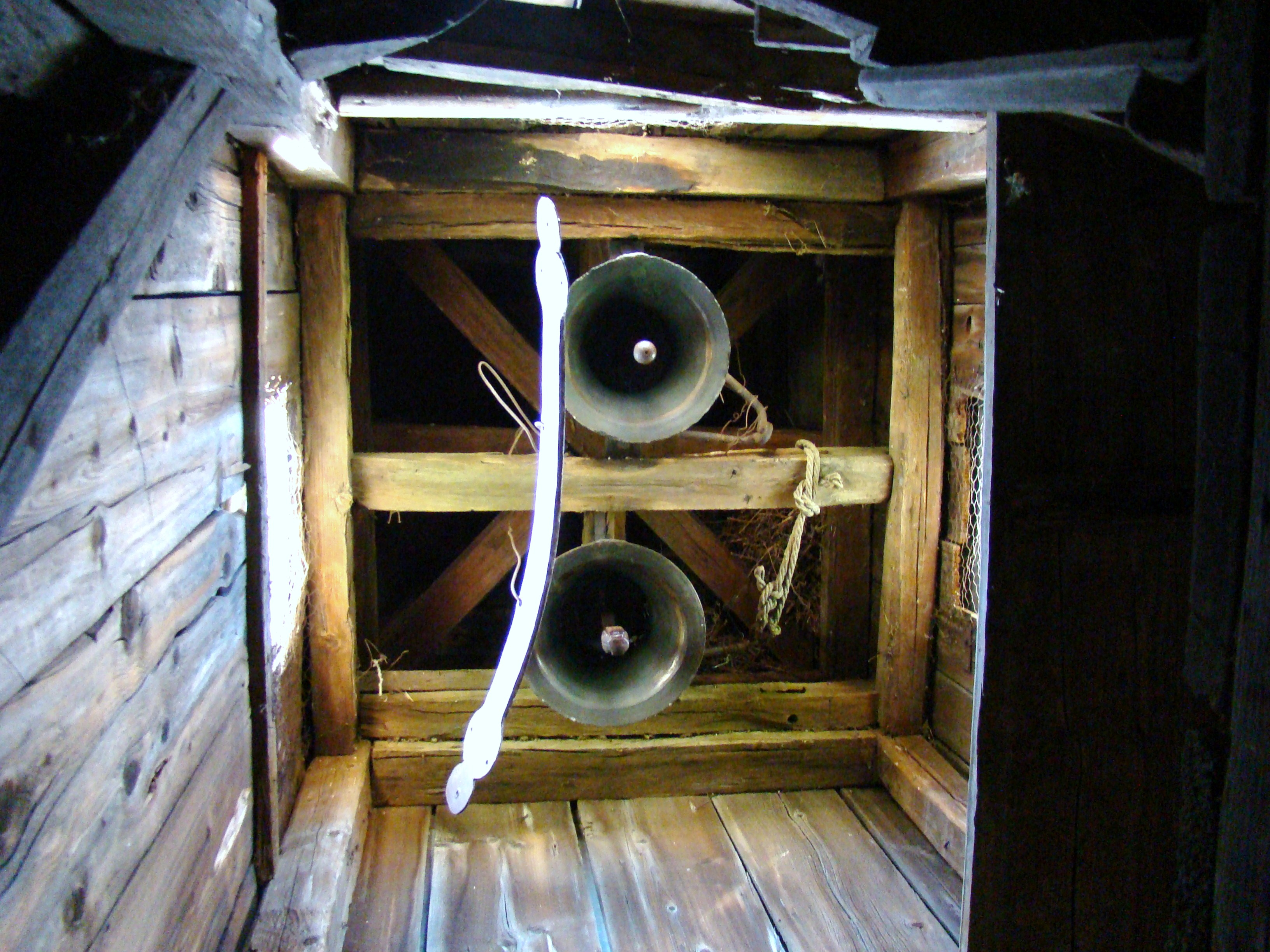